# Kruisherenklooster (Maastricht)
Het Kruisherenklooster is een voormalig klooster van kruisheren (of kruisbroeders) in het centrum van de Nederlandse stad Maastricht. Het kloostercomplex aan de Kommel bestaat uit een kloosterkerk en vier kloostervleugels rondom een pandhof. Het Kruisherenklooster is een van de weinige, volledig bewaard gebleven gotische kloosters in Nederland. Het uit de 15e en begin 16e eeuw daterende mergelstenen complex werd in 1966 aangewezen als rijksmonument. Sinds 2005 is in het klooster een hotel gevestigd, het Kruisherenhotel. Het vrijwel compleet bewaard gebleven kloosterarchief is in sommige opzichten uniek in Nederland en België, en van groot belang voor de geschiedenis van Maastricht.

## Geschiedenis

### Kloosterstichting
De Orde van het Heilig Kruis (Latijn: Ordo Sanctae Crucis, OSC) vond zijn oorsprong omstreeks 1210 in een kloosterstichting in Hoei. Initiatiefnemer was de Luikse kanunnik en kruisvaarder Theodorus van Celles. In 1248 werd de orde door de paus erkend. Aanvankelijk breidde de orde zich vooral in Frankrijk en Engeland uit. Later kwamen er meer vestigingen van kruisbroeders in het Maasland en omgeving, onder andere in Namen (ca. 1248), Luik (vóór 1270), Asperen (1314), Cuijk-Sint Agatha (1367), Aken (1372), Venlo (1399) en Roermond (1422).

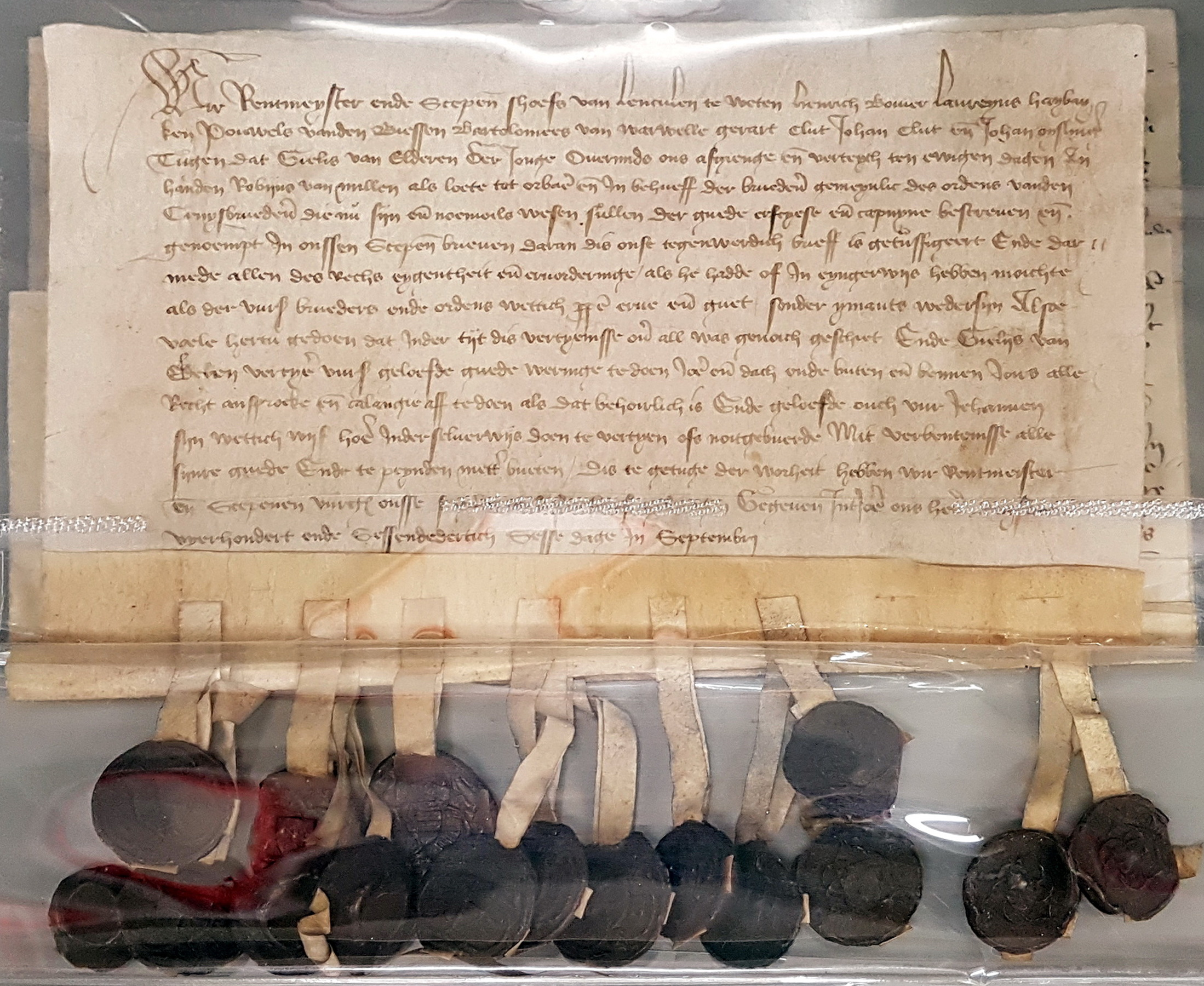
Overdracht van goederen aan de Kommel, 6 sept. 1436 (RHCL)

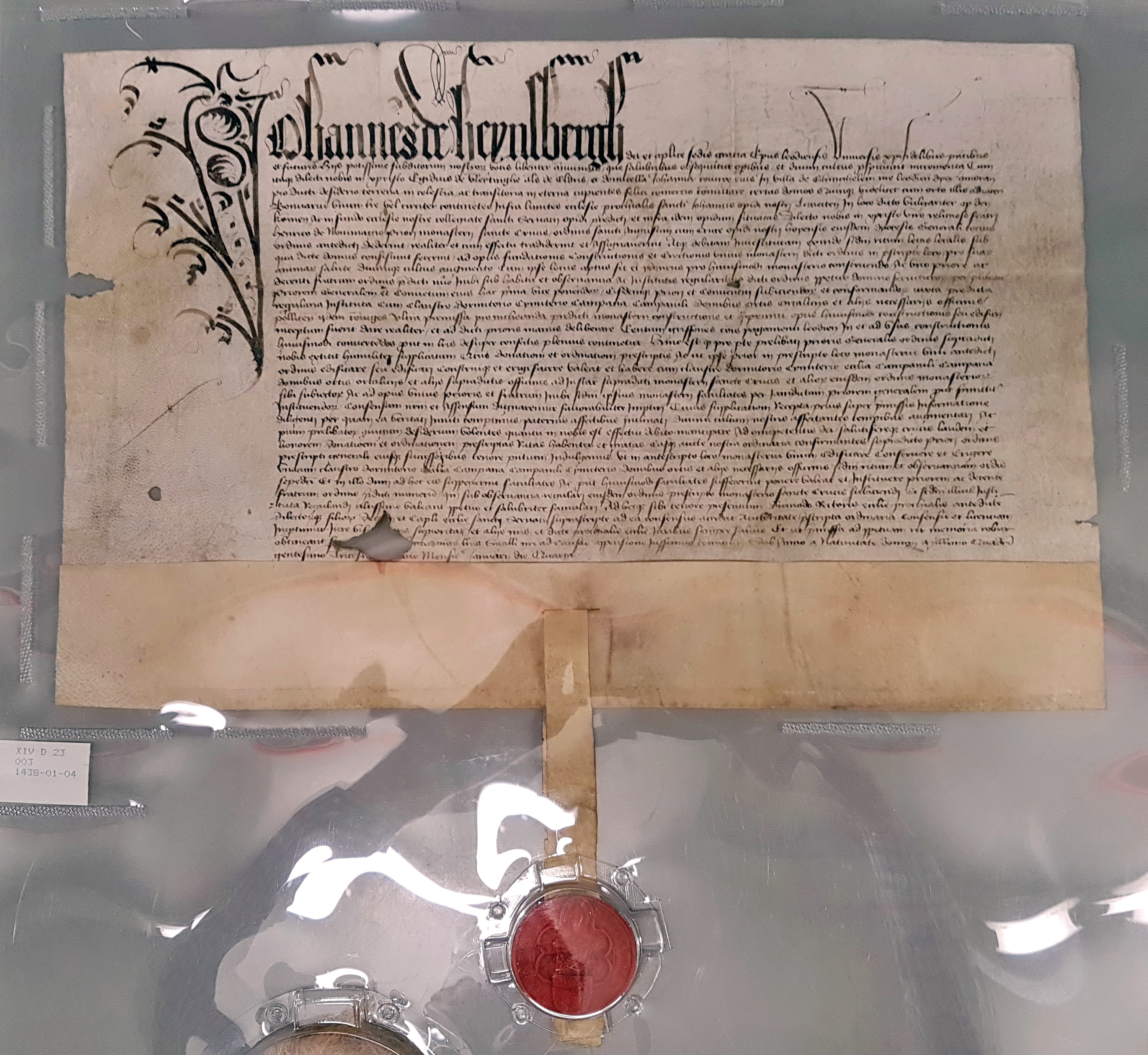
Toestemmingsakte Jan van Heinsberg, 4 jan. 1438 (RHCL)

In de 14e eeuw trad er bij de kruisbroeders verslapping op in de kloostertucht. In 1410 verplichtte de nieuwe magister-generaal van de orde, Libertus van Bommel, de priors van alle kloosters om jaarlijks het generaal kapittel in Hoei bij te wonen. De priors van de kruisherenkloosters in het Maasland en noordelijker gelegen streken overnachtten, op weg naar Hoei, regelmatig in Maastrichtse kloosters of kanunnikenhuizen. In 1433 bleek dit een probleem, omdat in dat jaar een heiligdomsvaart plaatsvond en alles volgeboekt was. Een particulier, Gillis van Elderen, bood toen enkele huizen aan de Kommel aan als logiesgelegenheid. Drie jaar later schonk hij de vijf huizen met bijbehorende erven plus een flink geldbedrag aan de kruisbroeders, om er een klooster te stichten.
Eer het zover was, moest toestemming worden verkregen van de pastoor van de Sint-Janskerk en de deken van het Sint-Servaaskapittel, binnen wier rechtsgebied het beoogde klooster lag. De toestemming werd verleend in 1437, waarbij onder andere werd bepaald dat de kruisbroeders met hun missen niet mochten concurreren met de Sint-Jan. Vervolgens machtigde de bisschop van Luik, Jan van Heinsberg, de kruisbroeders om over te gaan tot de oprichting van een ommuurd conventshuis met kloosterkerk, klokkentoren, dormitorium, tuinen, begraafplaats en "alles wat er bij hoort".
Aanvankelijk moest genoegen worden genomen met de geschonken huizen als huisvesting voor de broeders en een noodkerkje voor het koorgebed. Een jaar na de kloosterstichting werd de Broederschap van het Heilig Kruis opgericht. Voor zover bekend was dit de op een na oudste religieuze lekenvereniging in Maastricht, bedoeld om de devotie tot het heilig kruis te bevorderen en tegelijkertijd de jonge kloostergemeenschap materieel te ondersteunen.
De stichting van het Kruisherenklooster in Maastricht in 1438 paste binnen een golf van kloosterstichtingen binnen de orde in de 15e eeuw. Het klooster te Venlo fungeerde bij een aantal van deze stichtingen, ook in Maastricht, als moederklooster. Na Maastricht volgden in het Maasland nog Borgloon-Kerniel (1438), 's-Hertogenbosch (1468) en Maaseik (1474). Bij de stichting van laatstgenoemd klooster trad het Maastrichtse klooster als moederklooster op.

### Bouwgeschiedenis
In 1440 werd de eerste steen gelegd voor de kloosterkerk. Bouwmeesters waren Petrus Toom en Johannes van Haeren. Het koor was in 1459 voltooid, maar het werd pas in 1470 gewijd. In 1462 en 1480 werd de klokkentoren (waarschijnlijk een dakruiter) vernield door storm en blikseminslag, en werd daarna vervangen door een kleinere dakruiter. Na een lange bouwstop ging men in 1501, tijdens het prioraat van Walter Beckers van Herentals, verder met de bouw van het schip en de zijbeuken, een project dat in 1509 kon worden afgerond.
Pas in 1480-1481 kwam de eerste kloostervleugel tot stand, de oostvleugel aan de kant van de Kommel. Hierin werden onder andere de sacristie, de kapittelzaal en de (voorlopige) refter ondergebracht. In 1495 begon de bouw van de westvleugel (aan de huidige Kruisherengang). De benedenverdieping met de nieuwe refter was rond 1500 voltooid; de bovenverdieping met de kloostercellen omstreeks 1520. De oude refter in de oostvleugel werd daarna verbouwd tot gasthuis, bibliotheek en woning van de prior. De zuidvleugel kwam als laatste tot stand. Op deze plaats waren aanvankelijk de brouwerij en het bakhuis gevestigd, die in 1460 bij een hevige brand in de as werden gelegd. Onder het prioraat van Mathias Mijnecom (1517-1527) werd dit deel opnieuw opgetrokken in een stijl passend bij de andere vleugels. Vanaf circa 1520 hadden kerk en klooster hun huidige omvang en aanzien.

### Kloosterleven

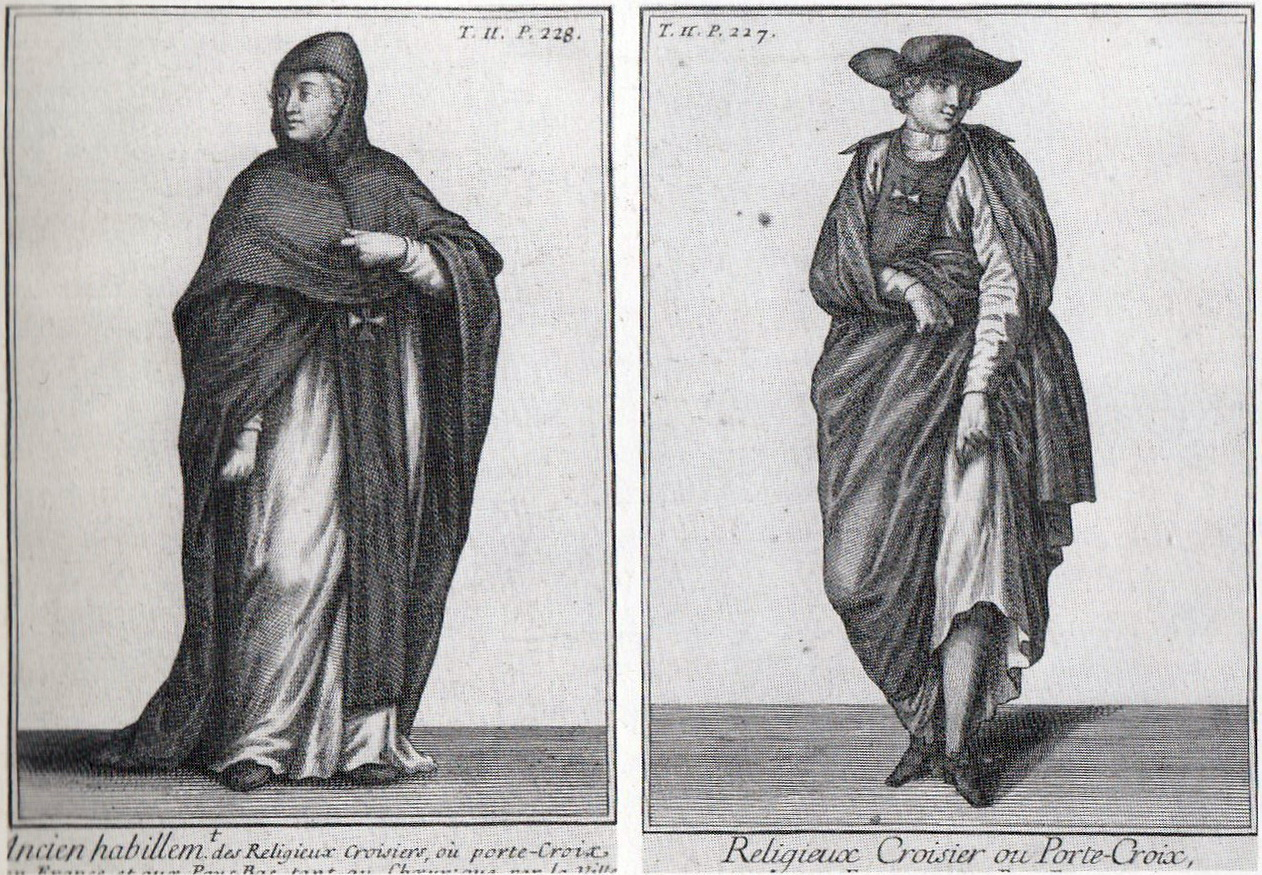
Kruisheren in middeleeuwse en 18e-eeuwse dracht

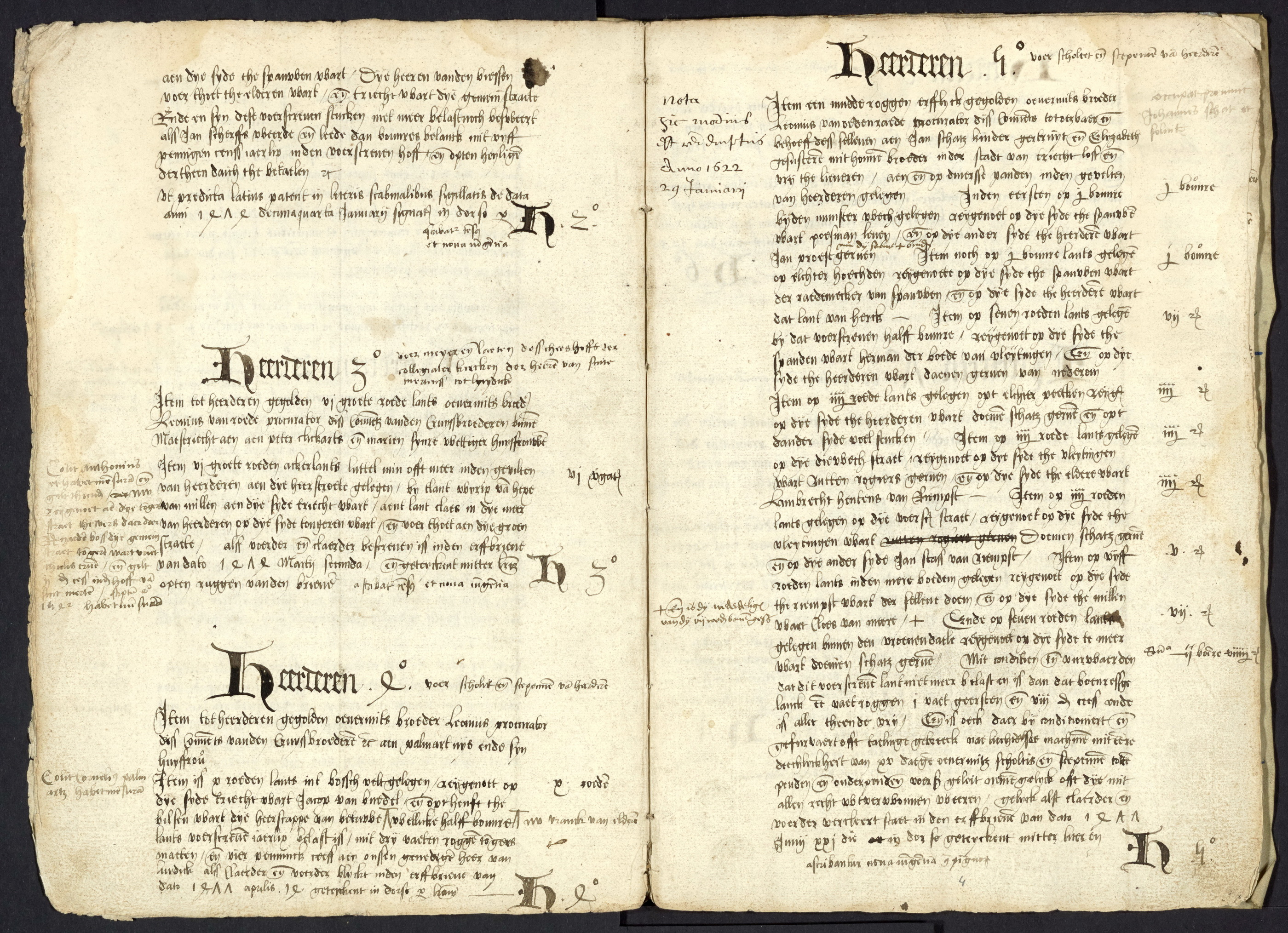
Legger van bezittingen in Herderen, 16e-17e eeuw

De Maastrichtse kruisheren – tot de 18e eeuw sprak men meestal van kruisbroeders – waren in 1438 begonnen met vier paters, maar al gauw werden dat er meer. In 1468 waren er vijftien kloosterlingen; in 1483 waren dat er 22. Daarmee behoorde het Maastrichtse klooster omstreeks 1500 tot de grotere van de orde. De vijfde prior, Walter van Herentals (1483-1517), nam 24 nieuwe priesters op, waarvan een groot deel uit Maastricht.
De kruisheren waren reguliere kanunniken die in gemeenschap leefden volgens de Regel van Augustinus. Naast het koorgebed in de eigen kerk, was een van hun taken het lezen van missen in parochiekerken en tertiarissenkloosters elders in de stad (onder andere in het Bonnefantenklooster, het Grauwzustersklooster, de Cellebroederskapel, de Sint-Andrieskapel en de Heilige Geestkapel). Ook leverden zij pastoors aan de parochies van Vlijtingen, Bolbeek en Haccourt. De Maastrichtse kruisheren waren in de 15e en 16e eeuw bovendien bekend vanwege het kopiëren, verluchten en inbinden van handschriften, later ook het drukken van boeken. Verdere inkomsten werden verkregen door het bieden van onderdak (bemiddelde ouden van dagen konden zich in het klooster inkopen), het verplegen van zieken tijdens pestepidemieën (zoals in 1529 en 1579) en het aanbieden van grafrechten in de kerk (meestal in combinatie met misstipendia). Daarnaast hadden de kruisheren aanzienlijke inkomsten uit onroerend goed, dat hun in de loop der tijden door gelovigen was nagelaten. De meeste bezittingen bevonden zich in de directe omgeving van Maastricht en in het tegenwoordige België.
De Broederschap van het Heilig Kruis schijnt tot 1579 te hebben bestaan; daarna wordt er niets meer van vernomen. Omstreeks 1510 werd een tweede broederschap opgericht, die ten doel had de devotie tot de heilige aartsengel Michaël te bevorderen, de patroonheilige van de orde. Deze broederschap bleef bestaan tot de opheffing van het klooster. De broederschappen hadden in de Kruisherenkerk hun eigen altaren. Mogelijk bekostigden zij een tweetal gedocumenteerde bestellingen van beelden. In 1512 werd een houten beeld van Sint-Michaël besteld bij de bekende beeldsnijder Jan van Steffeswert. In 1516 werd een triomfbalk in het kerkschip aangebracht, waarop een door Meester Jacobus gepolychromeerd kruisbeeld kwam te staan.

### Achteruitgang

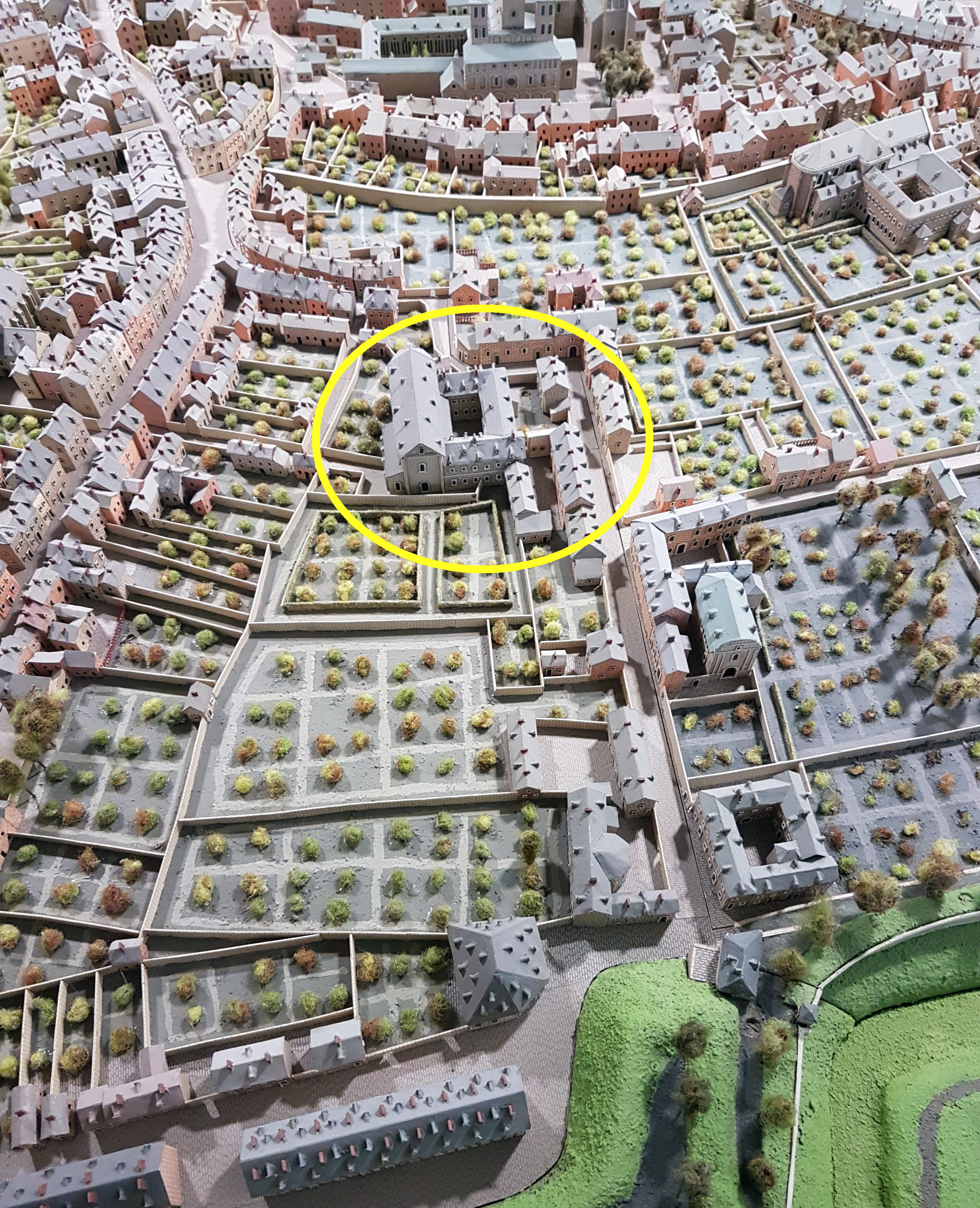
Een deel van het Kommelkwartier met centraal het Kruisherenklooster op de kopie van de 18e-eeuwse maquette van Maastricht. Op de achtergrond het Vrijthofcomplex. Rondom de kloosters liggen moestuinen en boomgaarden

Zoals alle kloosters in het relatief lege gebied tussen de eerste en tweede stadsmuur, ondervond ook het Kruisherenklooster regelmatig schade tijdens belegeringen. De relatief hoge ligging aan de veelvuldig aangevallen westkant maakte het klooster een voor de hand liggend doelwit voor het vijandelijk geschut. Dat gebeurde ook bij het beleg door Parma in 1579. Alle kloosterlingen op een na kwamen tijdens de gewelddadige inname van de stad of de daarop volgende pestepidemie om het leven.
Het klooster was een tijdlang vrijwel onbewoonbaar. Pas in 1581 kon de nieuwe prior, Hubertus van Stavelot, beginnen met het herstel, na een deel van de kloosterbezittingen te hebben verkocht. Het kerkgewelf moest deels worden vernieuwd. De boeken had men tijdig in veiligheid weten te brengen in Aken, vanwaar ze in 1582 terugkeerden. Het klooster kende daarna niet meer de bloei die het in de eeuw daarvoor had meegemaakt. Waren er voor het beleg vijfentwintig of meer kloosterlingen, in 1615 waren dat er nog slechts negen en in de eeuwen daarna werden het er nooit meer dan vijftien.
In 1629 moest een hoog losgeld worden betaald voor prior Martinus Pauli, die te Emmerik gevangen was gezet, nadat hij een jaar eerder in de buurt van Luik was ontvoerd door Staatse militia. Tijdens de belegeringen door de Staatsen (1632) en de Fransen (1673) kreeg het klooster het opnieuw zwaar te verduren. Na laatstgenoemde inname schonk Lodewijk XIV van Frankrijk 2100 gulden om het klooster te herstellen. Na het vertrek van de Fransen in 1678 had het klooster regelmatig last van de verplichte inkwartiering van soldaten van het Maastrichtse garnizoen.
In de 18e eeuw nam de wereldse invloed in het klooster toe, wat onder meer tot uiting kwam in de kleding en het dragen van pruiken. Net als elders was de invloed van de Maastrichtse kruisheren op het geestelijk klimaat in hun stad gering. Het contrareformatorisch vuur was in de meeste kloosters gedoofd. Aan het einde van de 18e eeuw ging het slecht met de orde. Verschillende kloosters werden vanwege het gebrek aan kloosterlingen opgeheven. Van 1760 tot 1796 werden in het Maastrichtse klooster slechts tien priesters gewijd.

### Lijst van priors
Vanaf de kloosterstichting in 1438 tot de opheffing in 1796 voerde een dertigtal priors het bewind over het Maastrichtse Kruisherenklooster. Het klooster mocht aanvankelijk nog niet zijn eigen prior kiezen. Later, waarschijnlijk vanaf de 16e eeuw, werden de priors gekozen door het huiskapittel, bestaande uit alle paters (de gewijde priesters) onder voorzitterschap van de magister-generaal (de algemeen overste uit Hoei). In overleg met het huiskapittel wees de prior zijn vervanger aan, de subprior, en een zakelijk leider, de procurator. Deze laatste functie werd soms door de prior zelf waargenomen.
- vanaf 1438: Michael van Testelt
- 1460: Johannes Clocker (Clockner)
- 1462: Willem Welters van Horst
- 1476: Hendrik van Keulen

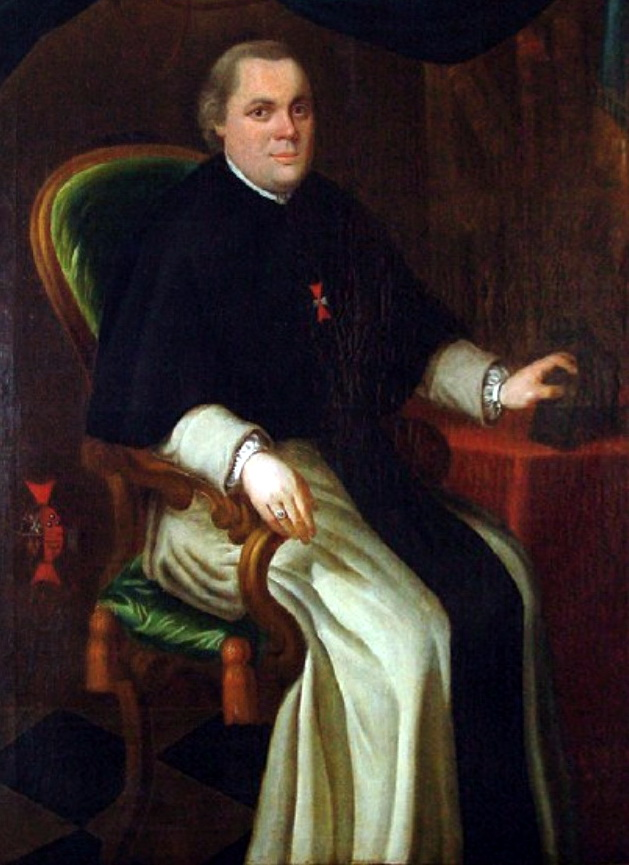
Joseph Leurs, de laatste prior (1778-1796)

- 1483: Walther Beckers van Herentals
- 1517: Mathias Mijnecom[noot 8]
- 1527: Ludolphus van Sant
- 1528: Johannes Proenen
- 1543: Petrus Plas
- 1544: Arnold Millen van Hasselt
- 1553: Servatius Heynsberch
- 1570: Johannes Haelwijck
- 1576: Nicolaus Coenen
- 1579: Jan van Randenrade (waarnemer, geen prior)
- 1581: Hubertus van Stavelot
- 1585: Gerardus Bysman (waarnemer)
- 1586: Henricus van Vorst
- 1587: opnieuw Johannes Haelwijck
- 1598: Lambertus Moens
- 1600: Johannes Laurentius van Erp
- 1607: François Borset
- 1619: Martinus Pauli van Weeze
- 1645: Arnoldus Brugard
- 1665: Theodorus Godding
- 1679: Johannes Baptista Meyers
- 1682: Laurentius van der Haegen
- 1711: Leonardus Godding
- 1721: Willem Marres
- 1722: Willem Cruts
- 1745: Michaël Jorissen
- 1766: Willem Jacobs
- 1778: Joseph Leurs
- 1796: opheffing klooster

### Opheffing klooster; militaire bestemming
Het beleg door de Franse generaal Kléber van 1794 en de inlijving van Maastricht bij de Eerste Franse Republiek luidden het einde van de kloosters in. Eind 1796 werd het Kruisherenklooster door de Franse overheid opgeheven. De tien kloosterlingen (acht paters en twee broeders) moesten binnen een jaar vertrekken. Zij die als priester werkzaam wilden blijven moesten de eed van haat afleggen. Zes kruisheren werden veroordeeld tot deportatie naar de strafkolonie Cayenne: één vluchtte naar Duitsland, een ander werd ziek tijdens de overtocht en mocht naar huis, weer anderen werden van vervolging ontslagen door tussenkomst van de Fransgezinde advocaat Charles Roemers. De Maastrichtse prior Joseph Leurs trok zich aanvankelijk terug in Sittard, maar werd in 1804 prior van het klooster te Sint Agatha, waar hij in 1806 overleed. Dit klooster bleef een sluimerend bestaan leiden, tot het halverwege de 19e eeuw een sleutelrol ging spelen in de herleving van de orde. De opheffing van het Maastrichtse klooster werd door weinigen betreurd. Het instituut bleek zichzelf overleefd te hebben.

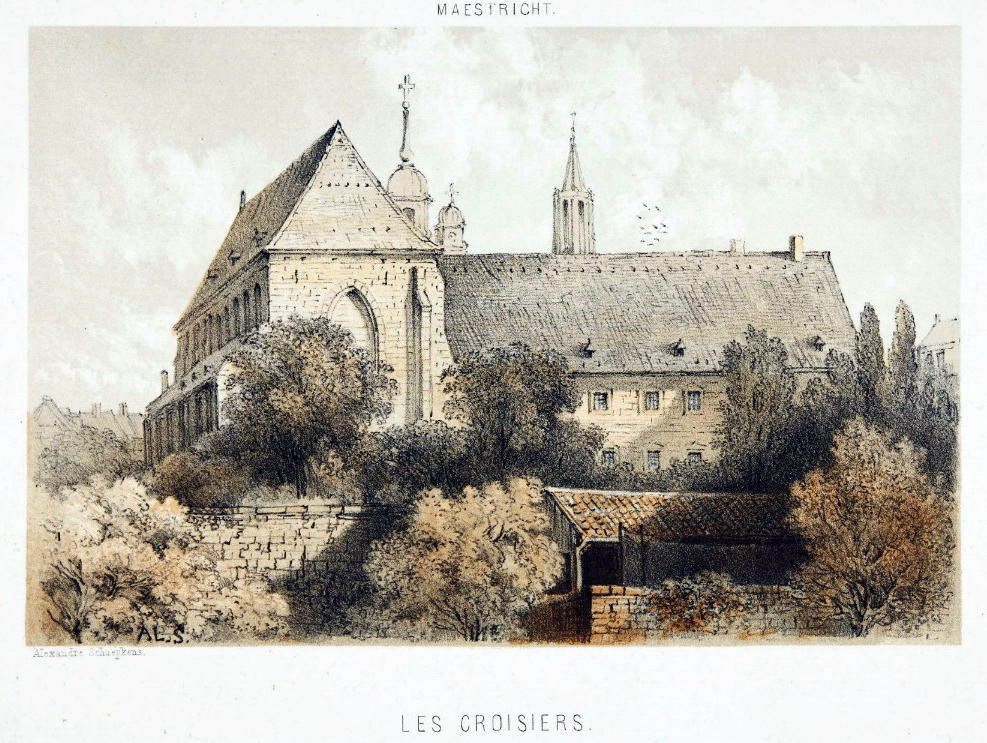
Het klooster op een 19e-eeuwse aquarel van Alexander Schaepkens

De kloostergebouwen kregen een militaire bestemming, eerst als munitiemagazijn, daarna als kazerne. Dat bleef zo na het vertrek van de Fransen in 1814, toen de gebouwen aan de stad Maastricht werden overgedragen ten behoeve van het garnizoen. Ze deden onder andere dienst als kledingmagazijn, garnizoensbakkerij en militaire woningen. Toen de gemeente toestond dat er een kliniek voor choleralijders kwam, werd ze op de vingers getikt door het Rijk, dat deze functie niet in overeenstemming vond met de militaire bestemming. In de 19e eeuw vormde het vervallen complex aan de Kommel – het enige middeleeuwse klooster in Maastricht dat in zijn geheel bewaard was gebleven – een inspiratiebron voor (amateur)kunstenaars, zoals Philippe van Gulpen (1792-1862) en Alexander Schaepkens (1815-1899).

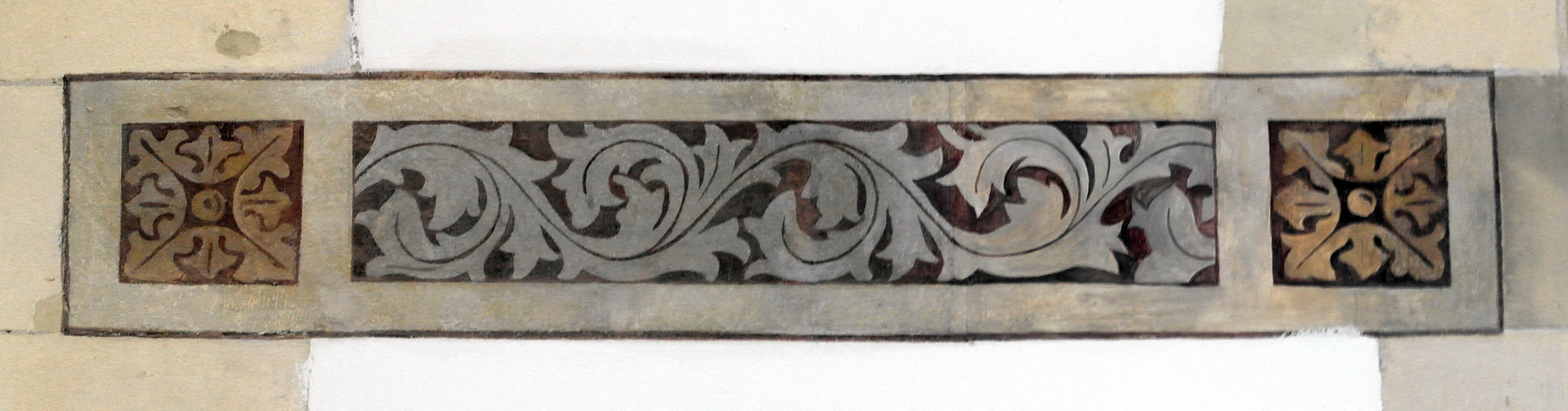
Neogotische wanddecoratie

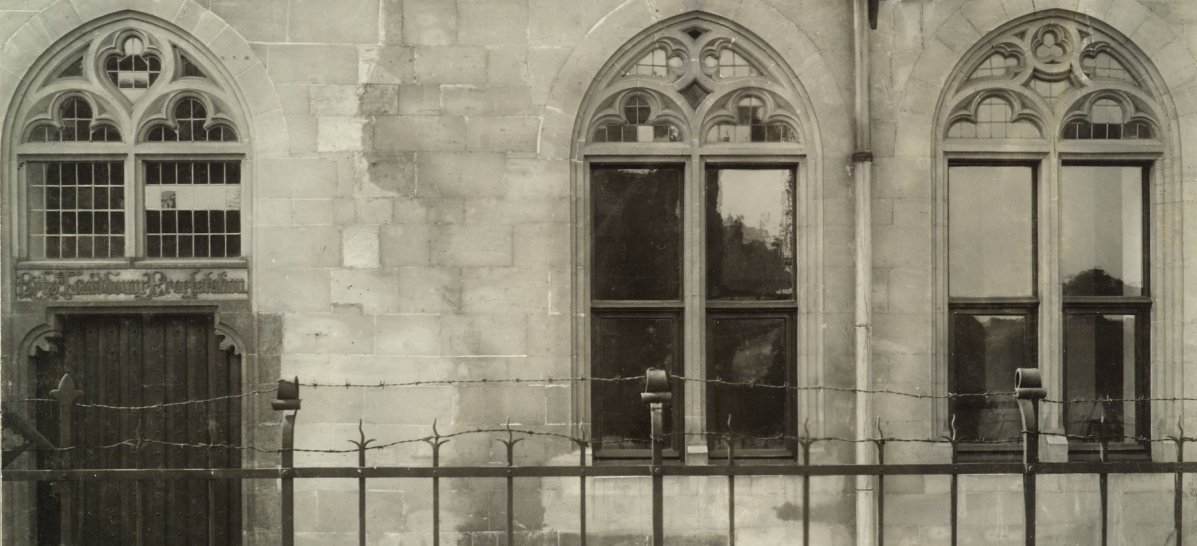
"Rijks Landbouw Proefstation", omgeven door hekken met puntdraad

### Rijkslandbouwproefstation; andere bestemmingen
Eind 19e eeuw trok Victor de Stuers zich het lot van het vervallen klooster aan. Hij was het die zorgde voor een nieuwe bestemming en het herstel van de gebouwen. Vanaf 1897 betrok het Rijkslandbouwproefstation de kloostervleugels, die in de jaren daarna werden gerestaureerd en heringericht door rijksbouwmeester Van Lokhorst. Bij die restauratie stortte in 1906 een deel van de oostvleugel in. De kloosterkerk werd van 1912 tot 1914 onder leiding van rijksbouwmeester Knuttel gerestaureerd, waarbij een 19e-eeuwse tussenvloer werd verwijderd. Bij die gelegenheid werden onder de vloer van het priesterkoor fragmenten van renaissancesculpturen aangetroffen (zie hieronder: #Sacramentstoren). Van 1914-1922 volgden verdere aanpassingen aan het gebouw onder leiding van rijksopzichter Van Ewijk. De kerk is daarna onder meer gebruikt als tentoonstellingsruimte, vergaderzaal en stempellokaal voor werklozen. Tijdens de Tweede Wereldoorlog werd de kerk gevorderd, eerst door de Duitse bezetters, daarna door de Amerikaanse bevrijders en ten slotte door Het Nederlandse Beheersinstituut (zie ook: Bevrijding van Maastricht). In 1947 werd de kerk bij het Rijkslandbouwproefstation gevoegd.
Het Maastrichtse proefstation, dat zich aanvankelijk alleen bezighield met agrarisch onderzoek voor Zuid-Nederland, kreeg in de loop van de 20e eeuw nieuwe taken, zoals het landelijk meststof- en veevoederonderzoek, waardoor het gestaag moest uitbreiden. In 1953 werd een houten loods in de kerk geplaatst, waarin extra laboratoria werden ondergebracht. Het instituut bleef in de tachtig jaar dat het in Maastricht gevestigd was, altijd een buitenbeentje in de stad, mede door het gesloten karakter van het gebouw en doordat het personeel merendeels van buiten Limburg afkomstig was. Eind jaren 1970 werd het in fasen verplaatst naar Wageningen, dichter bij de Landbouwhogeschool Wageningen.
De gemeente Maastricht nam het gebouw omstreeks 1980 (opnieuw) over van het Rijk. Van 1985-1990 werd de Kruisherenkerk benut als tijdelijke parochiekerk van de Sint-Servaasparochie, omdat de Sint-Servaasbasiliek niet beschikbaar was vanwege de grootscheepse restauratie en archeologische opgravingen in die kerk. De kerk was daarna enige tijd in gebruik als repetitie- en opslagruimte van Opera Zuid. Het kloostergedeelte was in die periode korte tijd gekraakt.

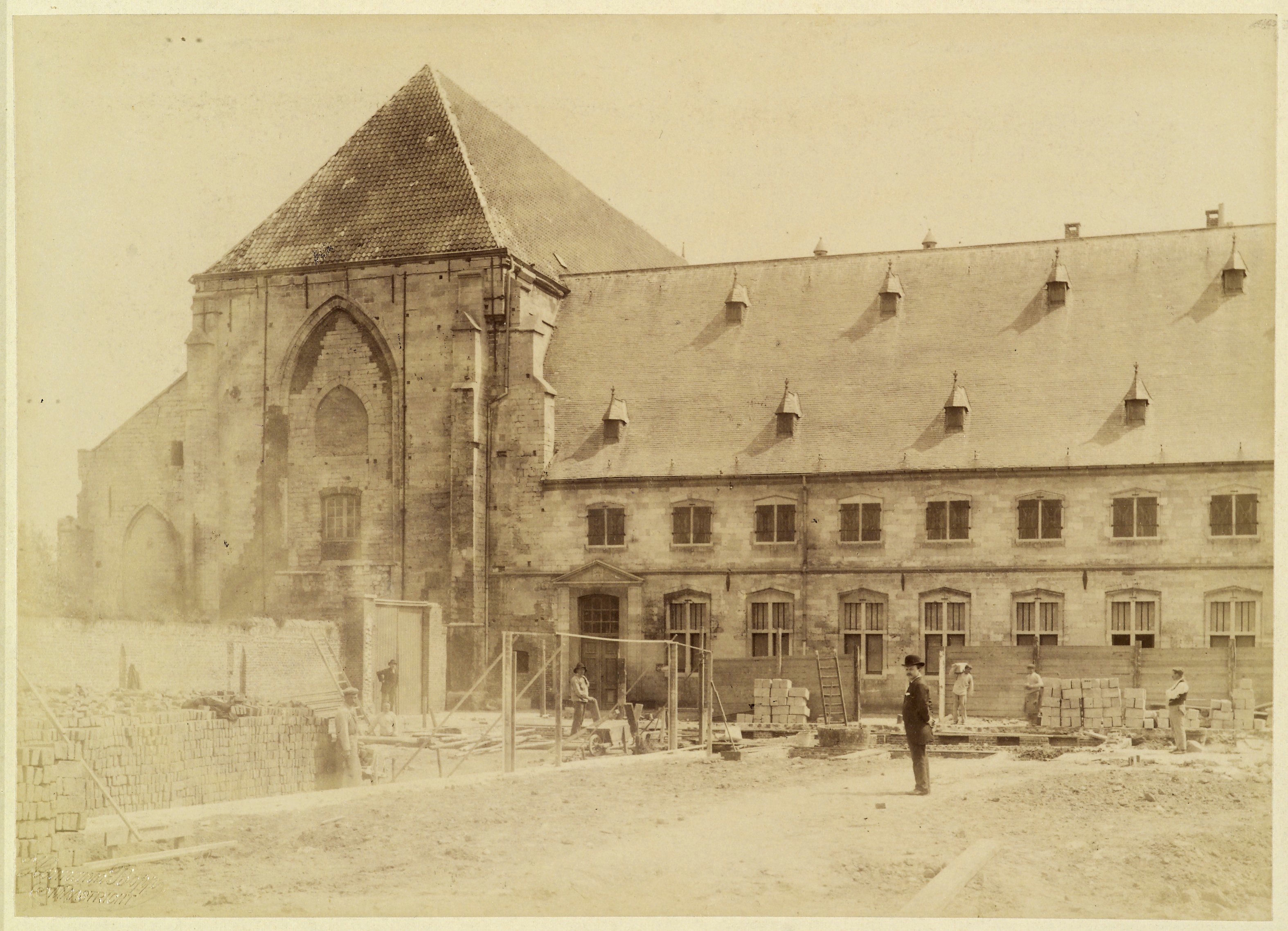
Restauratie westgevel, 1903
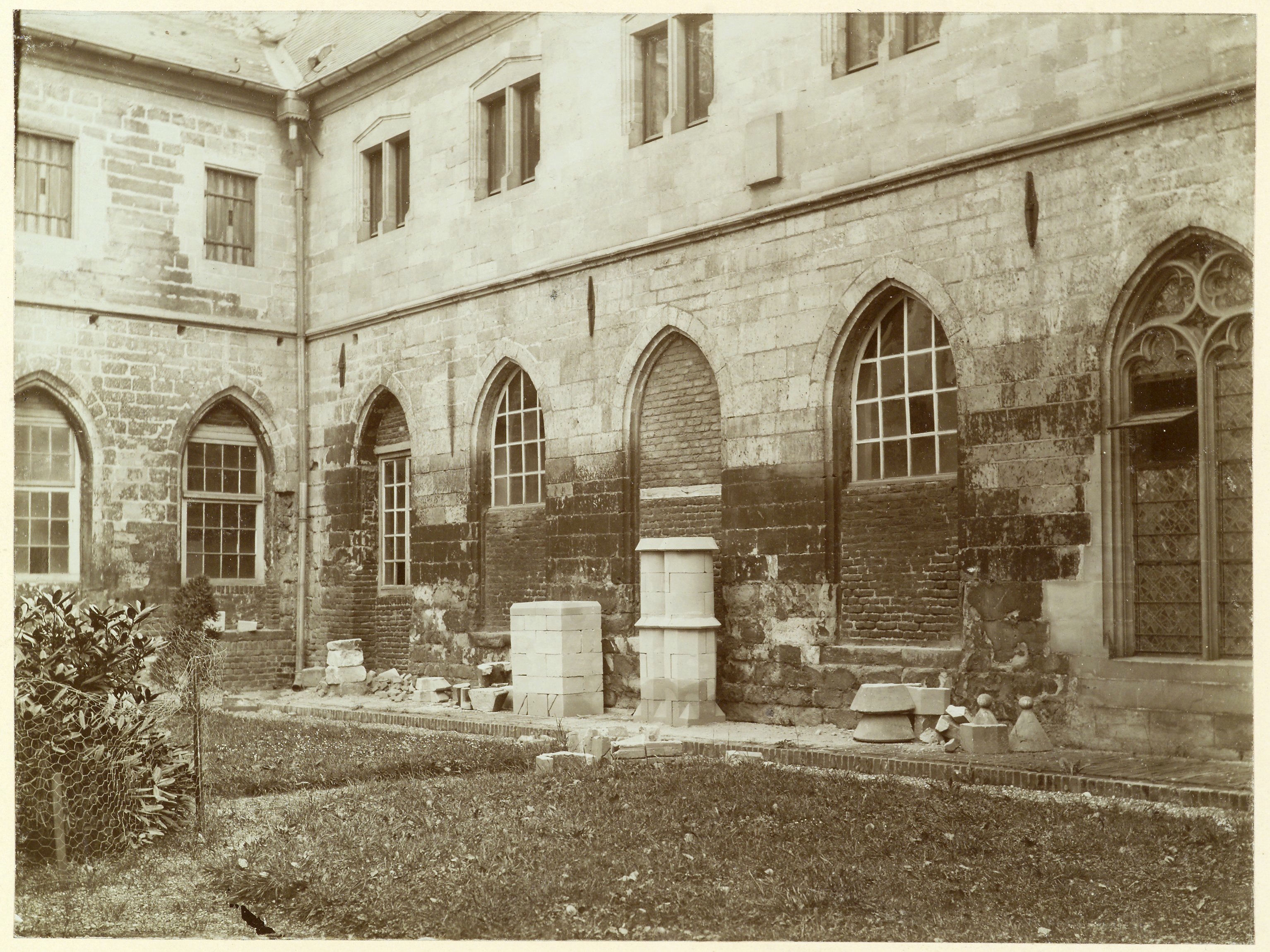
Restauratie kruisgang, 1906
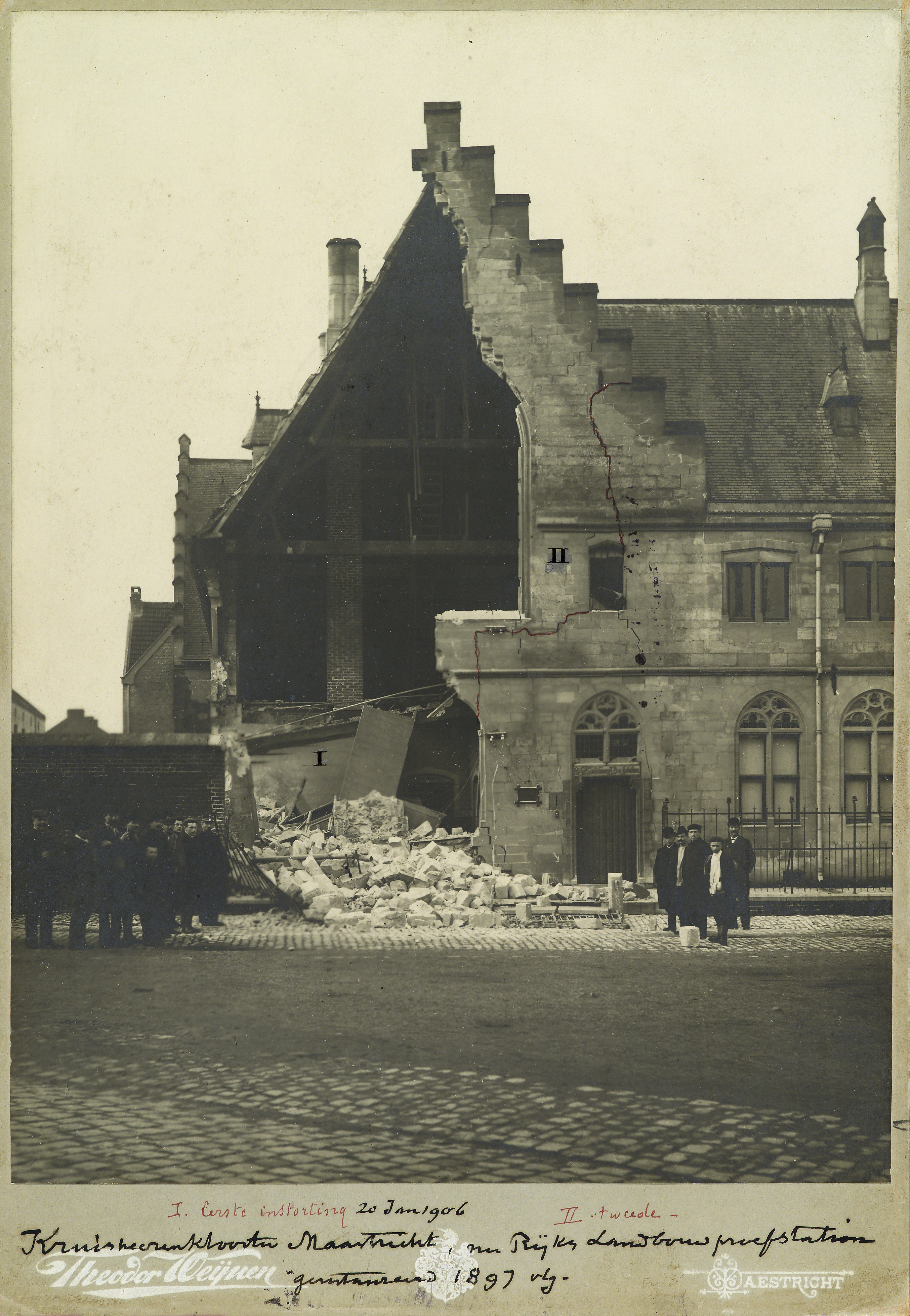
Instorting trapgevel, 1906
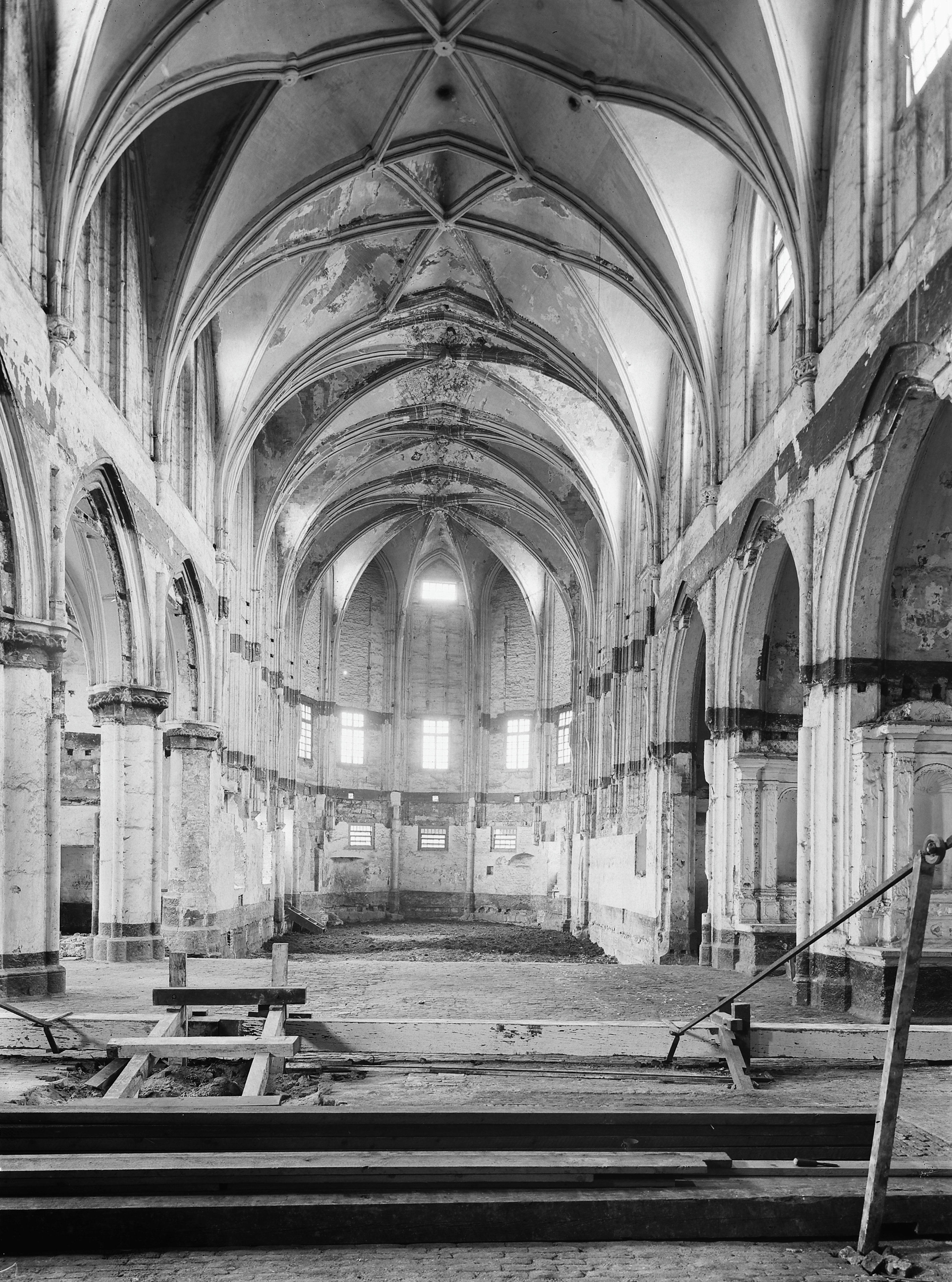
Kerkinterieur in 1913

### Kruisherenhotel

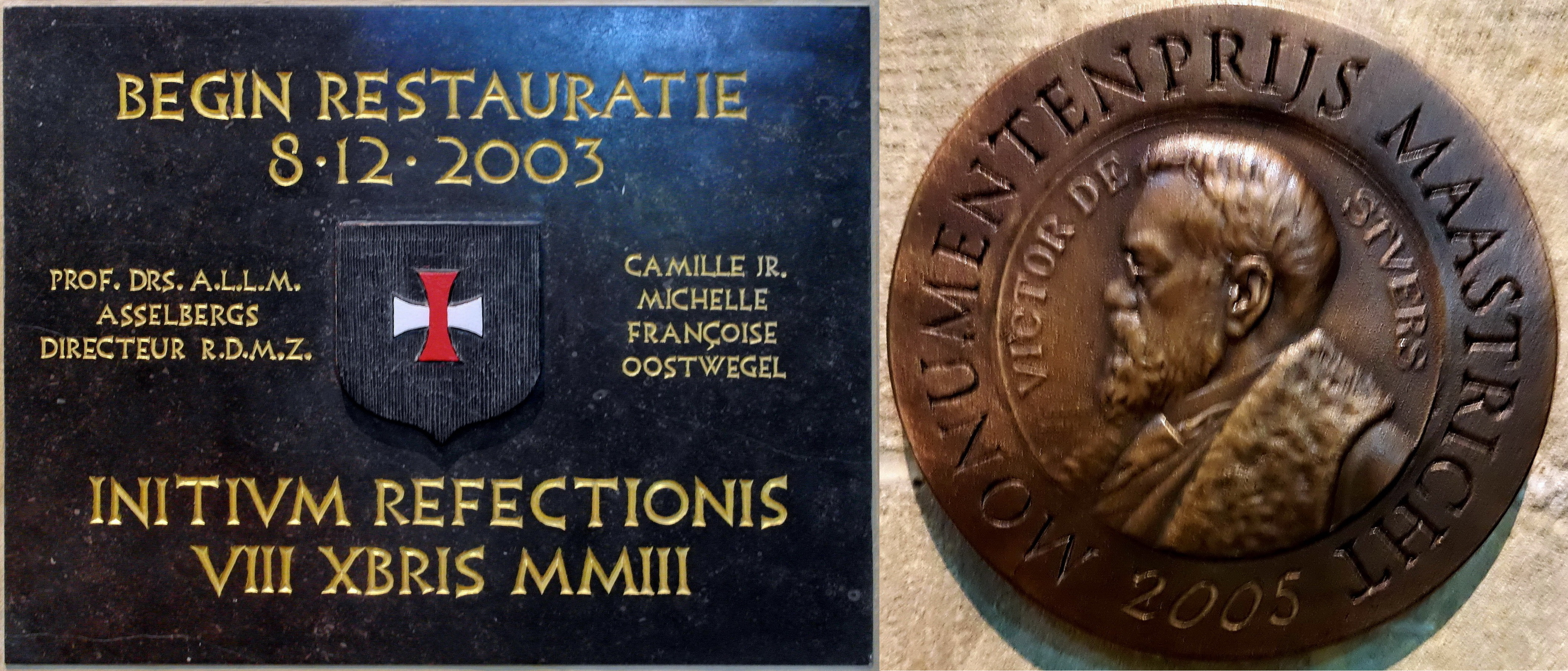
Plaquette begin restauratie (2003) en Victor de Stuerspenning (2005)

In 2000 verkocht de gemeente Maastricht het complex aan de ondernemer Camille Oostwegel, waarna het van 2003-2005 door SATIJNplus architecten werd gerestaureerd en verbouwd tot luxehotel onder de naam Kruisherenhotel. Tijdens de officiële opening op 1 september 2005 vermeldde emeritus generaal-overste Rein Vaanhold van de Orde der Kruisheren in zijn toespraak dat de nieuwe bestemming, het bieden van gastvrijheid, aansloot bij die van het voormalige klooster. Voor de verbouwing ontving het hotel in 2005 de Monumentenprijs van de gemeente Maastricht. Interieurontwerper Henk Vos kreeg in hetzelfde jaar de European Design Award voor zijn inrichting van het hotel. In 2017 werd het hotel volgens de Europese Hotelclassificatie erkend als vijfsterrenhotel, het eerste en anno 2023 enige in Maastricht, en tot 2019 het enige in Limburg.

## Onroerend erfgoed

### Kloosterkerk
De Kruisherenkerk is een kloosterkerk in Maasgotische stijl, gebouwd tussen 1440 en 1509. De kerk bestond oorspronkelijk uit twee beuken: het schip en de noordbeuk. De vijf ondiepe kapellen, die op een onbekend moment tussen de steunberen aan de zuidzijde zijn gebouwd, vormen geen echte zijbeuk. Bovendien zijn twee van deze kapellen later bij het klooster gevoegd en daardoor niet langer toegankelijk vanuit de kerk. De gevels zijn opgetrokken uit Limburgse mergel op plinten van Naamse steen. De daken zijn gedekt met leisteen. Het koor, met spitsboogvensters, is bijna even lang en even hoog als het schip. In het interieur valt het deels beschilderde netgewelf op, dat in 1571 en waarschijnlijk opnieuw na het beleg van 1579 moest worden hersteld. In twee van de drie overgebleven zijkapellen bevinden zich gestucte zijaltaren in Lodewijk XIV-stijl; in een ervan bevindt zich een grote wandschildering met taferelen uit de legende van Gertrudis van Nijvel. In de kerk bevinden zich verder gebeeldhouwde sluitstenen, kapitelen en consoles, enkele memoriestenen en diverse grafzerken. Ten behoeve van het in 2003-2005 gerealiseerde Kruisherenhotel zijn in de kerk diverse ingrepen gedaan, die echter zonder structurele schade ongedaan gemaakt kunnen worden.

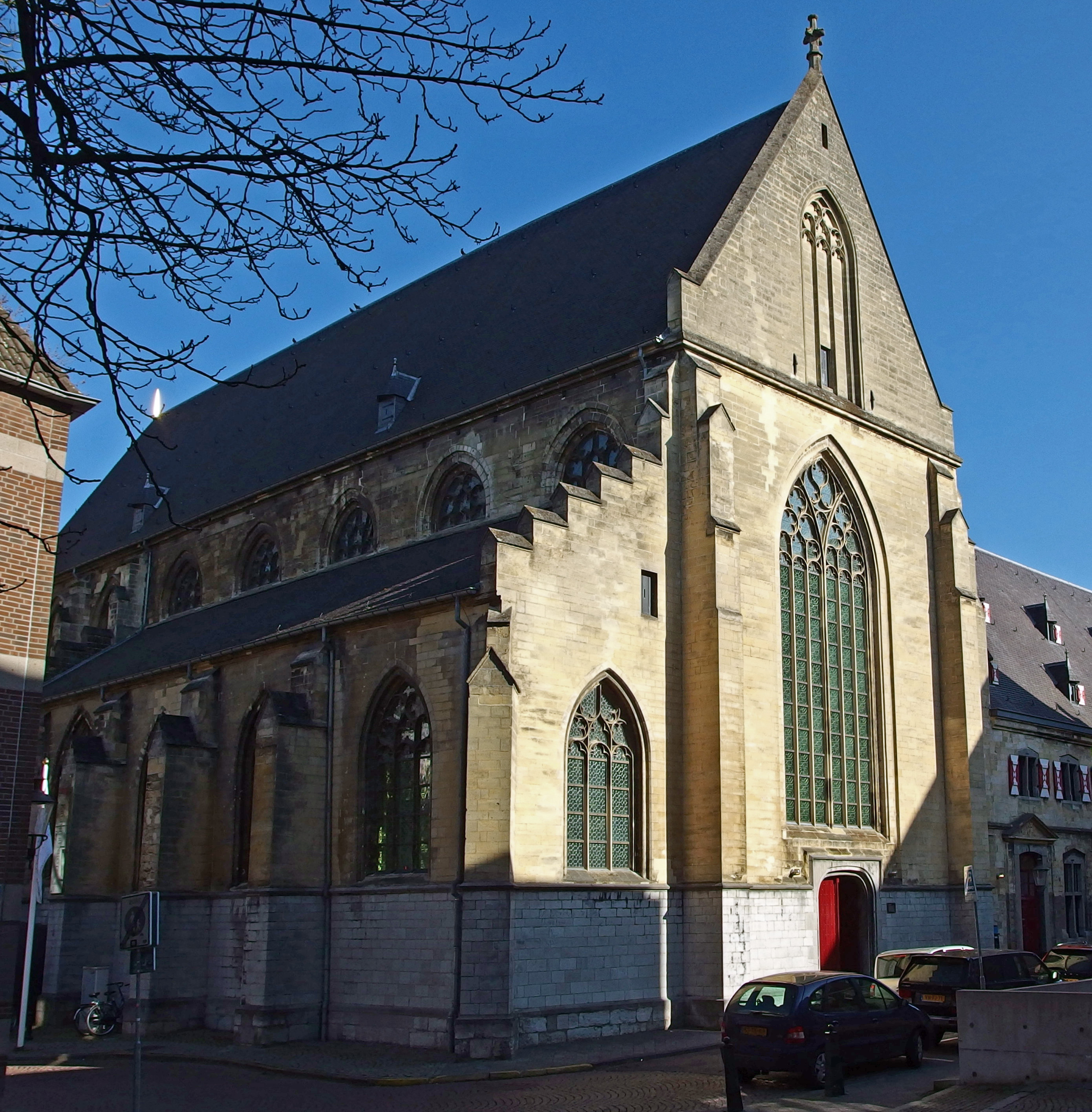
Noord- en westgevel
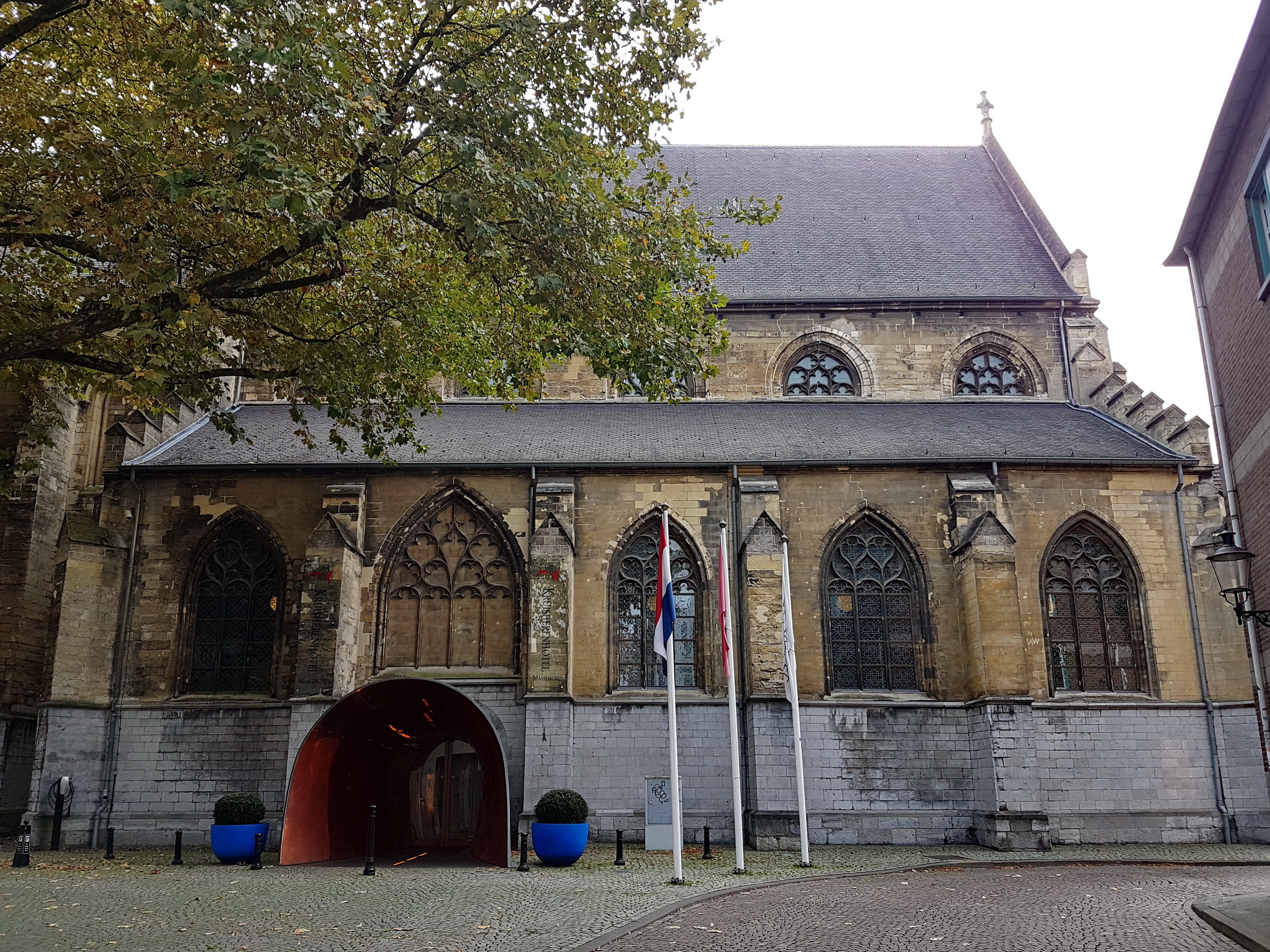
Noordbeuk met nieuwe entree
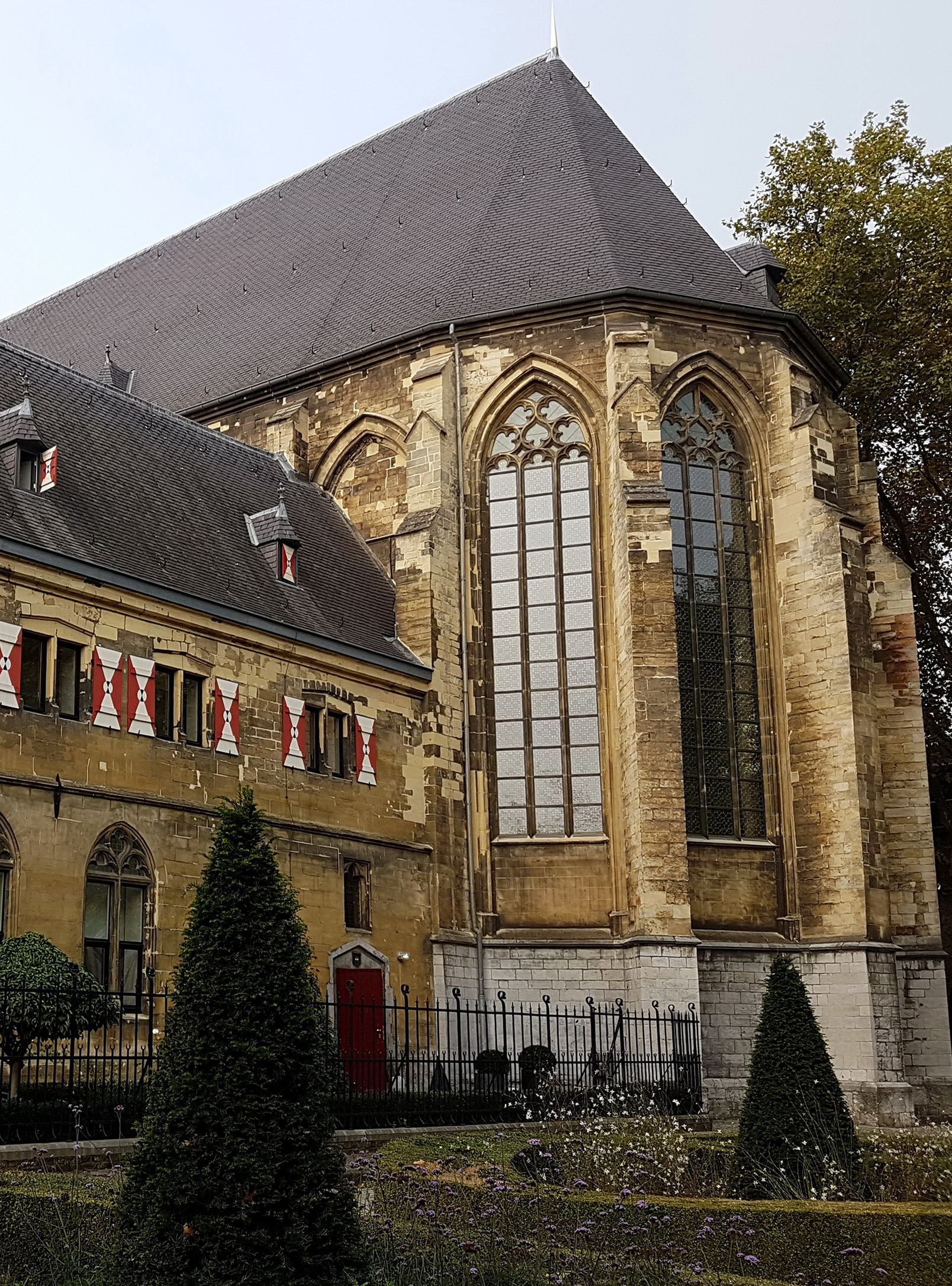
Koor uit het zuidoosten
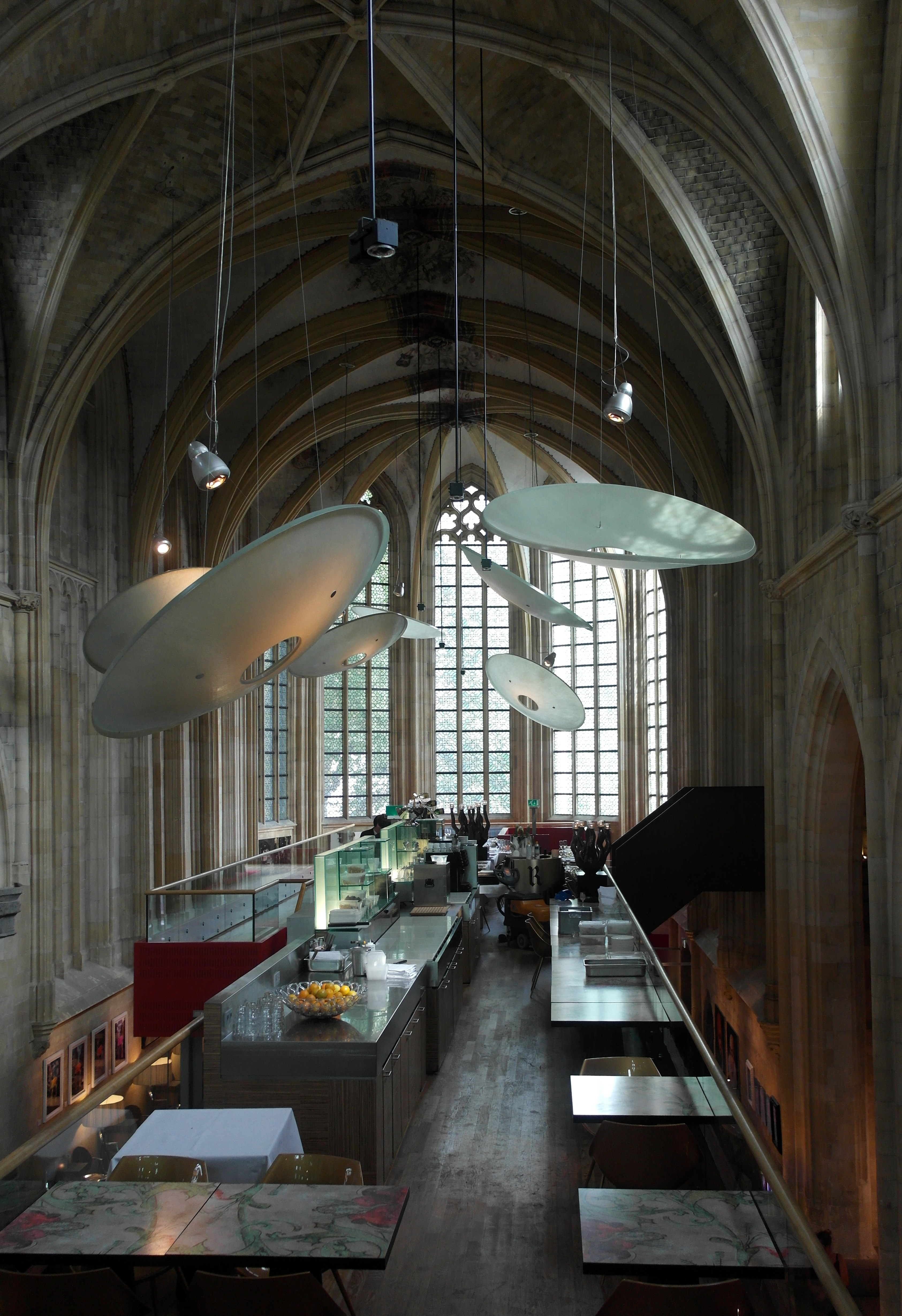
Interieur naar het oosten

### Kloostervleugels: straatzijde
De vier kloostervleugels vormen, samen met de kloosterkerk, min of meer een vierkant tussen de straten Kruisherengang en Kommel. De noordelijke kloostervleugel grenst aan de kerk en is om die reden niet zichtbaar vanaf de straat. De oostvleugel ziet uit over het Kommelplein, dat in 2009 als plantsoen is ingericht. De zuidvleugel grenst aan de kloostertuin; de kopgevel eindigt in een hoge trapgevel aan de Kommel. Een tweede trapgevel is vanaf de Kruisherengang te zien aan de zuidzijde van de westvleugel.
De muren zijn grotendeels van lokale mergelsteen, hoewel het onderste deel van de westvleugel in 1928 werd vervangen door (hardere) Nivelsteiner zandsteen. Op enkele plekken is baksteen gebruikt, soms in speklagen met mergel. Op de begane grond van de oost- en zuidvleugels en in de hoge trapgevels bevinden zich spitsboogvensters, deels nog uit de 15e eeuw. Op de bovenverdieping en in de gehele westgevel zijn in de 16e eeuw rechthoekige vensters met kruiskozijnen van Naamse steen aangebracht. Een opvallend element daarbij zijn de rood-wit geschilderde raamluiken, die ook de dakkapellen met puntdaken een fleurig aanzien geven. Boven de deuropeningen van de west- en zuidvleugel bevinden zich frontons met het kruisherenkruis. Boven een deur in de oostvleugel bevindt zich een latei met het opschrift "Rijks Landbouw Proefstation" in gotische minuskels.

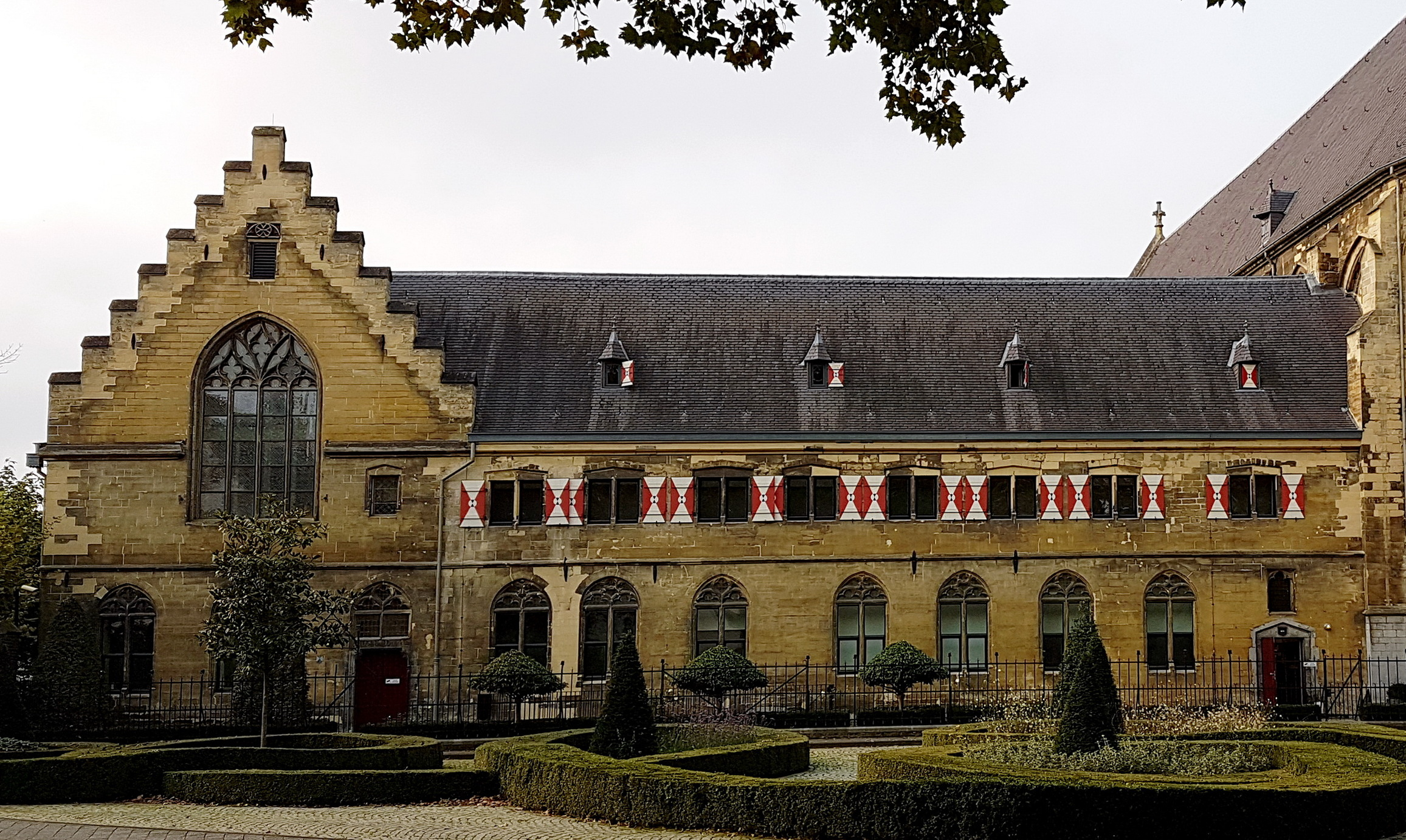
Oostvleugel met trapgevel
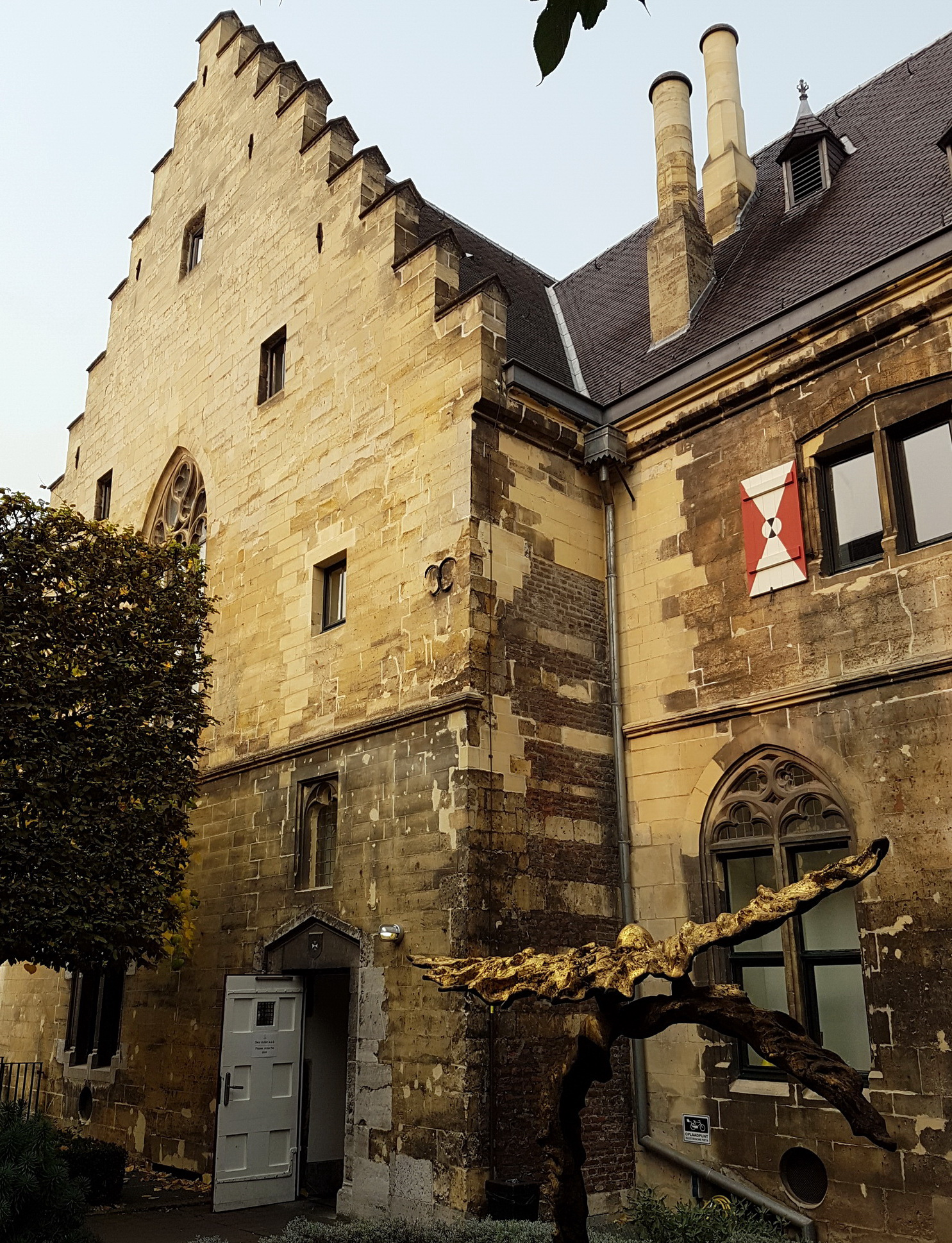
Zuidwestelijke trapgevel
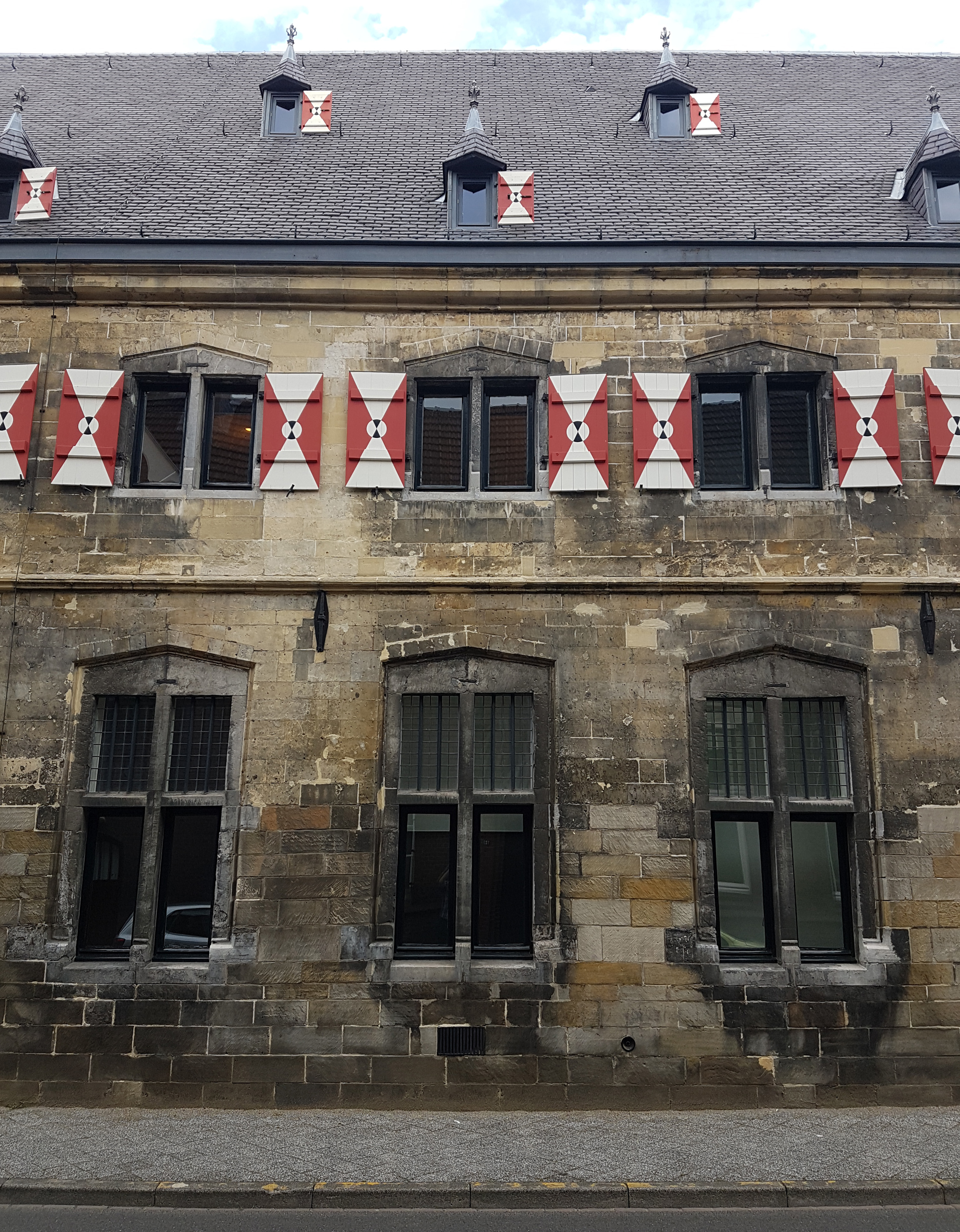
Kruisvensters westvleugel
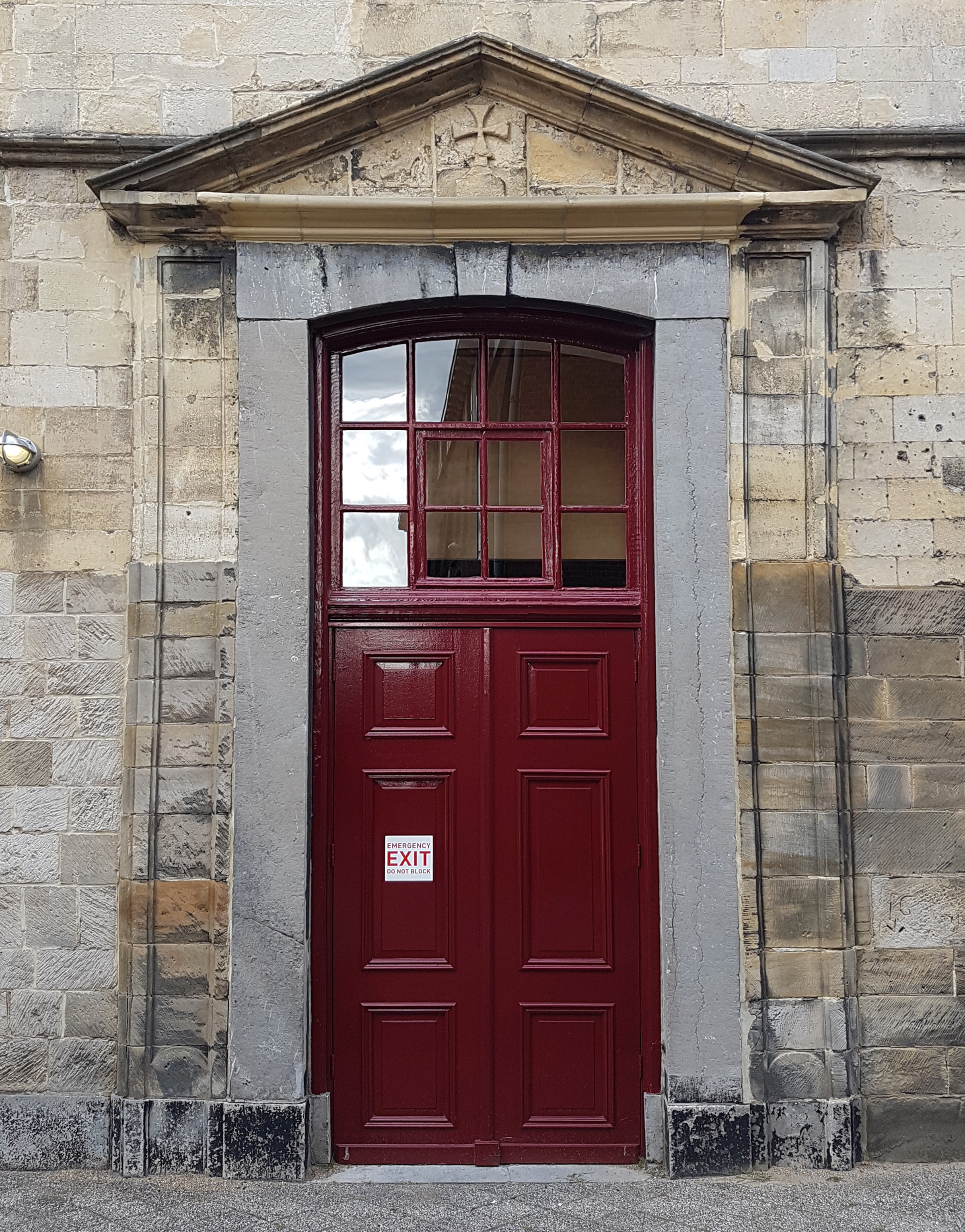
Poortje westvleugel

### Kloostervleugels: pandhof
De pandhof is een niet geheel vierkante hof, waaromheen zich de vier kloostervleugels bevinden. De oorspronkelijk open klooster- of kruisgangen zijn door het beglazen van de vensteropeningen inpandig geworden. In het midden van de zuidvleugel bevindt zich een rechthoekige uitbouw van één verdieping met een schilddak. De spitsboogvensters in deze vleugel zijn breder (triforisch) dan in de andere vleugels (biforisch). Alleen in de zuidvleugel zijn ook op de bovenverdieping spitsboogvensters aanwezig. De oost en westvleugels hebben aan de pandhofzijde op deze verdieping renaissancistische vensters met montants en hardstenen omlijstingen. Op de verdieping van de noordvleugel zijn de vensters kleiner en eenvoudiger.
De pandhof zal oorspronkelijk als kloostertuin zijn ingericht, wellicht als kruidentuin (hortus medicus). De ruimte is tegenwoordig in gebruik als hotelterras. Een trap biedt toegang tot een vluchtroute onder de zuidvleugel. De witte terrastegels en de kleur van het meubilair zijn afgestemd op de rood-witte vensterluiken, tevens de kleuren van het kruisherenkruis.

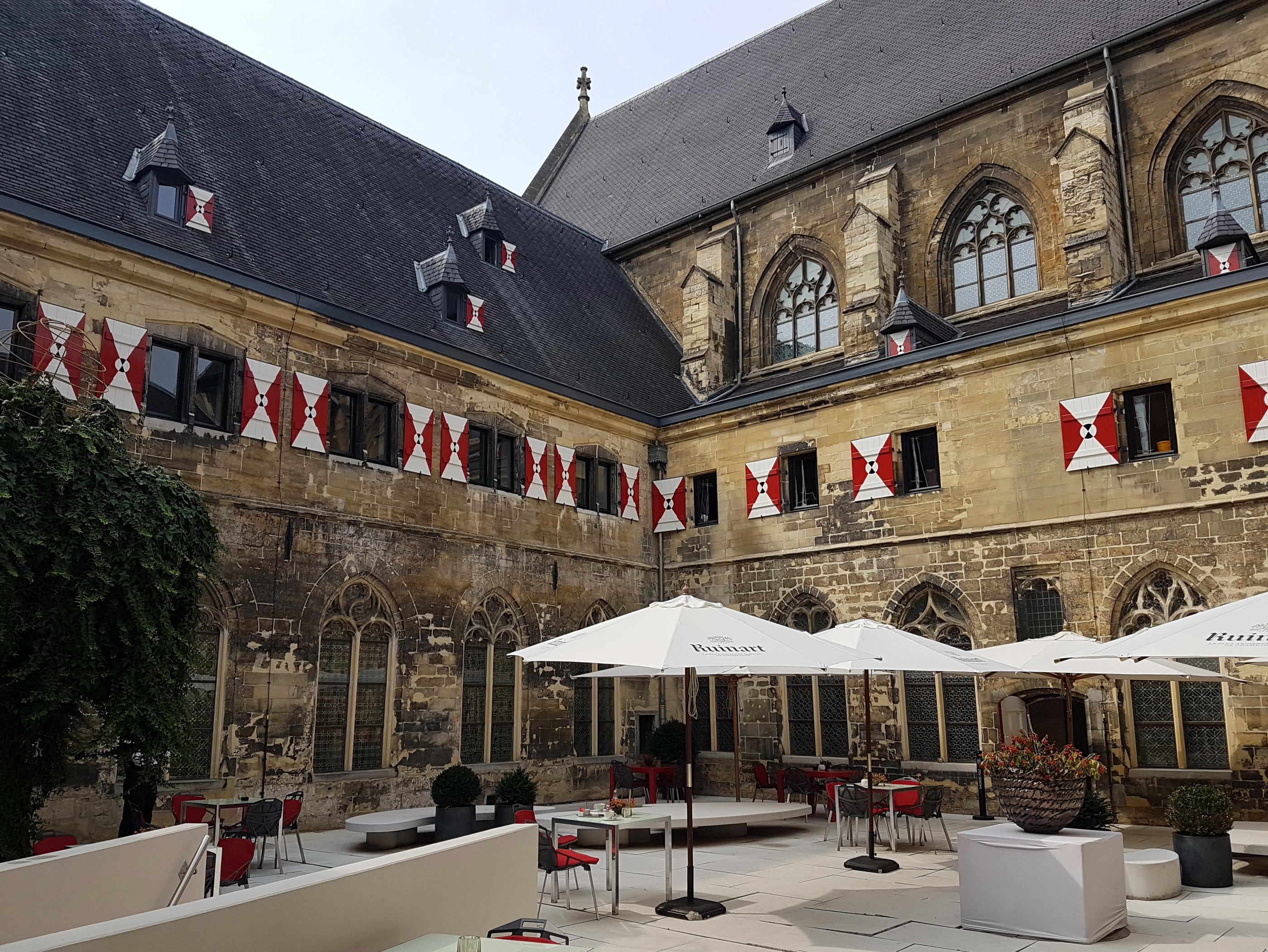
West- en noordvleugel
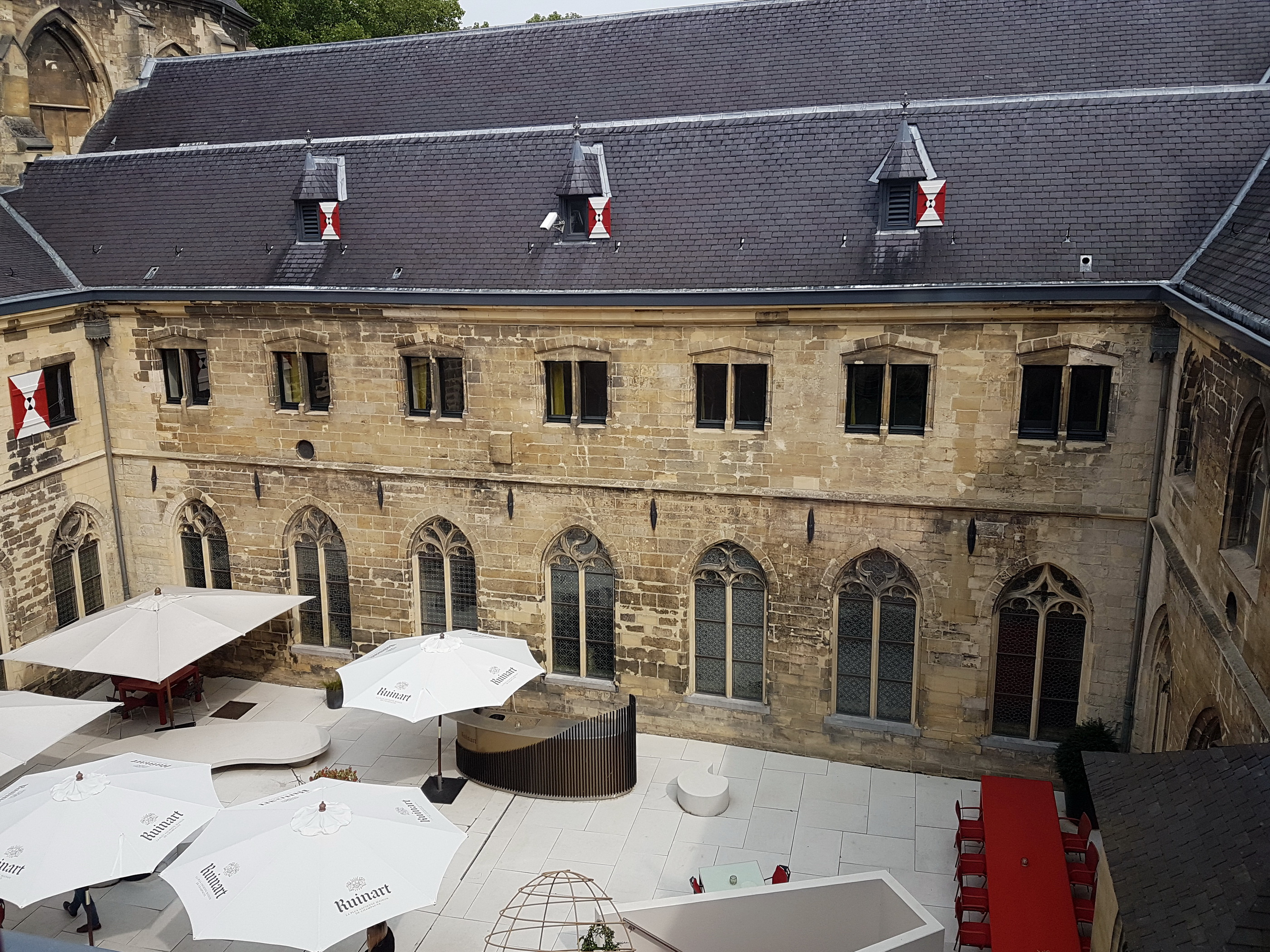
Oostvleugel
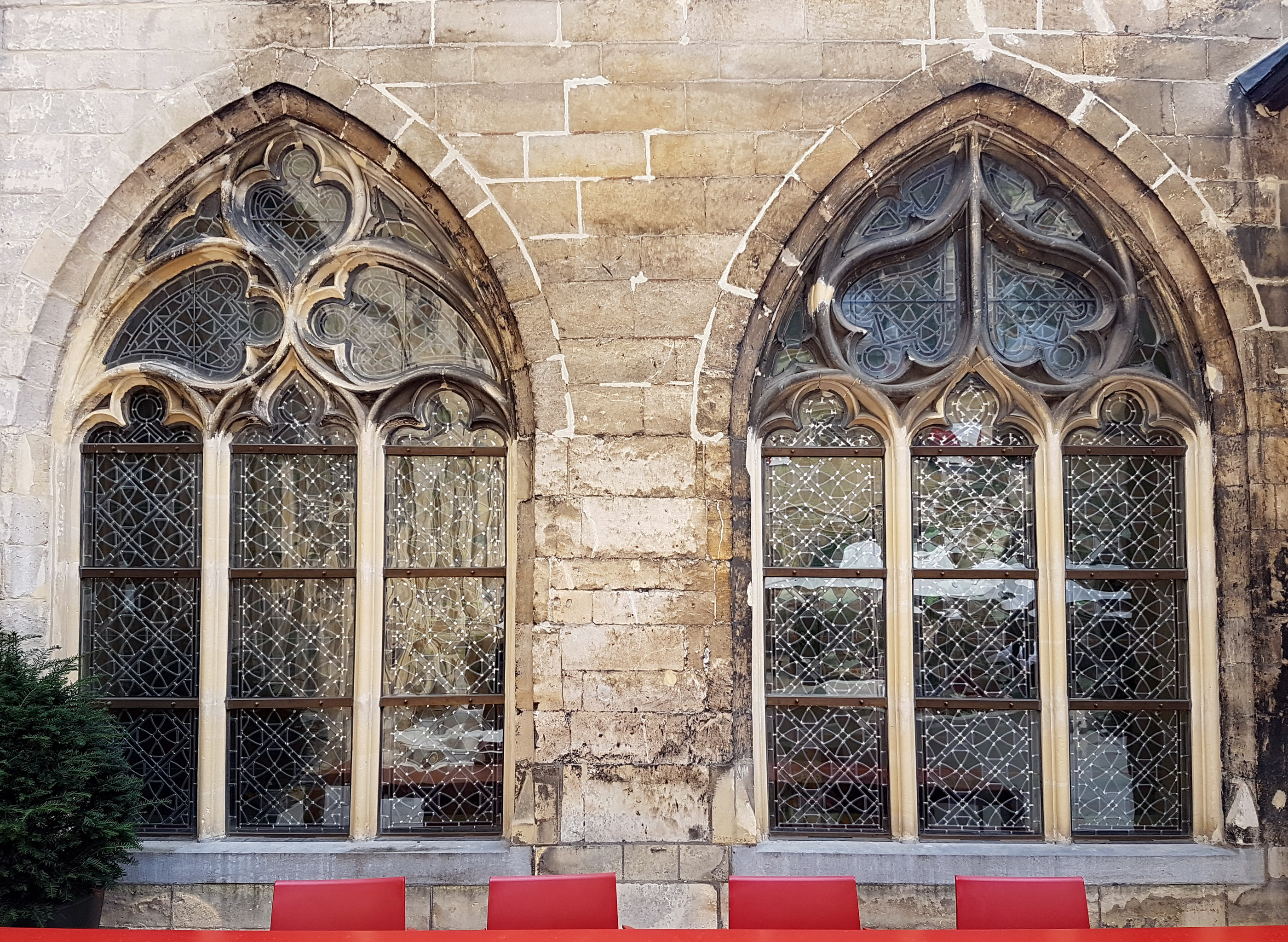
Gotische vensters zuidvleugel
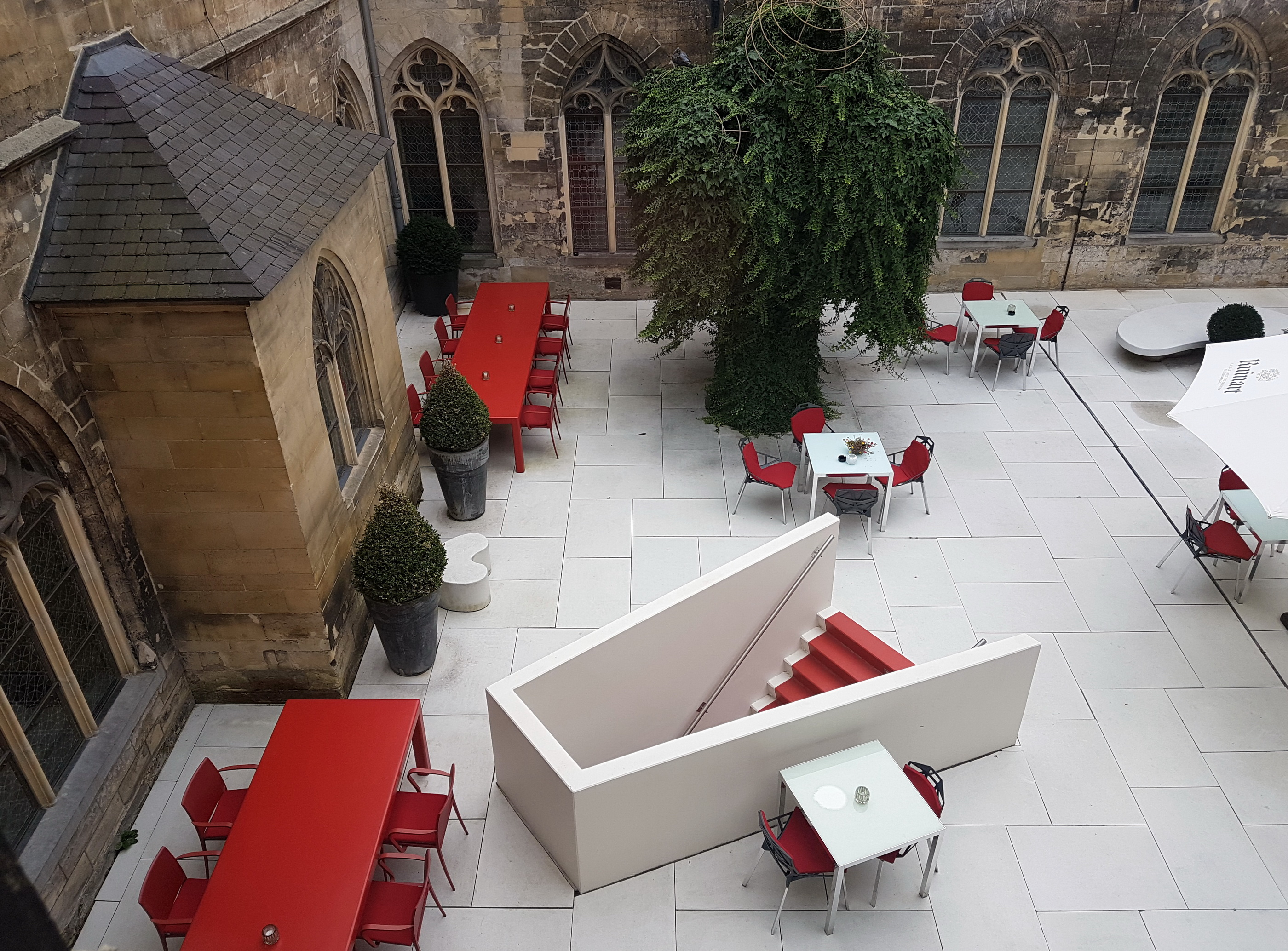
Uitbouw zuidvleugel

### Kloostervleugels: interieur

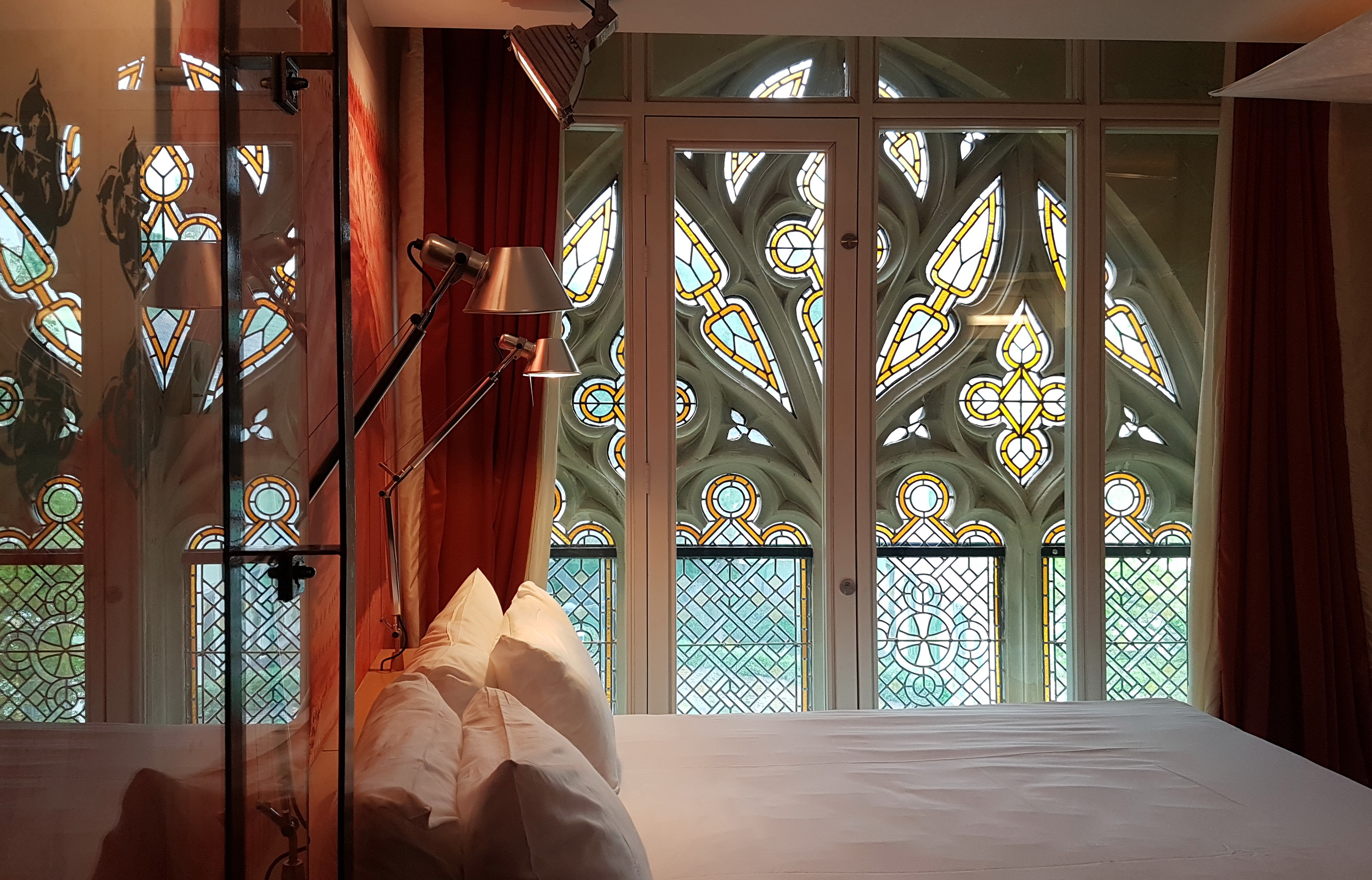
Hotelkamer zuidvleugel, 1e etage

De kloostervleugels bestaan uit twee bouwlagen en een zolderverdieping. Rondom de pandhof ligt de inpandige kloostergang, waarvan de tegelvloer in 2004 is vernieuwd. De noordelijke kloostergang is smaller; deze grenst direct aan de kerk. De andere kloostergangen geven toegang tot de achtergelegen vertrekken. In de zuidelijke kloostergang bevindt zich de genoemde uitbouw naar de pandhof met een lavabo (tot eind 20e eeuw met zwengelpomp). De neogotische glas-in-loodramen zijn mogelijk ontworpen in het atelier van Pierre Cuypers. De kloostergangen hebben een vlakke zoldering met wit geschilderde balken. Deze worden ondersteund door geprofileerde consoles. Een deel van het klooster is onderkelderd. De kelders hebben tongewelven.
In de kloostergangen bevinden zich enkele interessante grafzerken. In de uitbouw van de zuidelijke kloostergang bedekt de 17e-eeuwse grafzerk van de familie Alards de vloer van de lavaboruimte. De zerk is waarschijnlijk van elders afkomstig, aangezien een wasgelegenheid een onwaarschijnlijk plek voor een teraardebestelling is. In de noordelijke gang, tegen de zuidgevel van de kerk, staat de zerk van Thomas Ulrich en zijn vrouw uit 1624.

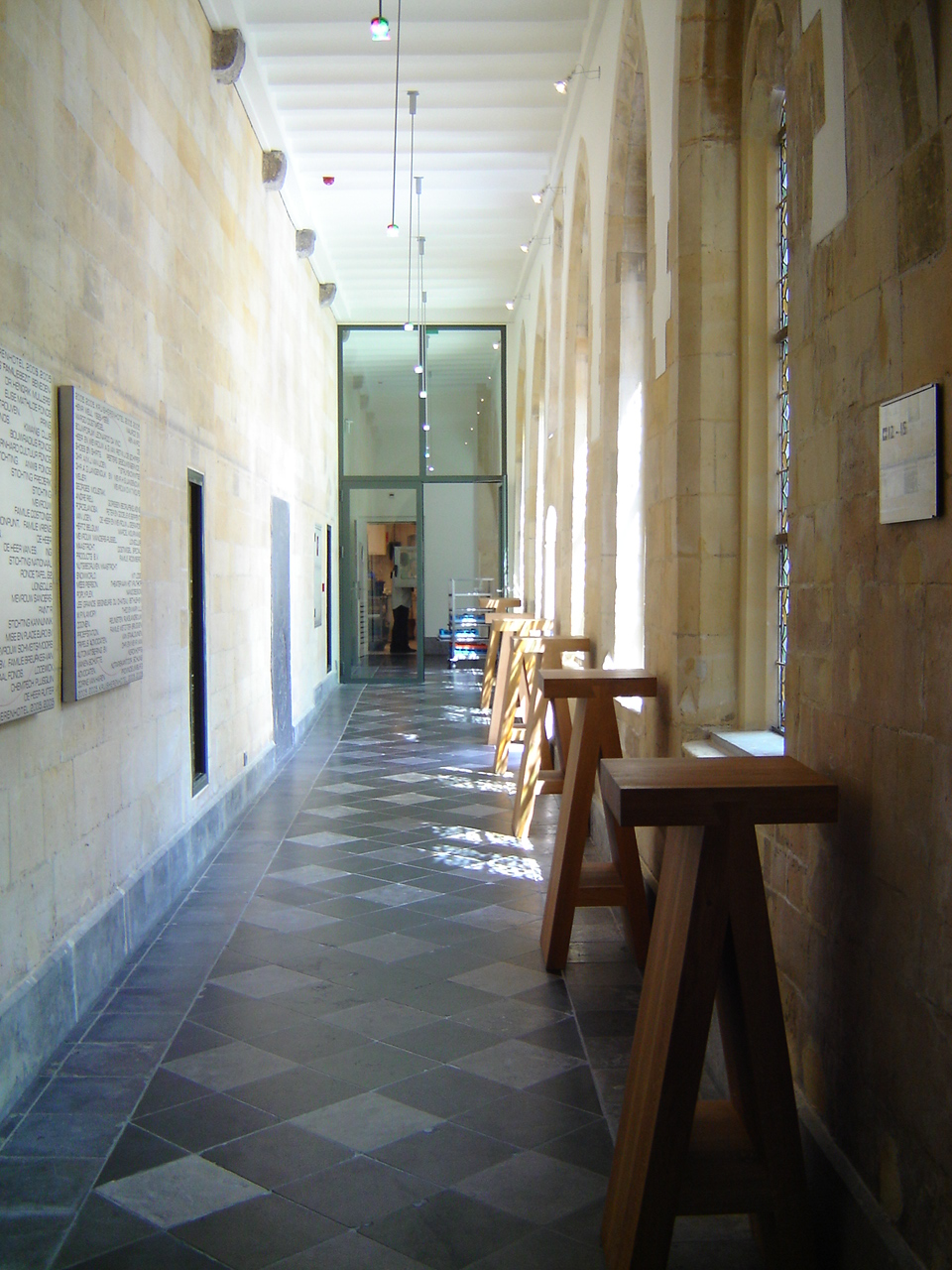
Noordelijke kloostergang
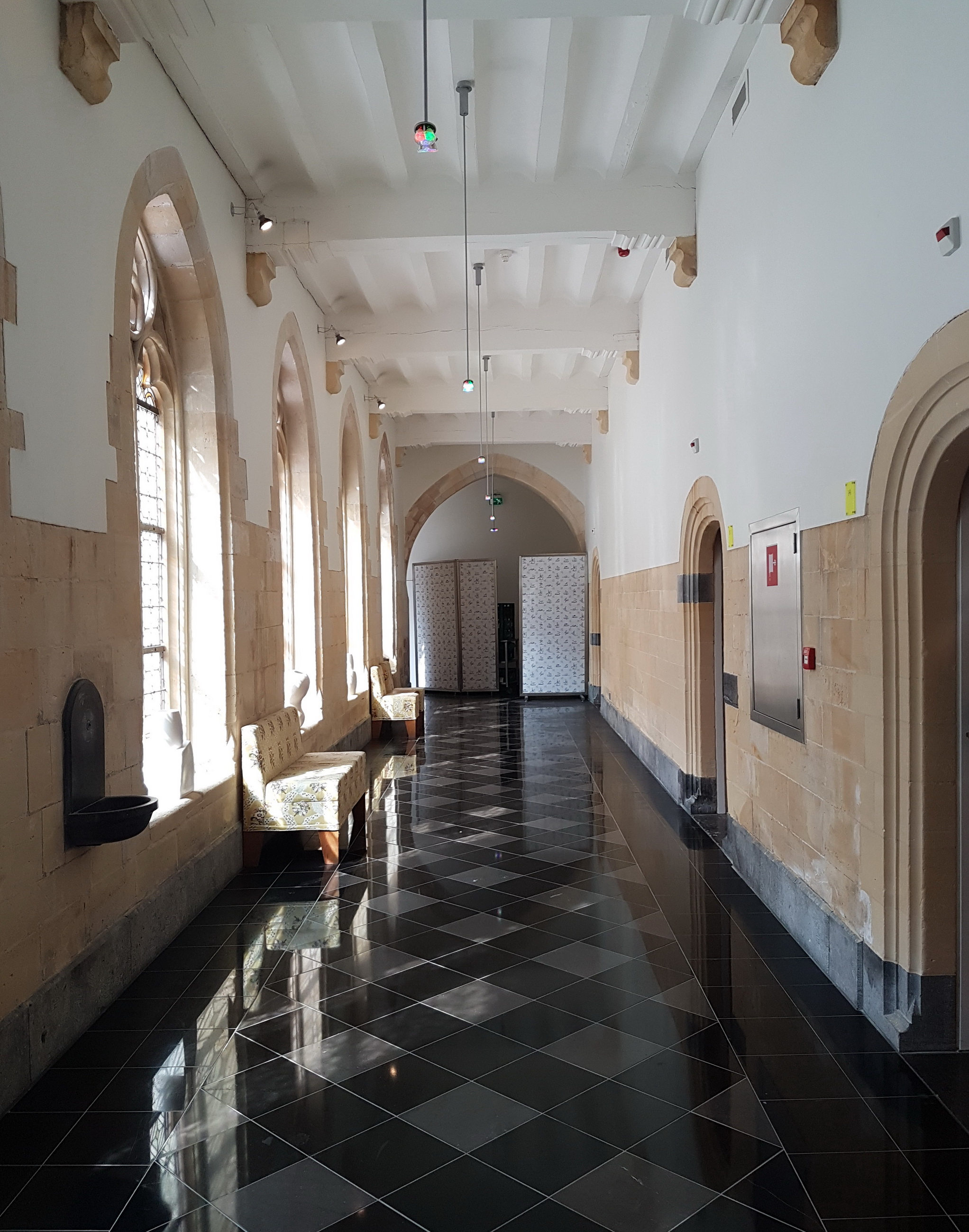
Oostelijke kloostergang
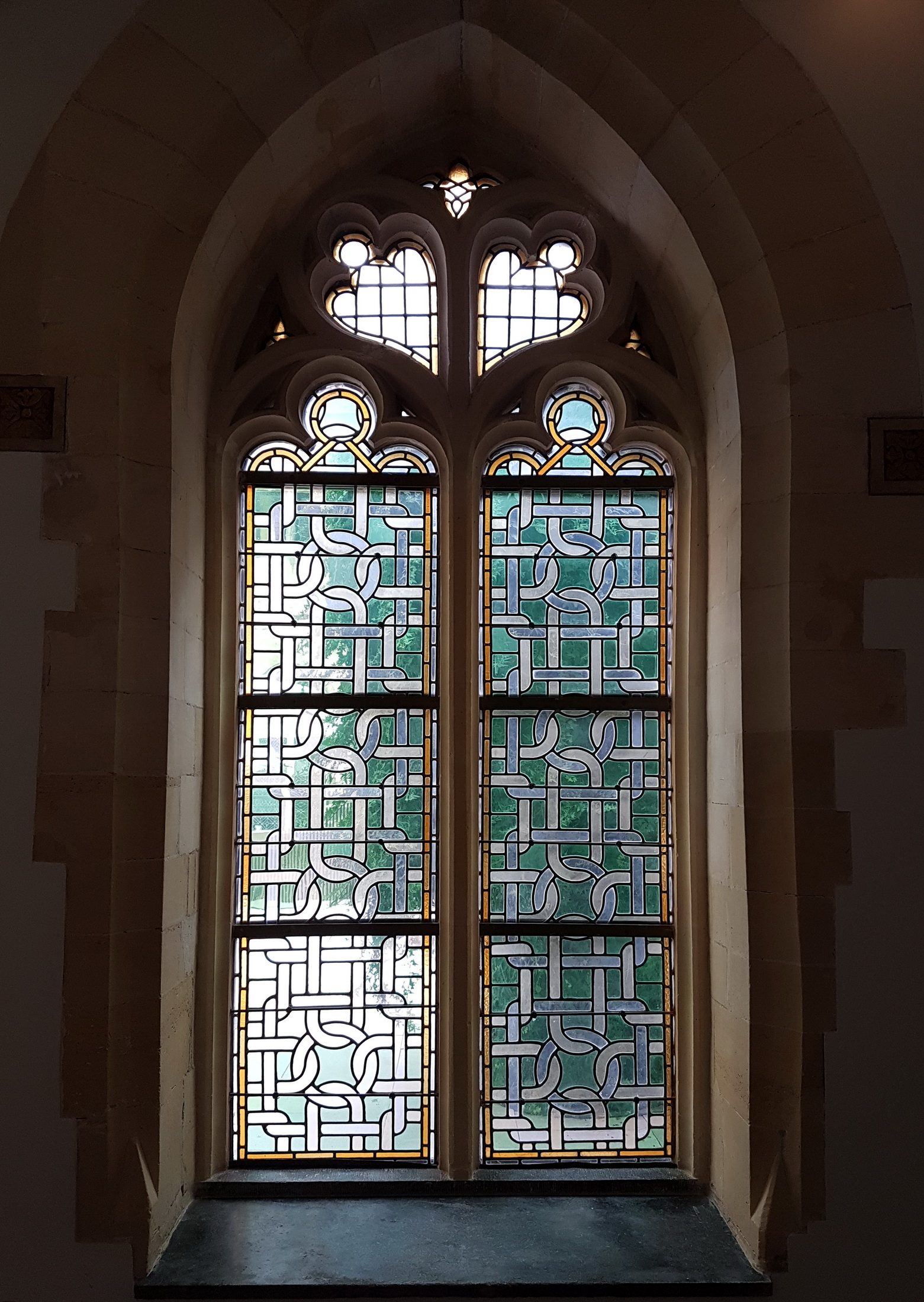
Gotisch kloostervenster
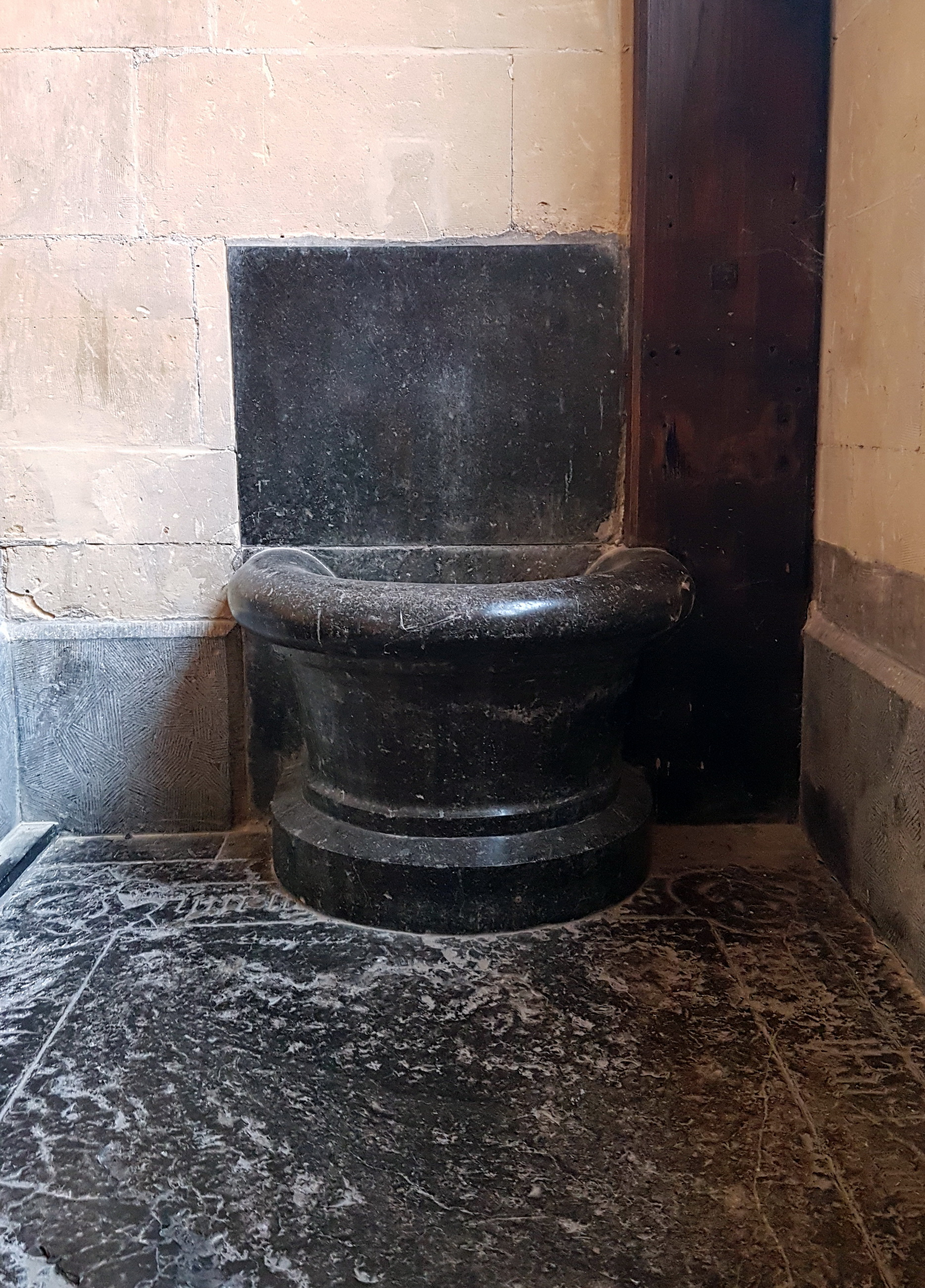
Lavabo en grafzerk

### Overige gebouwen
Hoewel het Kruisherenklooster een gaaf voorbeeld is van een laatmiddeleeuws klooster, zijn er toch (kleine) delen van het klooster verdwenen. Nog in 1962 werd bij een verbreding van de Kommel een 17e-eeuws poortje met hardstenen omlijsting en het wapen van de kruisheren afgebroken. Van het 17e-eeuwse poortgebouw (Kruisherengang 23, ook wel "Renaissancehuis" genoemd) is slechts een deel bewaard gebleven. Het huis in Maaslandse renaissancestijl heeft speklagen van baksteen en mergel, een trapgevel en hardstenen deur- en raamomlijstingen met kruisvensters. Aan de indeling van de noordgevel is te zien dat het onderdeel van een groter gebouw was. Ten oosten van dit pand verrees omstreeks 2004 een modern vormgegeven paviljoen van cortenstaal, "Casa Nova" genoemd, een ontwerp van SATIJNplus architecten. Beide panden zijn onderdeel van het Kruisherenhotel.
Aansluitend liggen aan de Kommel enkele huisjes (alle rijksmonumenten) waarvan niet vaststaat of ze ooit deel uitmaakten van het kloostercomplex. Niet bekend is of er iets over is van de huizen, pachthoeven, tiendschuren en andere onroerende goederen, die ooit tot het bezit van de kruisheren behoorden. In de Belgisch-Limburgse plaats Herderen, waar de Maastrichtse kruisheren veel goederen bezaten, herinnert de Kruisherenstraat aan deze episode.

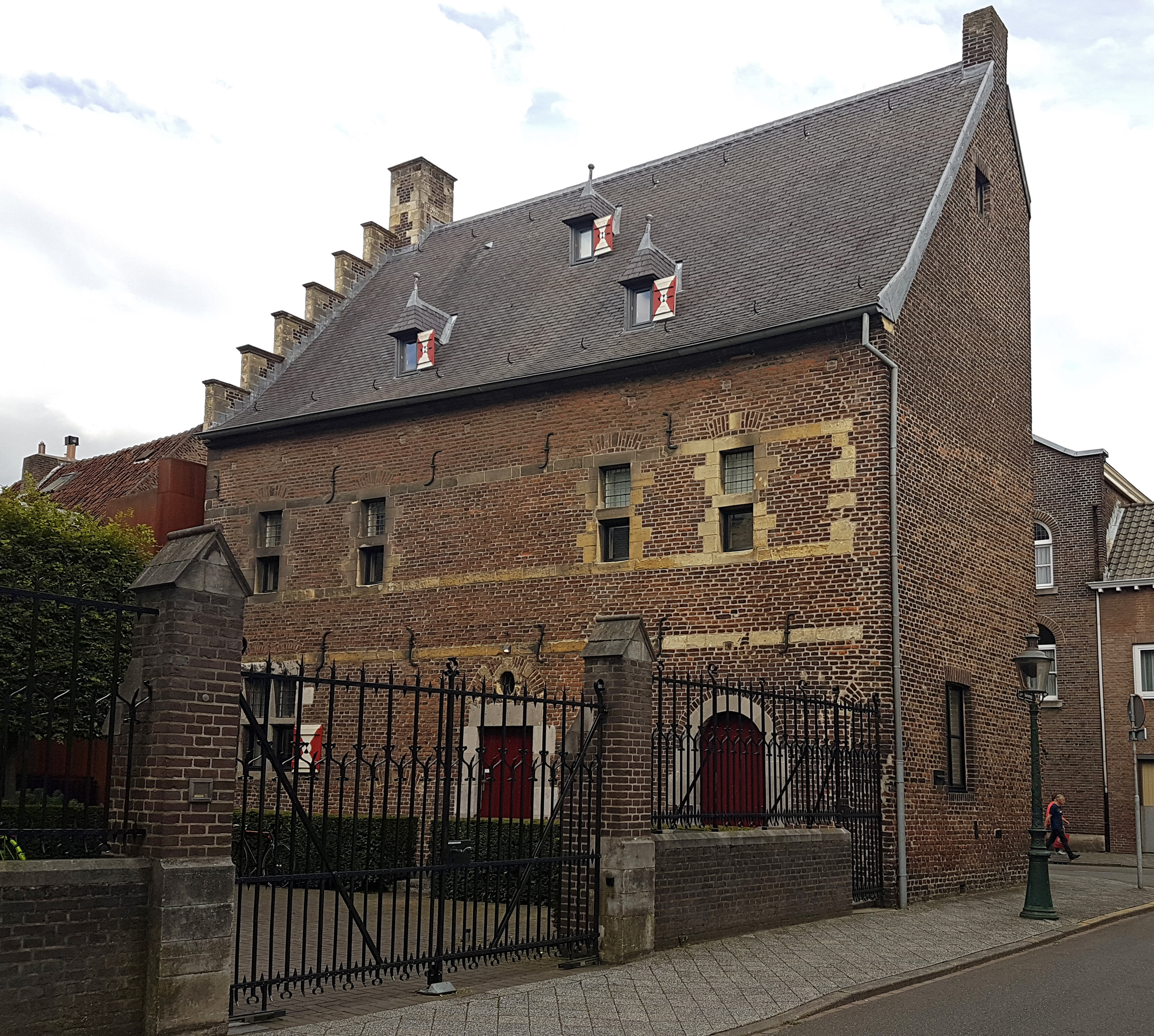
Noordgevel Renaissancehuis
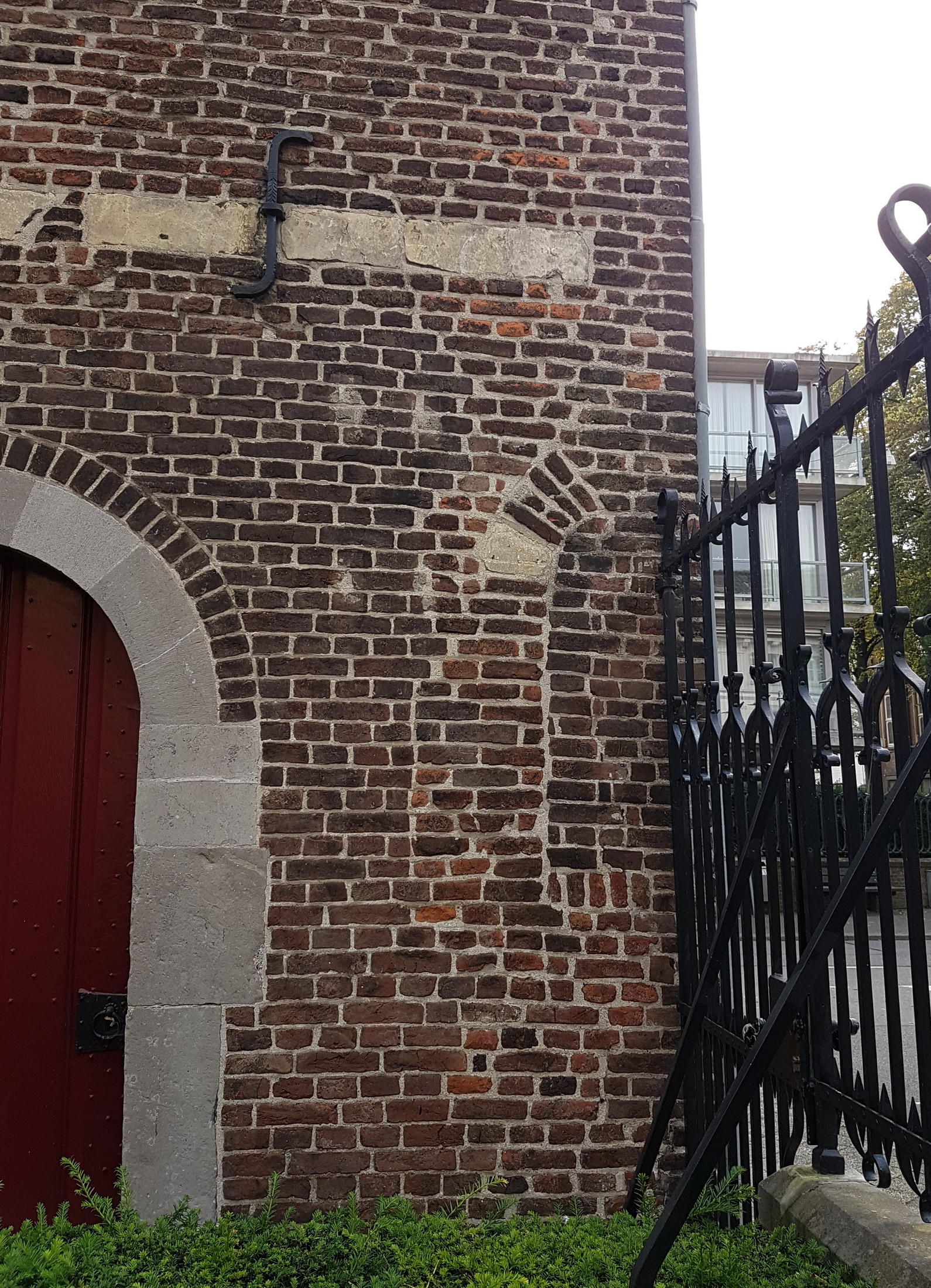
Detail noordgevel
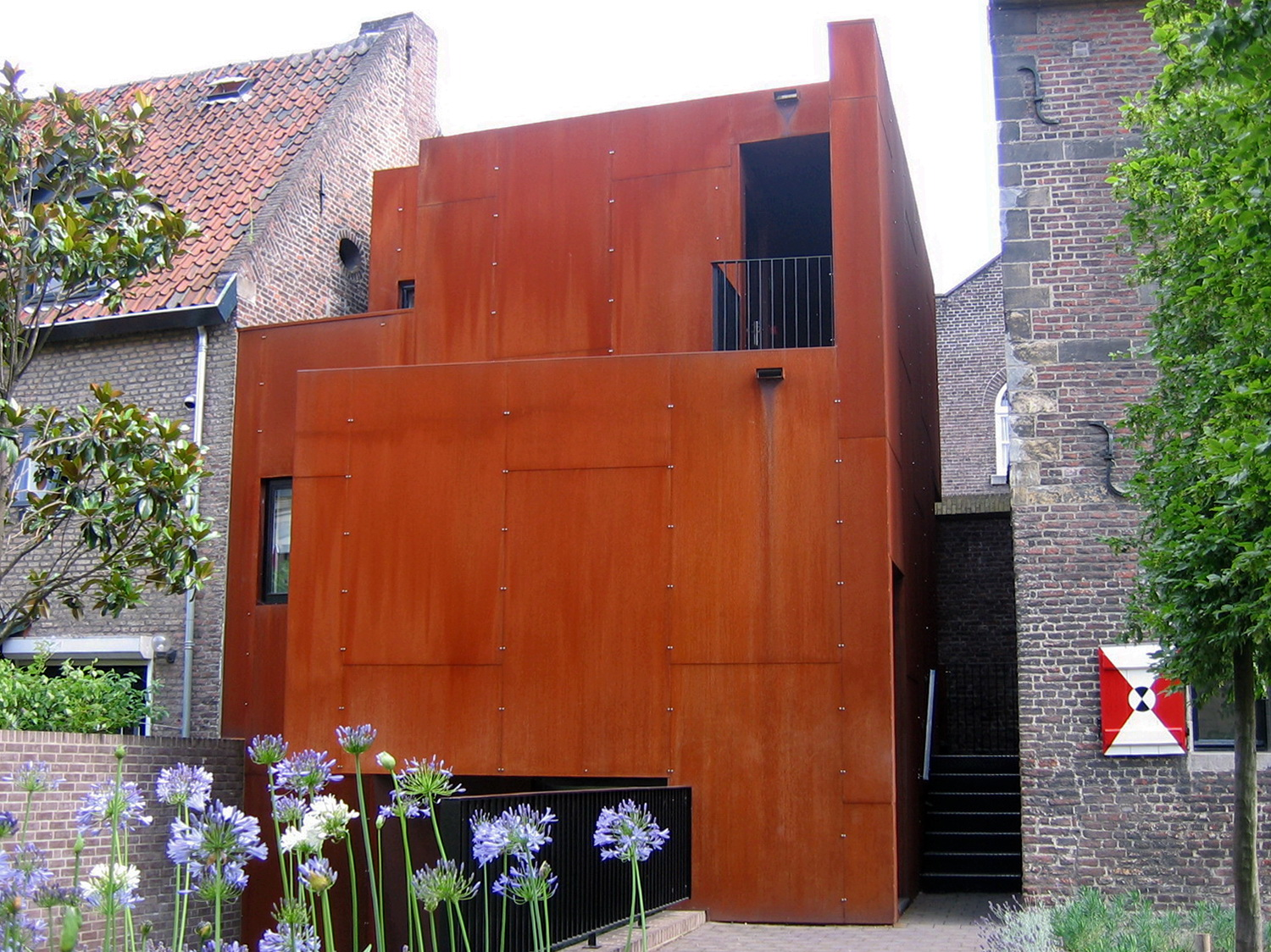
Casa Nova
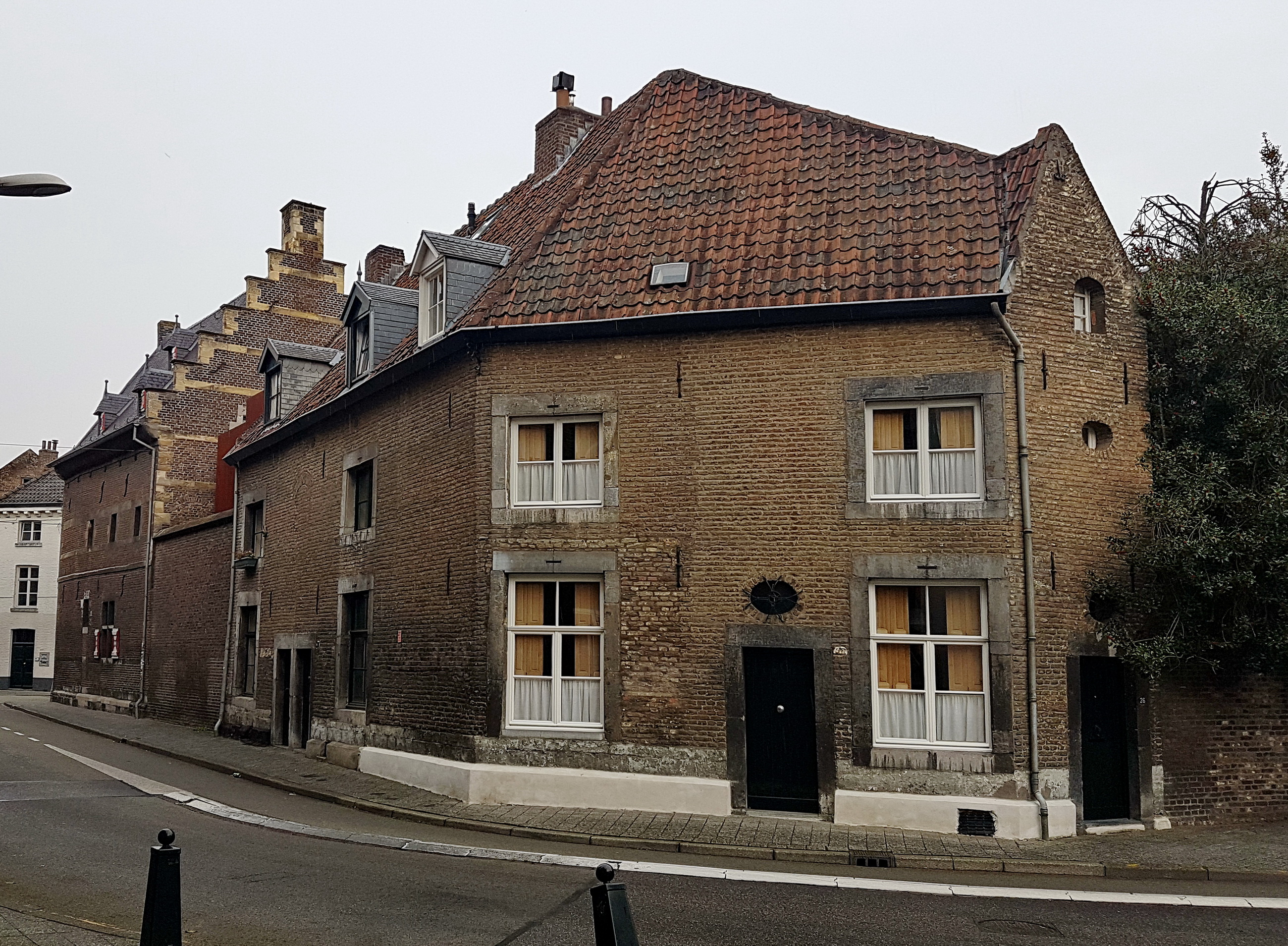
Huizen aan de Kommel

## Overig erfgoed

### Sacramentstoren
Een opvallend kunstwerk in het koor van de Kruisherenkerk moet de fragmentarisch bewaarde sacramentstoren zijn geweest. Het gebeeldhouwde monument werd in 1561 of kort daarna vervaardigd door de Luikse steenhouwer Guillaume de Jonckeu ("Guilheme de Joincu" of "Wilhem Jonckum van Ludick"). Opdrachtgever was prior Servaes Heynsberch, die de bewaard gebleven leveringsovereenkomst met Jonckeu sloot. Jockeu kreeg daarvoor de som van 200 Hornsche guldens (120 Brabantse guldens) uitbetaald. Als geldschieter trad op Nicolaas van der Straeten, deken van het Sint-Servaaskapittel en administrator van de proosdij van Meerssen. Deze werd in 1573 vóór de sacramentstoren begraven, in het graf van zijn vriend, de jezuïetenprediker Hendrik Denijs († 1571).

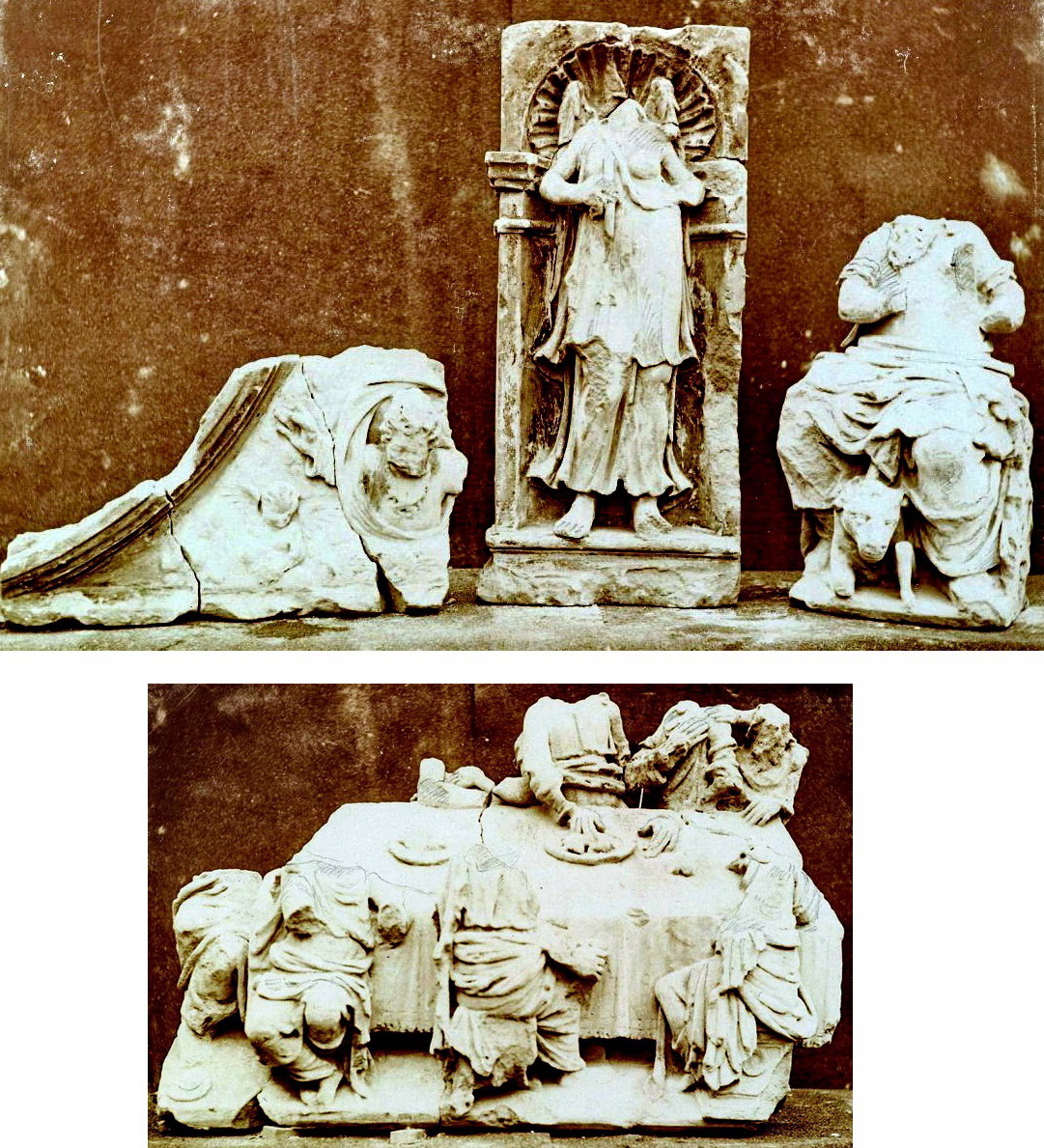
Vier fragmenten (op schaal) van de sacramentstoren, gefotografeerd kort na de ontdekking rond 1913

Aan de hand van de leveringsovereenkomst en de bewaard gebleven fragmenten kan de sacramentstoren vrij nauwkeurig worden gereconstrueerd. Als voorbeeld diende een soortgelijke toren in de Sint-Janskerk in 's-Hertogenbosch (bij de beeldenstorm van 1568 vernield). Het monument van natuursteen (mogelijk Avesnessteen) was ongeveer 10 meter hoog (35 Luikse of Brabantse voet) en bestond uit zes of zeven etages. Op het voetstuk waren de zeven deugden afgebeeld ("seven virtutes, te weten IIII cleyn ende III groete"). Daarboven bevond zich het tabernakel met drie metalen deurtjes, waartussen engelenbeelden waren geplaatst. Het tabernakel was bereikbaar via drie treden van Naamse steen. De volgende etage bevatte drie reliëfs van het Laatste Avondmaal, de mannaregen in de woestijn en het priesterschap van Melchisedek. Nog een verdieping hoger waren de vier evangelisten afgebeeld, daarboven de vier kerkleraren ("dye IIII doctoren der heilger kercken"), en ten slotte Sint-Servaas en Sint-Lambertus ("Sint Servaess op dye timpage ende boven die cornys en op dander Sint Lambrecht"). Die laatsten waren waarschijnlijk geplaatst op of onder een baldakijn of ciborium met bekronende geveltjes en een timpaan.
De omstreeks 1913 onder de vloer van het koor aangetroffen brokstukken van de sacramentstoren zijn (deels?) bewaard gebleven in de LGOG-collectie van het Bonnefantenmuseum. Daaronder bevindt zich een zestal fragmenten van het Laatste Avondmaal (totale breedte: 79 cm), drie fragmenten van een staande engel in een nis (hoogte: 70 cm) en een zittende Lucas met een liggend kalf tussen zijn benen (hoogte: 46 cm). Van de overige brokstukken, door Van Nispen tot Sevenaer omstreeks 1926 beschreven en ten dele gefotografeerd, is niet duidelijk of deze nog bestaan. Het betreft fragmenten van de zeven deugden, een tweede zittende evangelist, een staande Sint-Lambertus en diverse architectonische onderdelen.
Het geheel is weergegeven in de stijl van de noordelijke renaissance. De beelden zijn met dynamiek vormgegeven, maar tonen weinig detail. Sommige delen, met name enkele fragmenten van een fries met maskers, cartouches en bladornamenten, doen denken aan het werk van Cornelis Floris de Vriendt, alhoewel minder verfijnd. De architectonische opbouw en de iconografie komen min of meer overeen met sacramentshuizen elders in het prinsbisdom Luik en omgeving, zoals die te Zoutleeuw en Loyers (Namen).

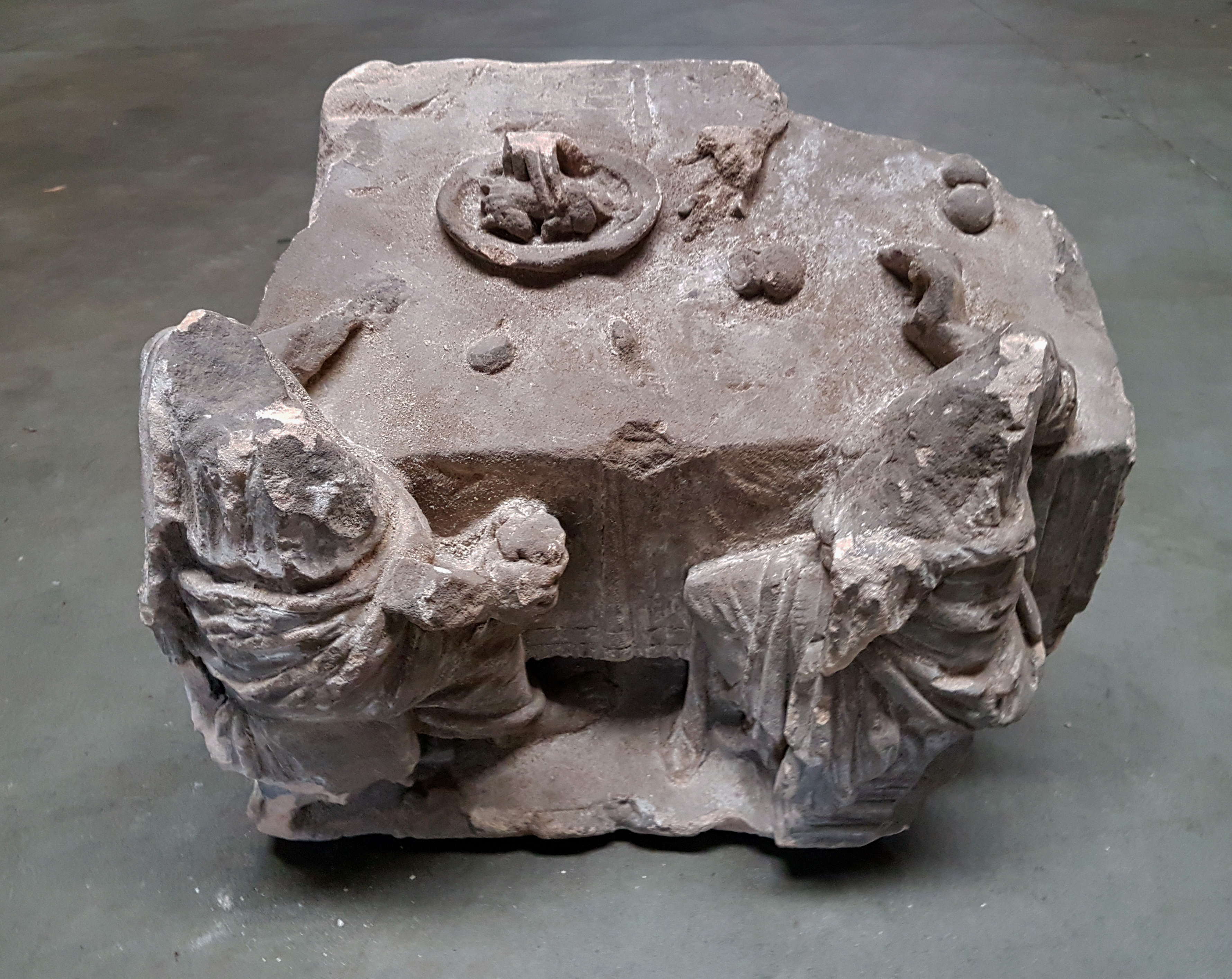
Fragment Laatste Avondmaal
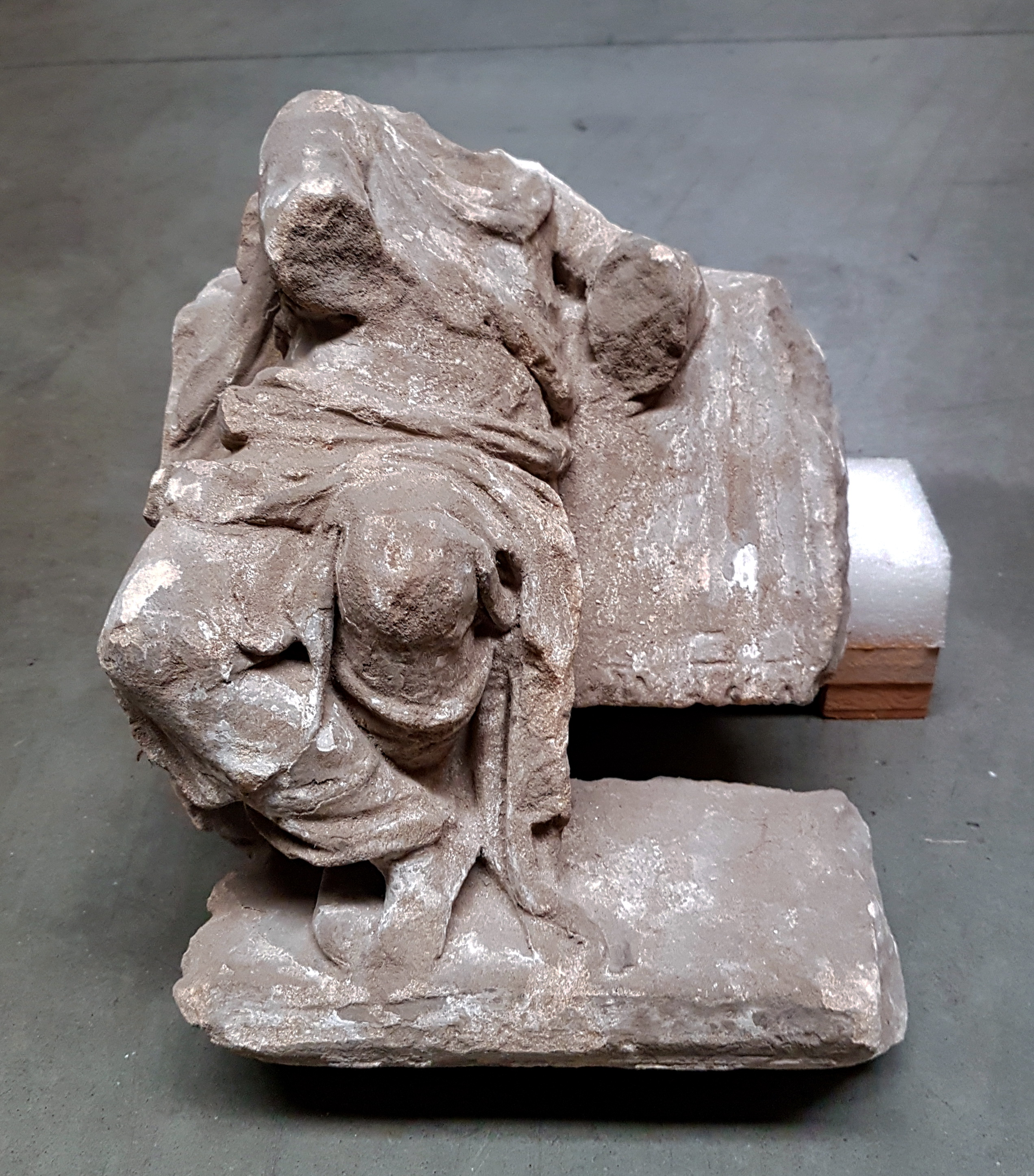
Idem
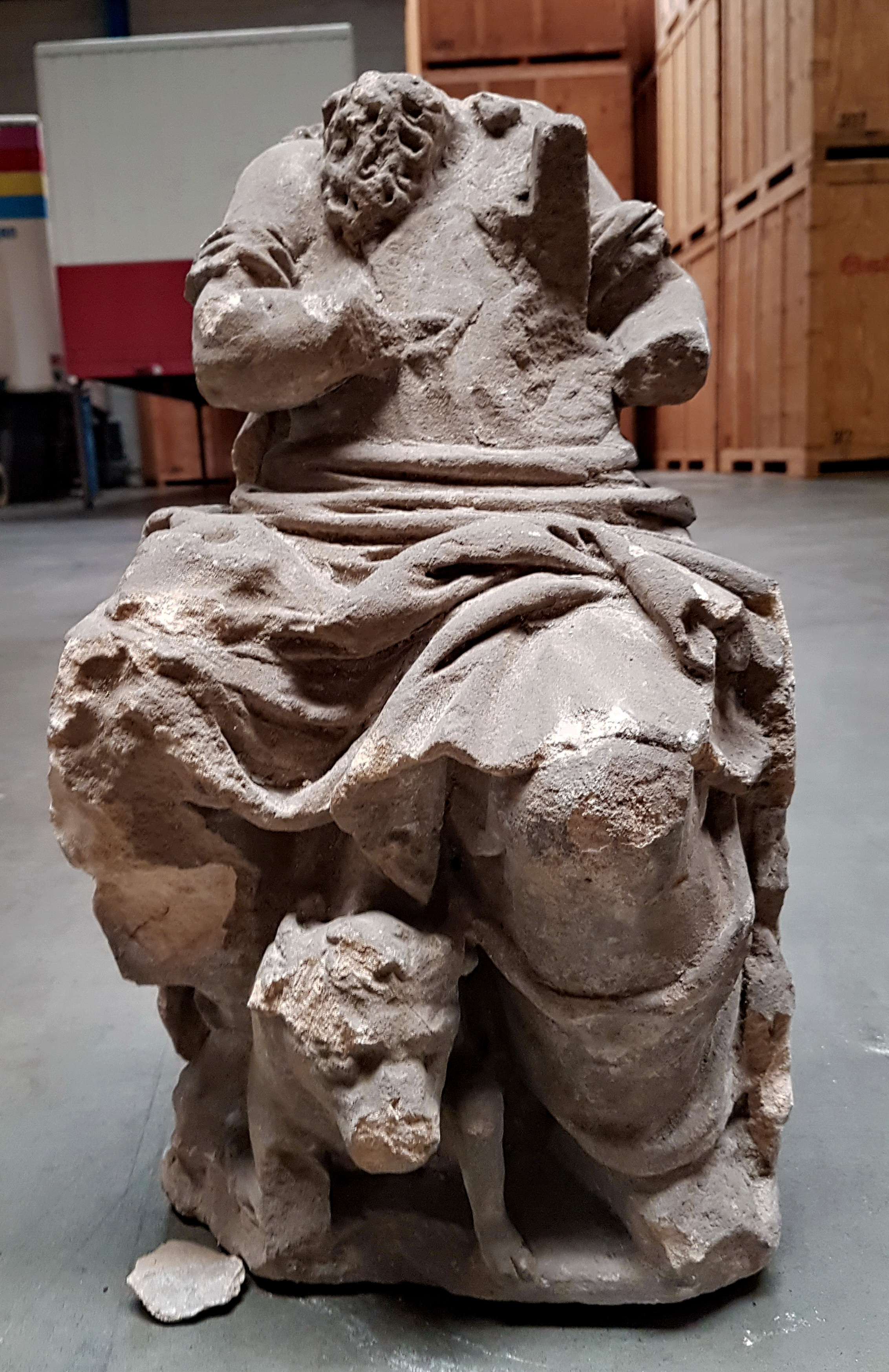
Zittende Lukas met kalf
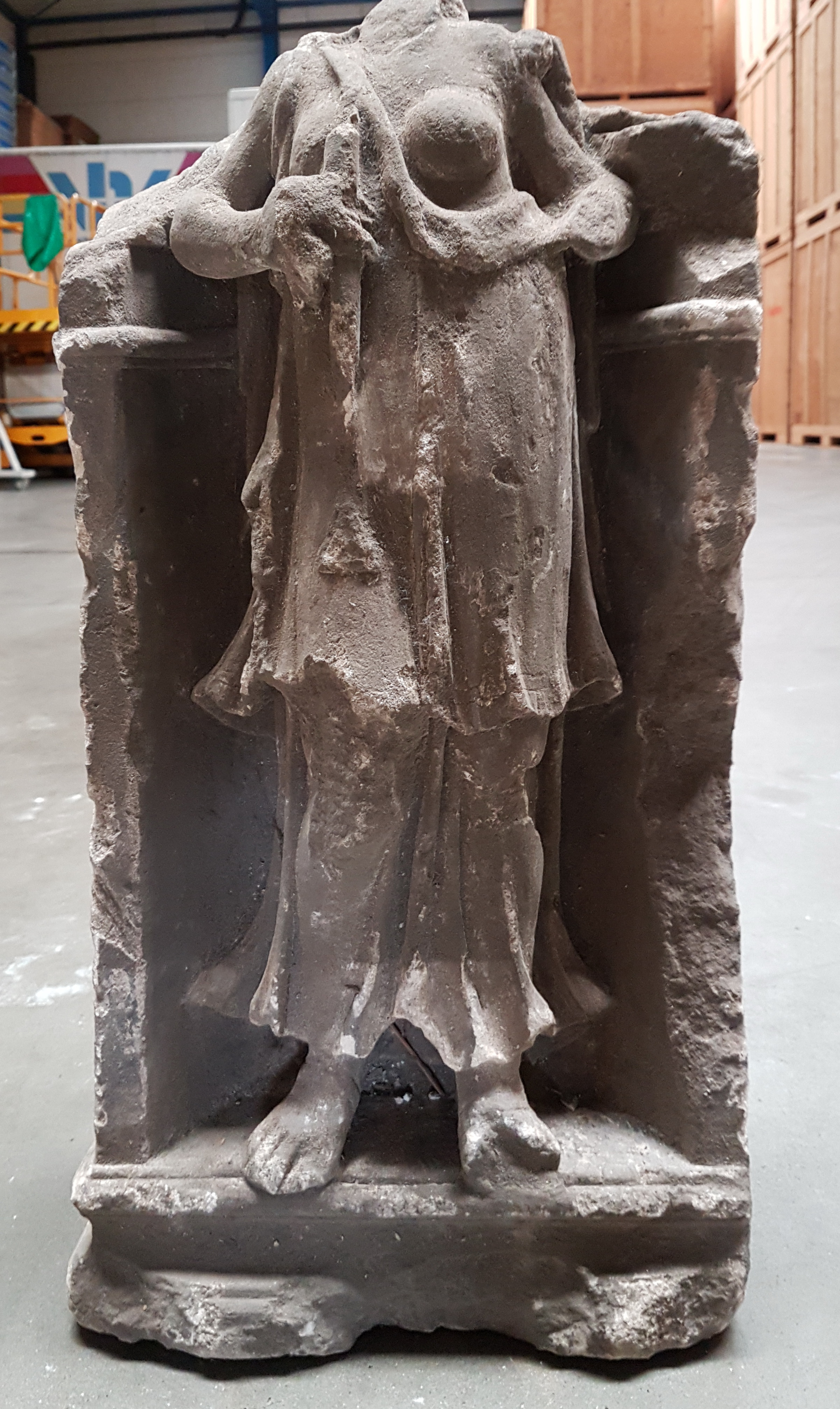
Staande engel in nis

### Andere kunstvoorwerpen
Mogelijk is een deel van het 15e-eeuwse koorgestoelte uit de Kruisherenkerk bewaard gebleven in een huis aan de Kommel. Uit de bewaard gebleven rekeningen van de kruisheren is bekend dat de lokale beeldsnijder Jan van Steffeswert tussen 1512 en 1516 meerdere houten beelden aan het klooster leverde. Daaronder bevonden zich het eerder genoemde Sint-Michaëlbeeld uit 1512 en een Mariabeeld uit 1515. De kans dat deze beelden nog bestaan lijkt gering. De schilderijen van de vier evangelisten, die de Maastrichts-Luikse schilder Jean-Baptiste Coclers in 1733 maakte voor het koor van de kerk, zijn eveneens spoorloos verdwenen.

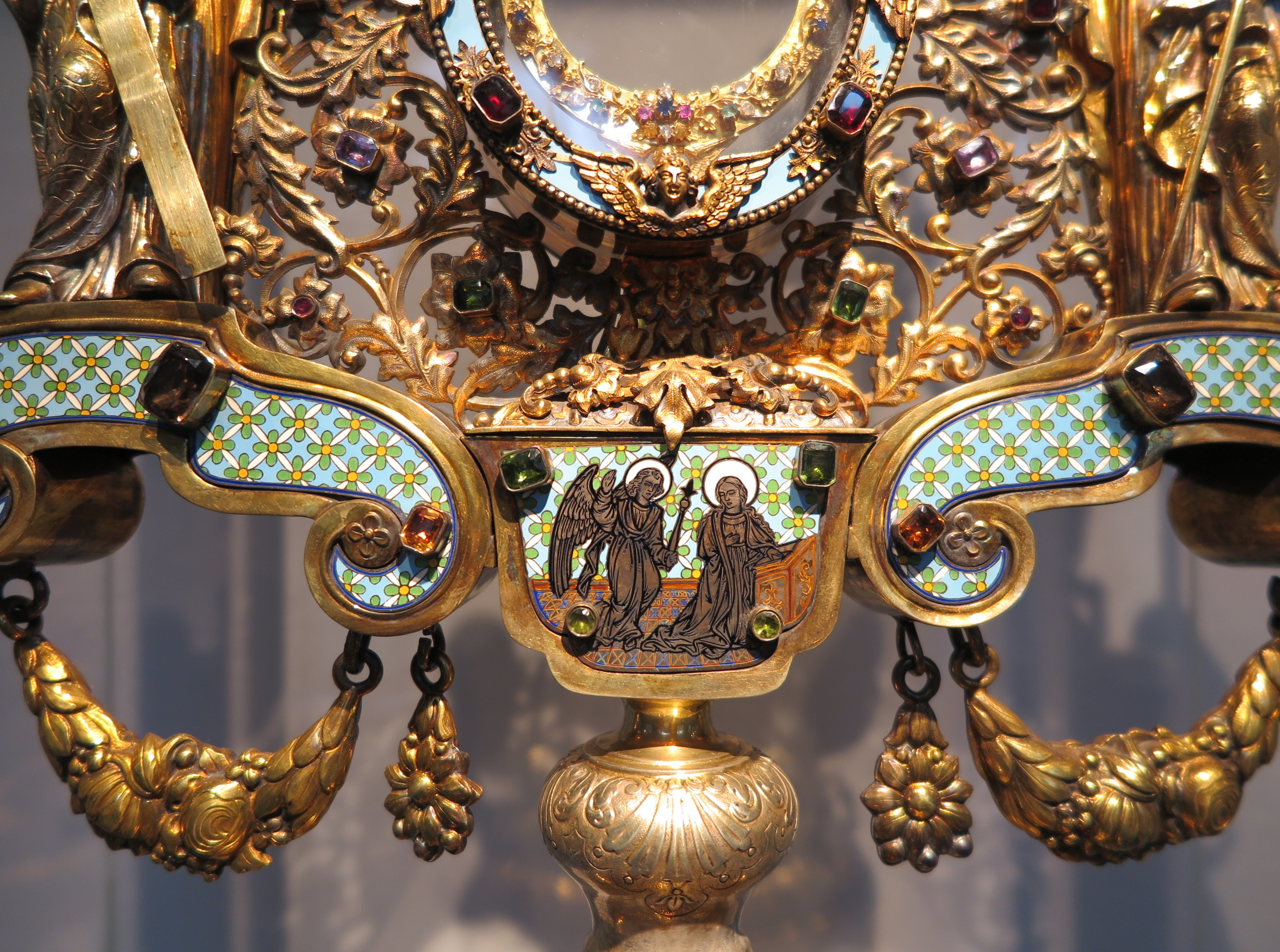
Detail monstrans (J. Wery, 1737) in de abdijkerk van Burtscheid, voorheen in de Kruisherenkerk

De archieven vermelden tevens de aanschaf van kostbare liturgische voorwerpen. Zo schonk het echtpaar Herman en Yda Alards – dezelfden wier grafzerk zich in de lavaboruimte bevindt – omstreeks 1500 een setje zilveren ampullen voor de eredienst en daarnaast stoffen, om kazuifels en altaargordijnen van te maken. Deze voorwerpen zijn naar alle waarschijnlijkheid verloren gegaan. Wel bewaard bleven een monstrans en een miskelk, omstreeks 1737 vervaardigd door de Maastrichtse zilversmid Johannes Wery (1695-1750). Beide voorwerpen bevinden zich tegenwoordig in de kerkschat van de abdij van Burtscheid (bij Aken).
Een erfenis van een vroegere gebruiker van het gebouwencomplex, het Rijkslandbouwproefstation, is een houten beeldje van een kruisheer. Het beeldje stond vroeger op een kast in de kamer van de directeur, tegenwoordig in een nis in het koor. Een recente aanvulling is een serie gebeeldhouwde consoles en kariatiden met voorstellingen van menselijke figuren, dieren en fantasiewezens (o.a. een zeemeermin), veelal met wapenschilden. De exacte herkomst van deze renaissancebeelden is onbekend. Ze zijn omstreeks 2005 door het Bonnefantenmuseum in bruikleen afgestaan en staan verspreid over de kloostergangen en trappenhuizen opgesteld.

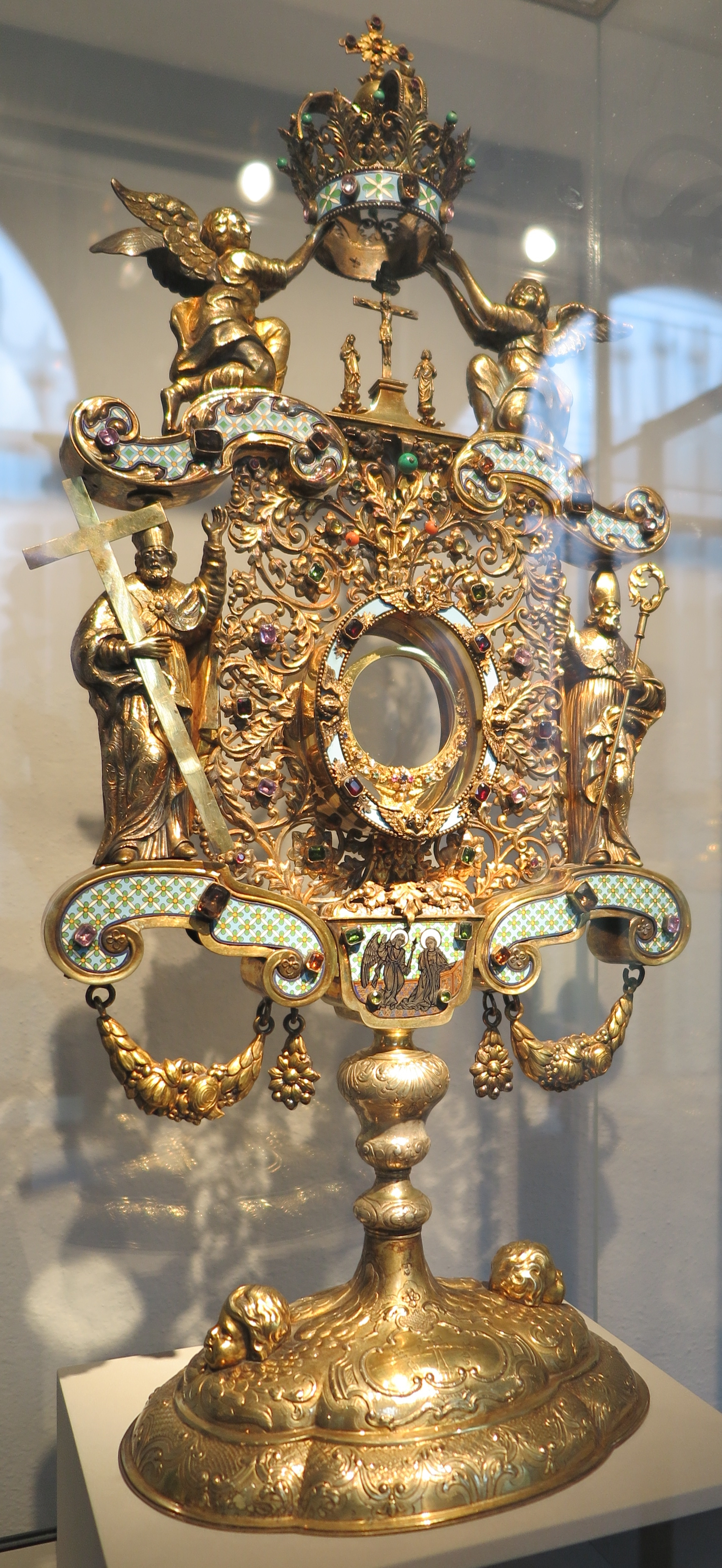
Monstrans J. Wery, 1737
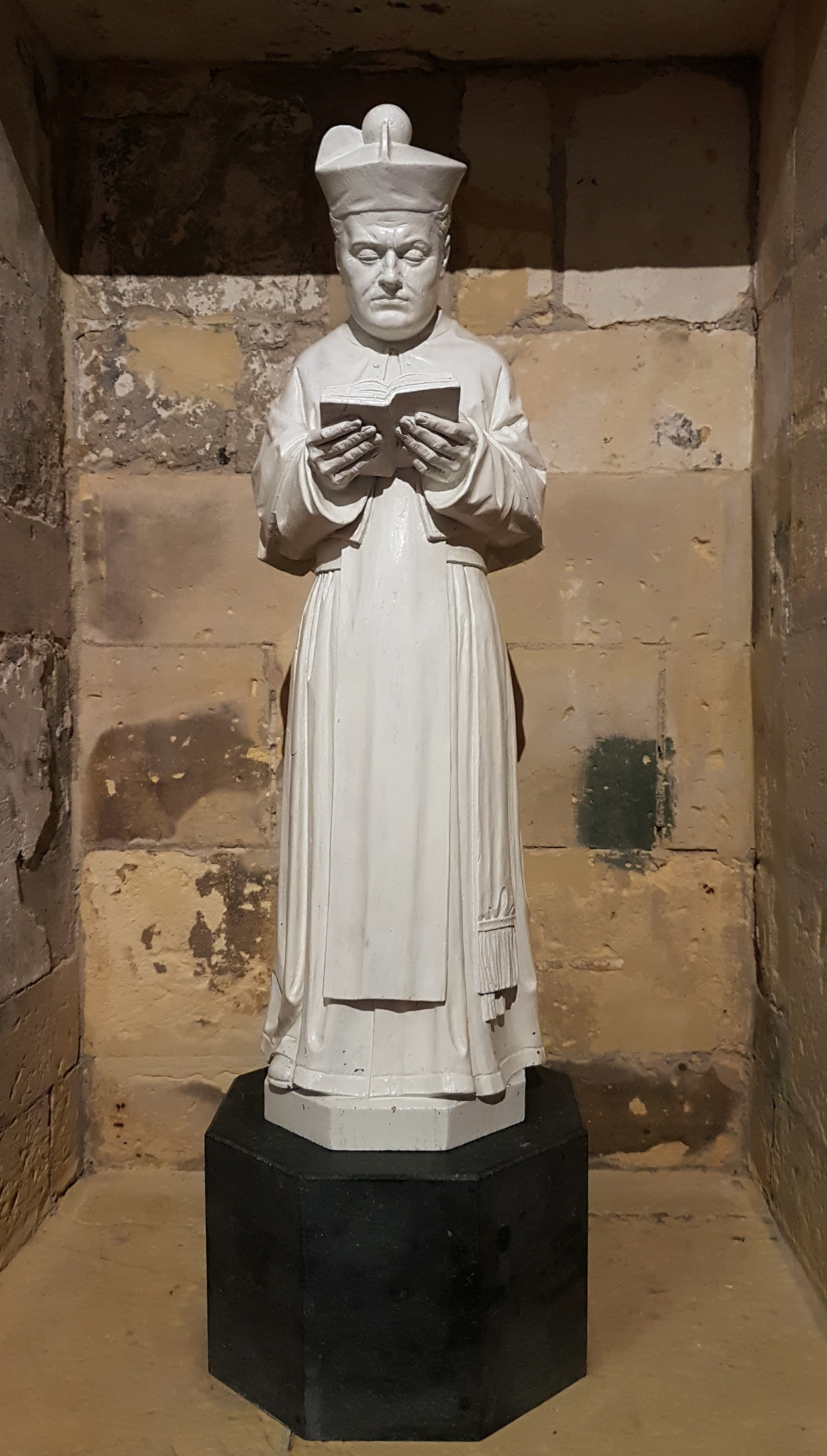
Beeldje kruisheer in koornis
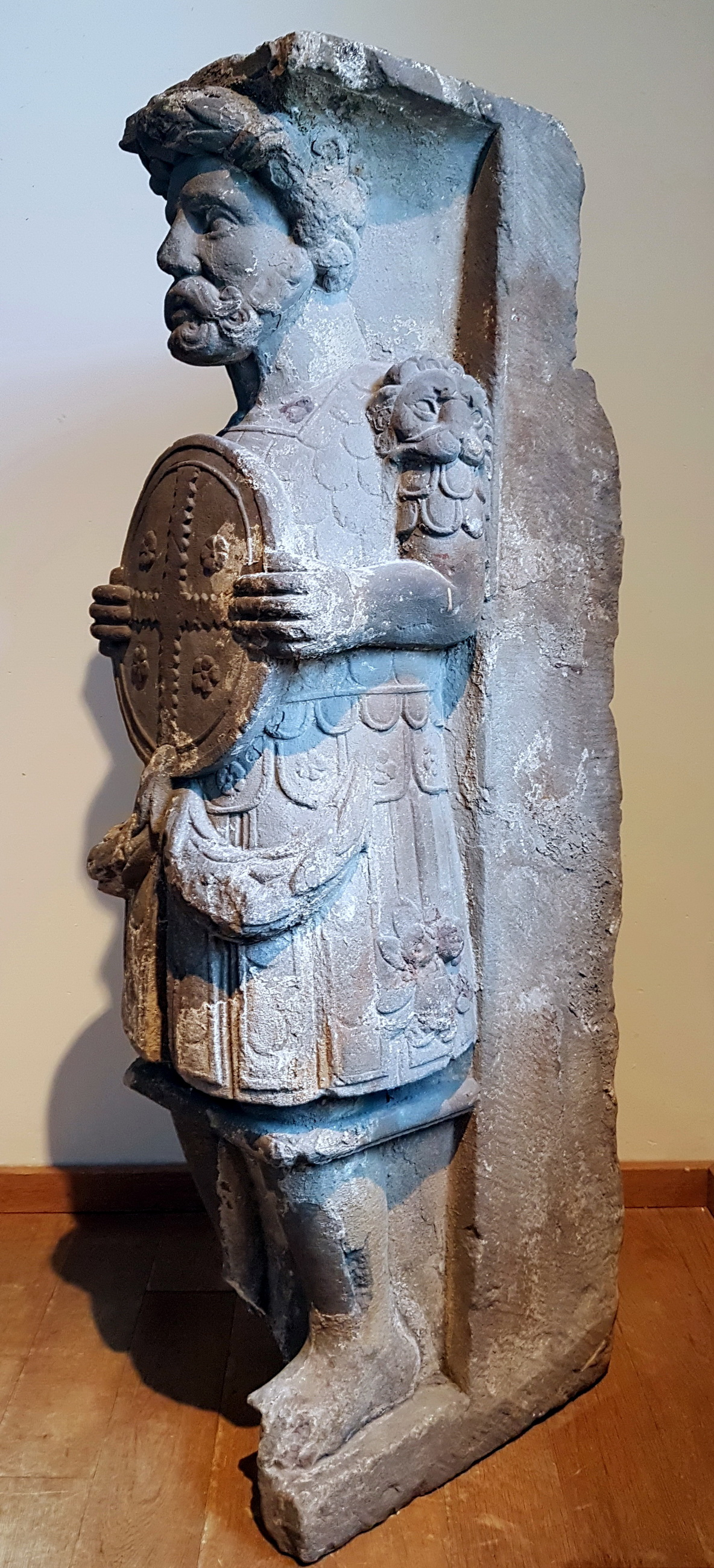
Renaissance console
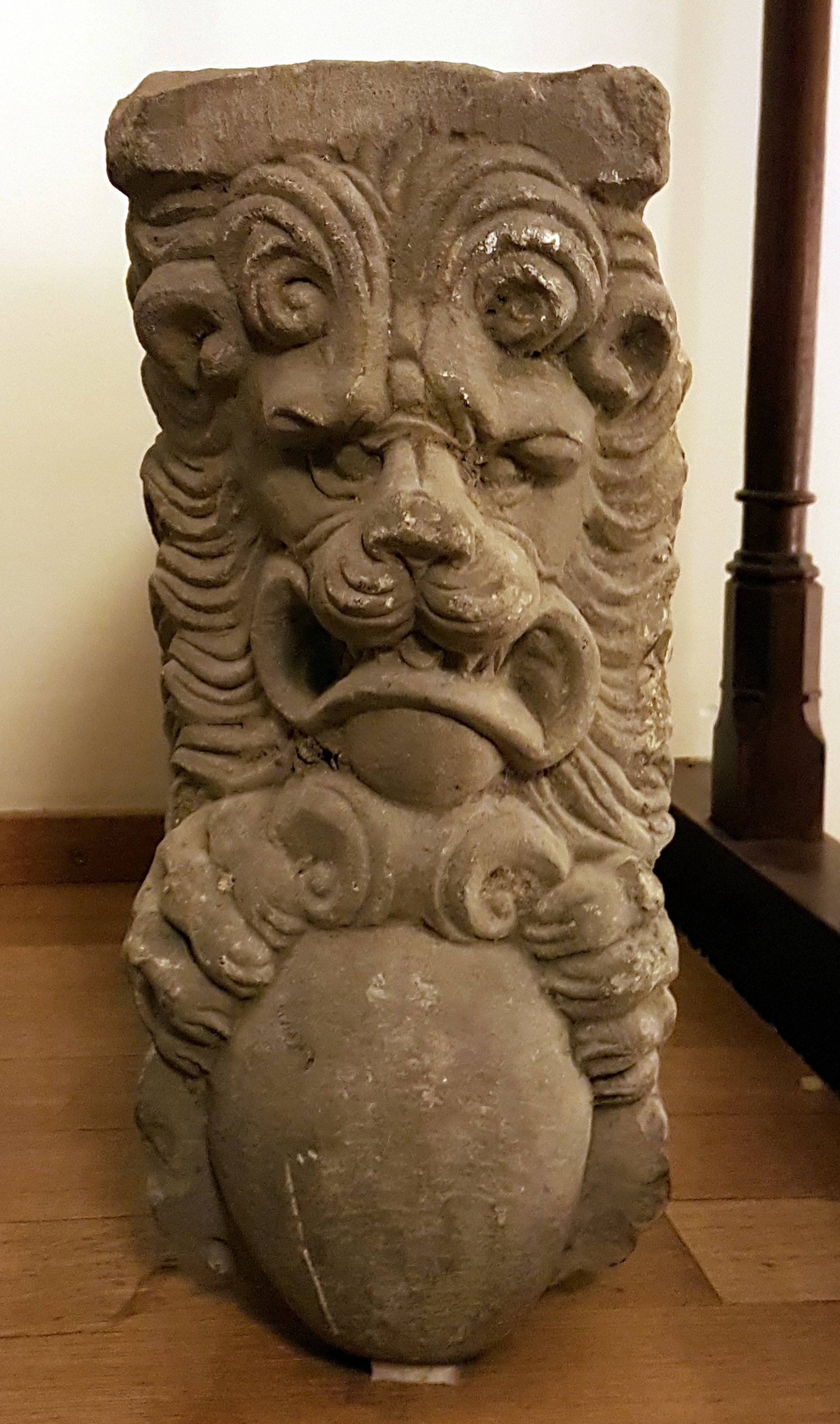
Leeuw met wapenschild

### Boeken en manuscripten

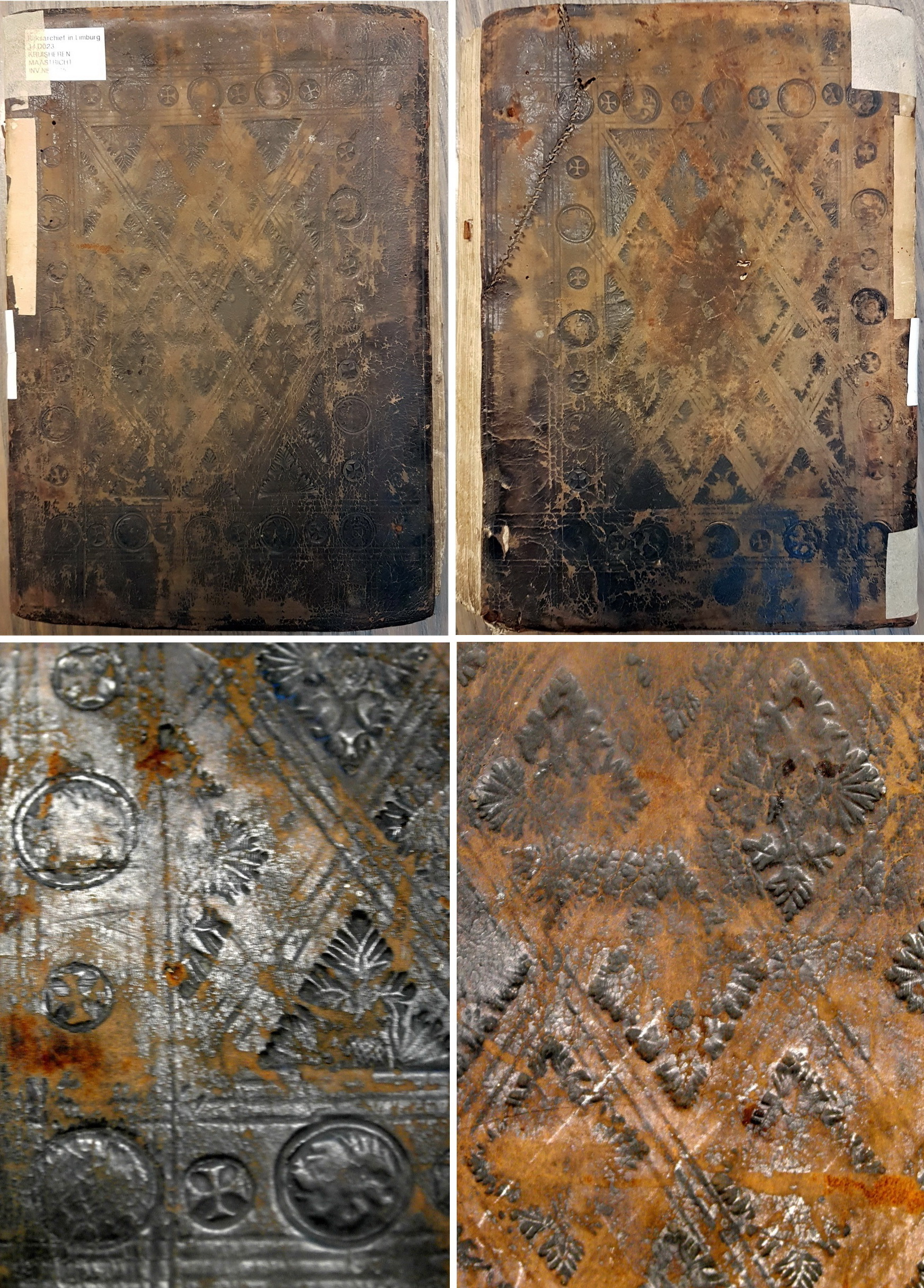
Voor-, achterzijde en details van een 16e-eeuwse boekband door de kruisheren vervaardigd (RHCL, kruisherenarchief inv.nr. 335)

Van de tot in de tweede helft van de 16e eeuw door de kruisheren in Maastricht geproduceerde manuscripten en boekbanden zijn er meerdere bewaard gebleven. De kruisheren produceerden de handschriften in het eigen scriptorium en voorzagen ze van fraaie, kalfsleren banden, versierd met stempels in reliëf. Op sommige daarvan prijkte hun embleem: een engel met een wapenschild met daarop het kruisherenkruis. Andere banden waren versierd met stempels van leeuwen, zesbladige bloempjes of ruitvormen met bladornamenten. Een kopiist met een zekere reputatie was Jasper Schaefdriess (ca. 1519-1569), die in 1533 gevraagd werd om in Luik kopiisten op te leiden. Eveneens werkzaam in Maastricht waren de kopiisten Daniël van Keulen (ca. 1462-1489) en Franciscus van Nijmegen (ca. 1493-1531) en de boekbinders Johannes Leerdam en Theodoricus van Sittard. De eerste was van 1485-1495 in Maastricht werkzaam en van 1495 tot zijn dood in 1500 in Londen; de laatste werkte begin 16e eeuw in Maastricht als boekbinder, drukker en schilder van religieuze prenten.
In Maastricht vervaardigde handschriften worden onder andere bewaard in de Koninklijke Bibliotheek in Den Haag. In die collectie bevindt zich een evangeliarium uit de eerste helft van de 15e eeuw, twee lectionaria uit de late 15e en vroege 16e eeuw en een samengesteld manuscript met het martyrologium van Usuardus, een necrologie van het Kruisherenklooster begonnen in 1515 en diverse kloosterregels. In de Universiteitsbibliotheek Groningen bevindt zich een geïllumineerd en in leer ingebonden manuscript uit 1470 van het eerste deel van de Pantheologia van de Italiaanse theoloog Giordano da Pisa (ca. 1260-1311). In de Universiteitsbibliotheek Utrecht bevinden zich twee handschriften met verzamelingen preken uit de 15e en 16e eeuw. Een derde manuscript met preken bevindt zich in de Universiteitsbibliotheek Leiden.
Prior Jan Proenen hield vanaf 1528 een bewaard gebleven rekeningenboek bij, waarin hij onder andere aantekende welke boeken hij voor zijn bibliotheek aanschafte. In dertien jaar tijd kocht hij ruim 60 boeken, waarvan ongeveer de helft profane lectuur. Een bijzondere aankoop in 1536 was het kostbare woordenboek in vijf talen van Ambrogio Calepino. Van zijn collectie gedrukte boeken is voor zover bekend alleen het in 1532 te Bazel uitgegeven Novus orbis regionum ac insularium veteribus incognitarum bewaard gebleven, door Proenen in 1533 aangeschaft, in de eigen kloosterbinderij ingebonden en thans in het Centre Céramique in Maastricht. Calepino's woordenboek werd in januari 1795 op bevel van de Nationale Conventie van Frankrijk geconfisqueerd. Alle andere boeken gingen bij de ontruiming van de bibliotheek in februari van dat jaar – nog vóór de opheffing van het klooster – verloren.

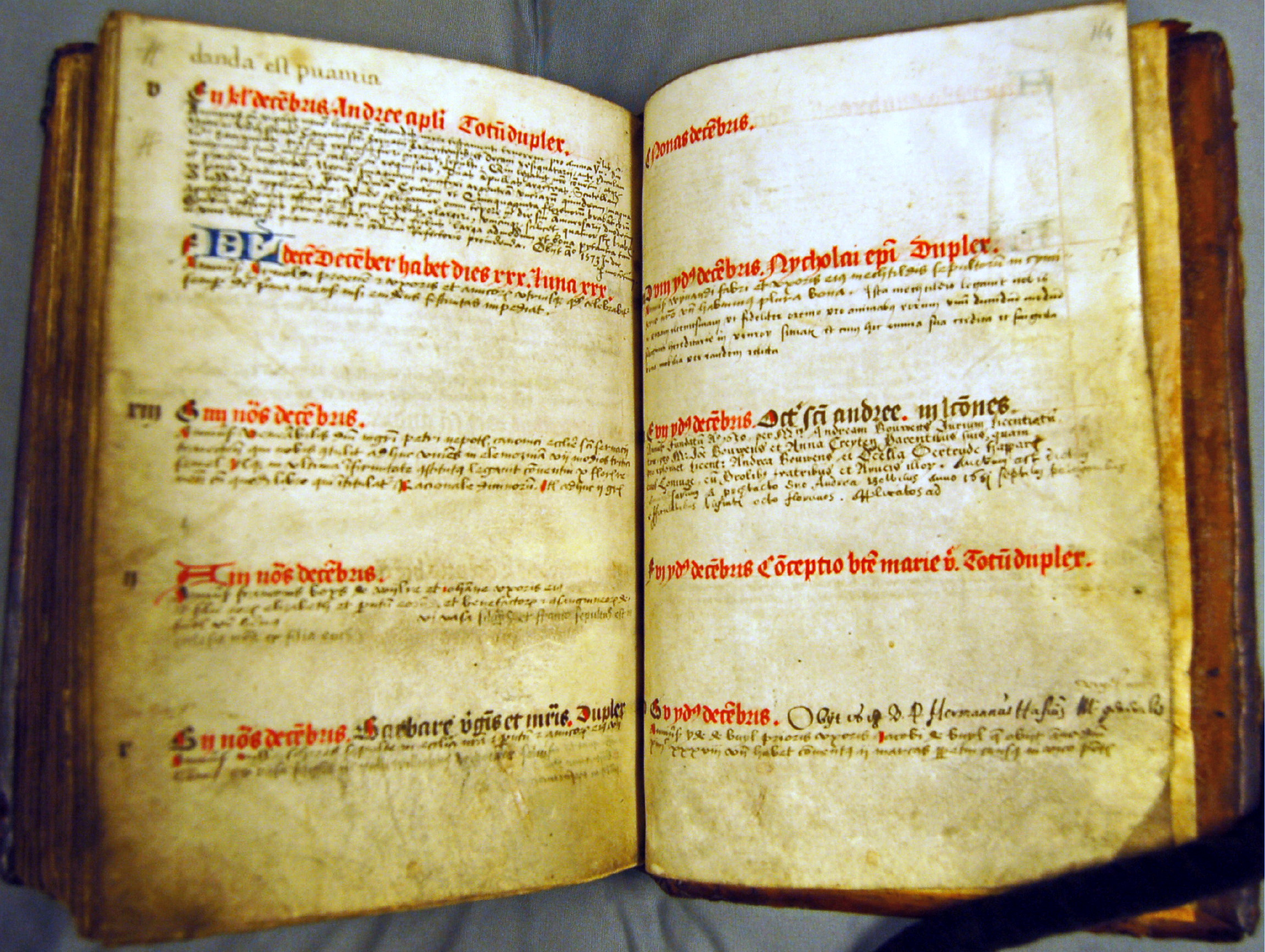
15e-eeuws manuscript met necrologie Kruisherenklooster (KB Den Haag, hs. 78 F 5)
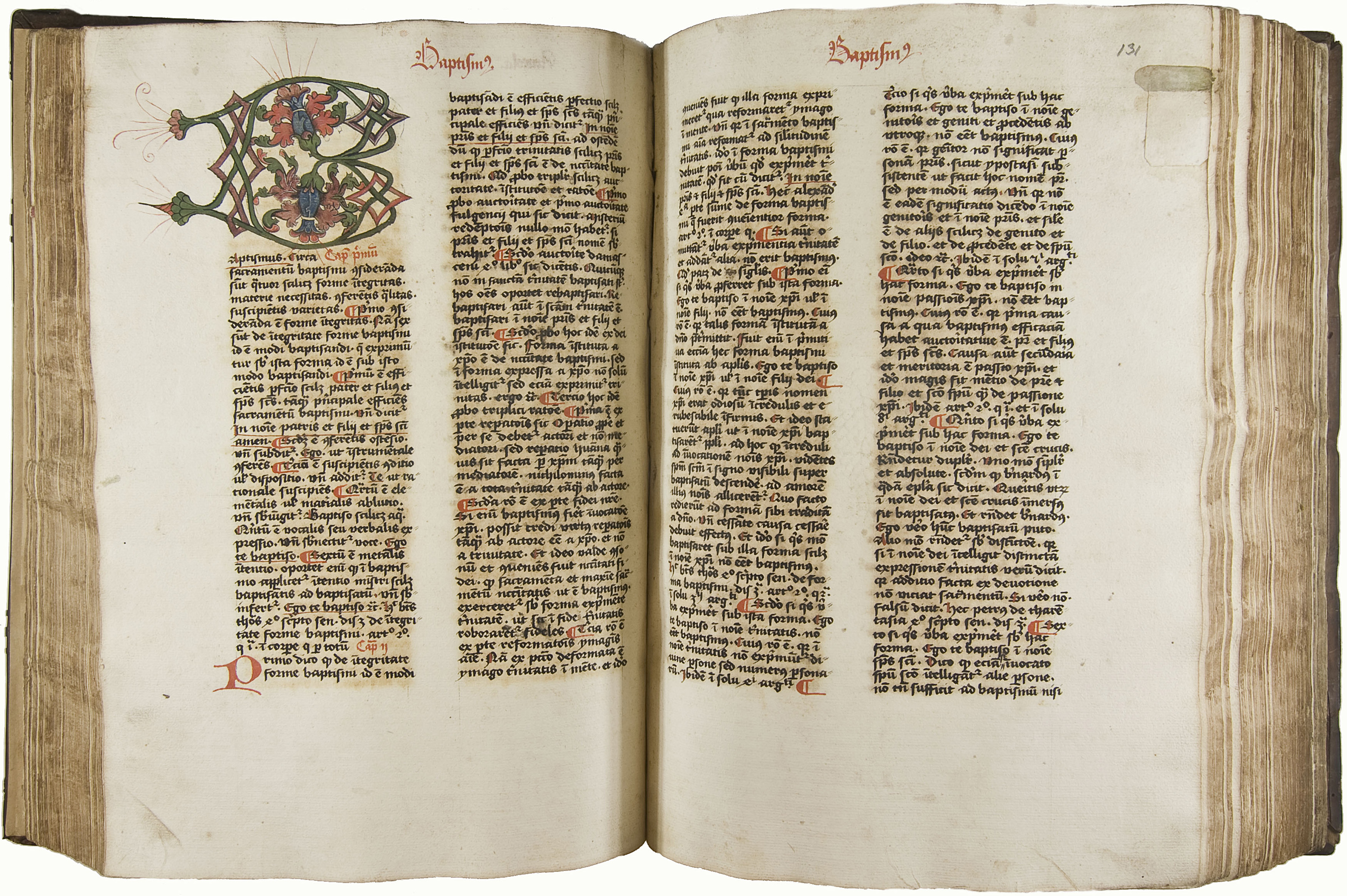
Ingebonden manuscript Pantheologia, 1470 (UB Groningen, ms. 18)
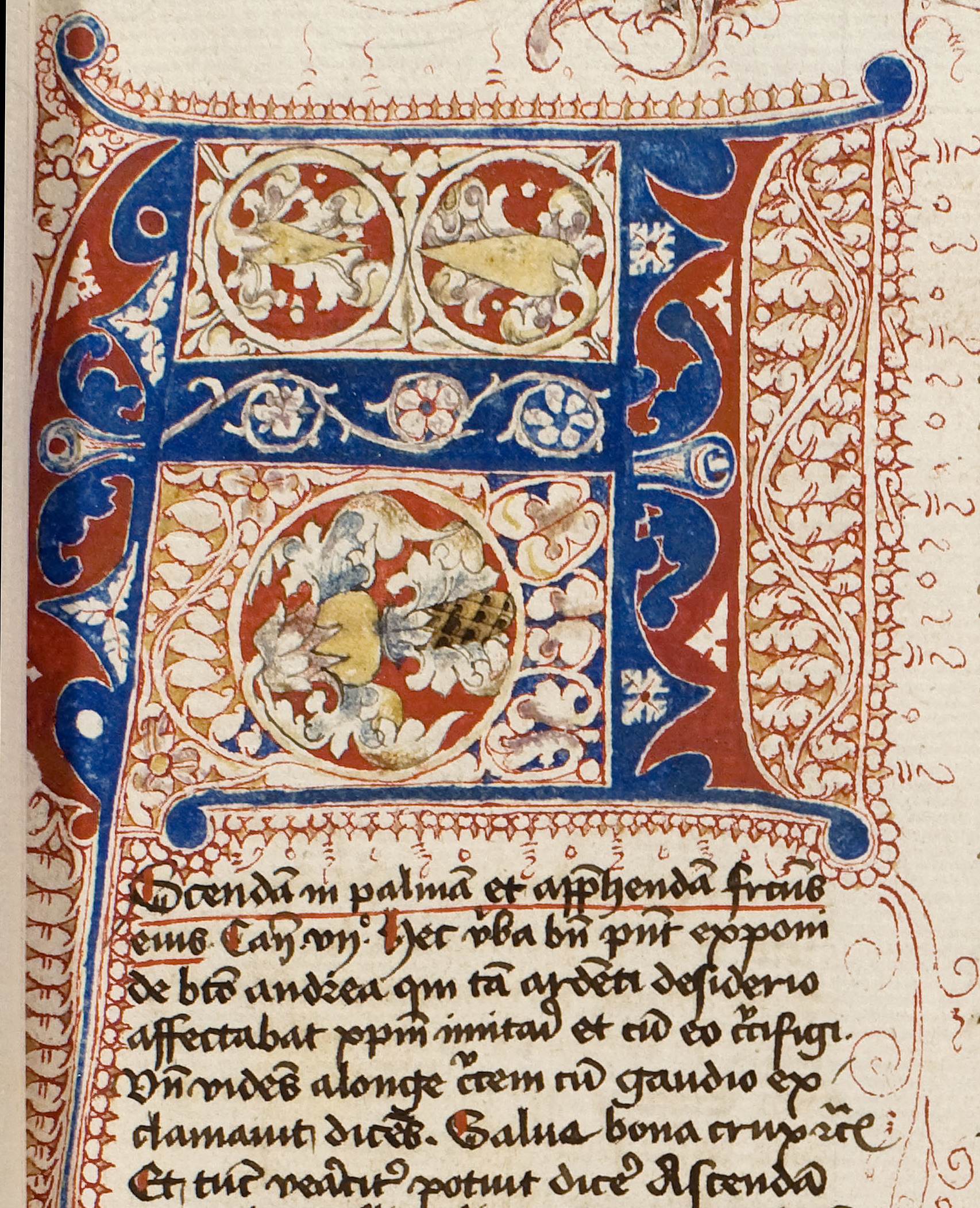
Detail van 15e-eeuws manuscript met preken (UB Utrecht, cat. 243)
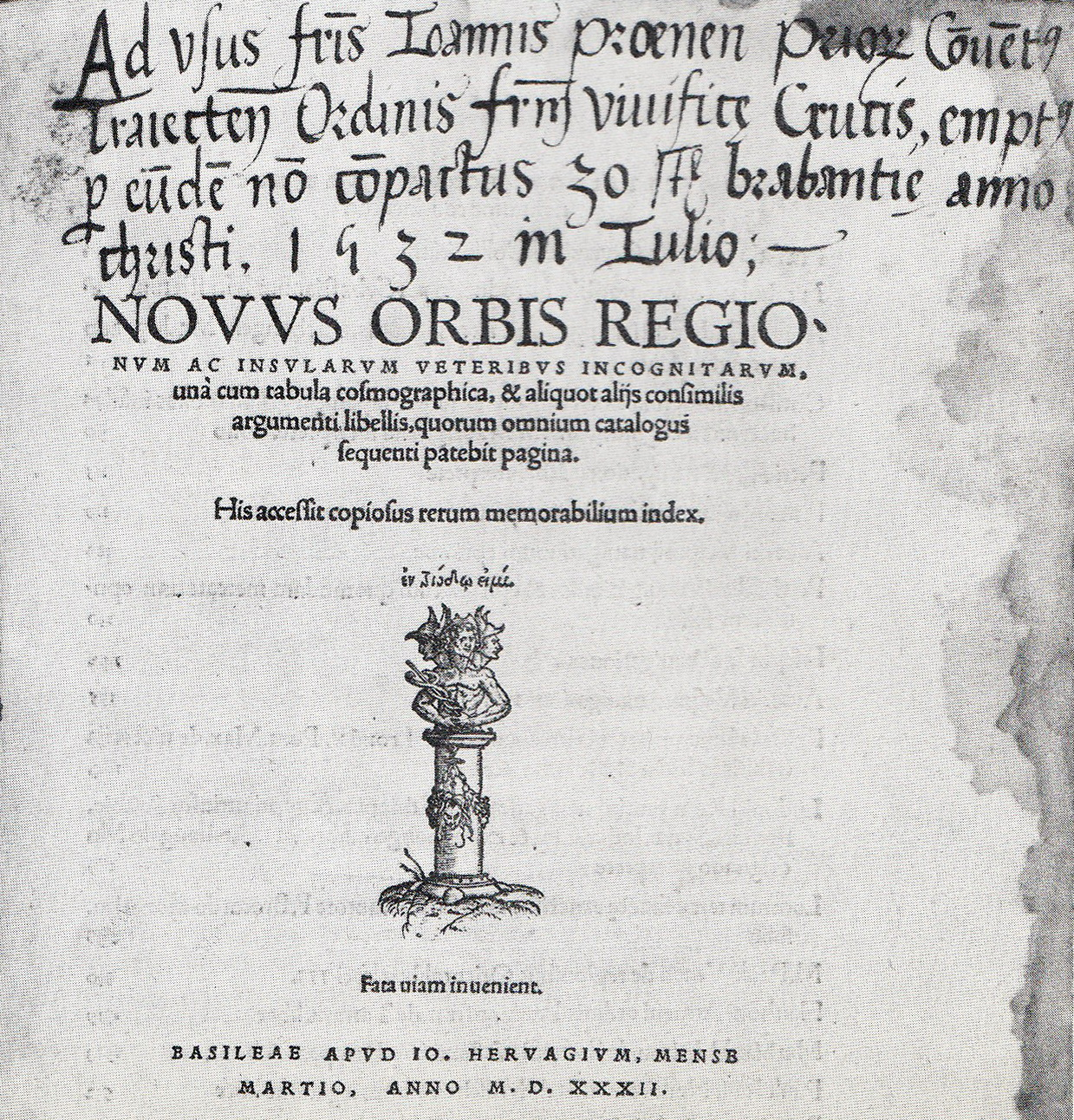
Titelpagina Novus orbis regionum, met handschrift Proenen (CC Maastricht)

### Kruisherenarchief

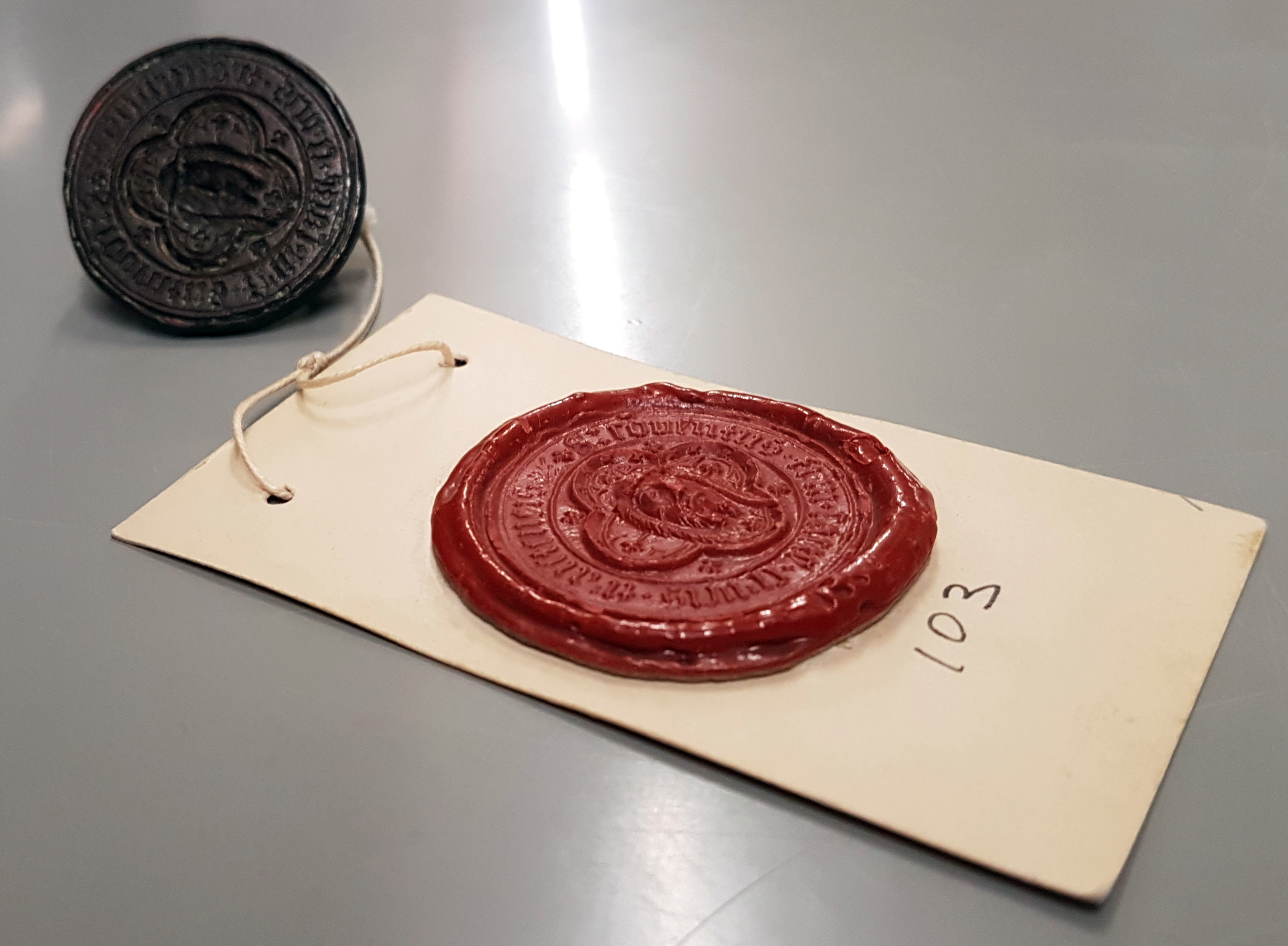
15e-eeuws stempel en zegelafdruk van het Kruisherenklooster (RHCL)

Het 9,9 meter lange archief van de Maastrichtse kruisheren berust sinds 1882 bij het Rijksarchief in Limburg, tegenwoordig Regionaal Historisch Centrum Limburg (RHCL). Het bestaat uit 304 charters op perkament en 110 regesten, bundels en losse stukken. Bijzonder aan het archief is de volledigheid ervan. Zo is vrijwel de gehele financiële administratie van het klooster bewaard gebleven, uniek voor dit deel van Europa. De kasboeken van 1450-1795 leveren een schat aan informatie over het reilen en zeilen van het klooster.
De oudste en meest kwetsbare documenten zijn zuurvrij verpakt in Lexan (een polycarbonaat) en worden bewaard in een beveiligde en gekoelde kluis. Daaronder bevinden zich een zestigtal akten die voorafgaan aan de kloosterstichting (onder andere afschriften van de stichtingsakten van de kruisherenorde), de toestemmingsakten voor de Maastrichtse kloosterstichting (van de lokale geestelijkheid en de bisschop van Luik) en een groot aantal akten die betrekking hebben op onroerend goed dat door de kruisheren was verworven.
In 1984 publiceerde Willy Keyser-Schuurman de Inventaris van het archief van het Kruisherenklooster te Maastricht 1438-1796. Omstreeks 2010 werkte broeder Sigismund Tagage enkele jaren aan de transcriptie en vertaling van het archief. Door zijn dood in 2012 kon hij dit werk niet afmaken. Vanaf 2015 wordt, in het kader van het nationale project Metamorfoze van de Koninklijke Bibliotheek, het kruisherenarchief geconserveerd en gedigitaliseerd.
Het in de 19e eeuw bij toeval gevonden zegelstempel van de Maastrichtse kruisheren wordt eveneens bewaard in het RHCL. Het bevat een afbeelding van het hoofd van de lijdende Christus in een vierpas, met daaromheen een tekst.

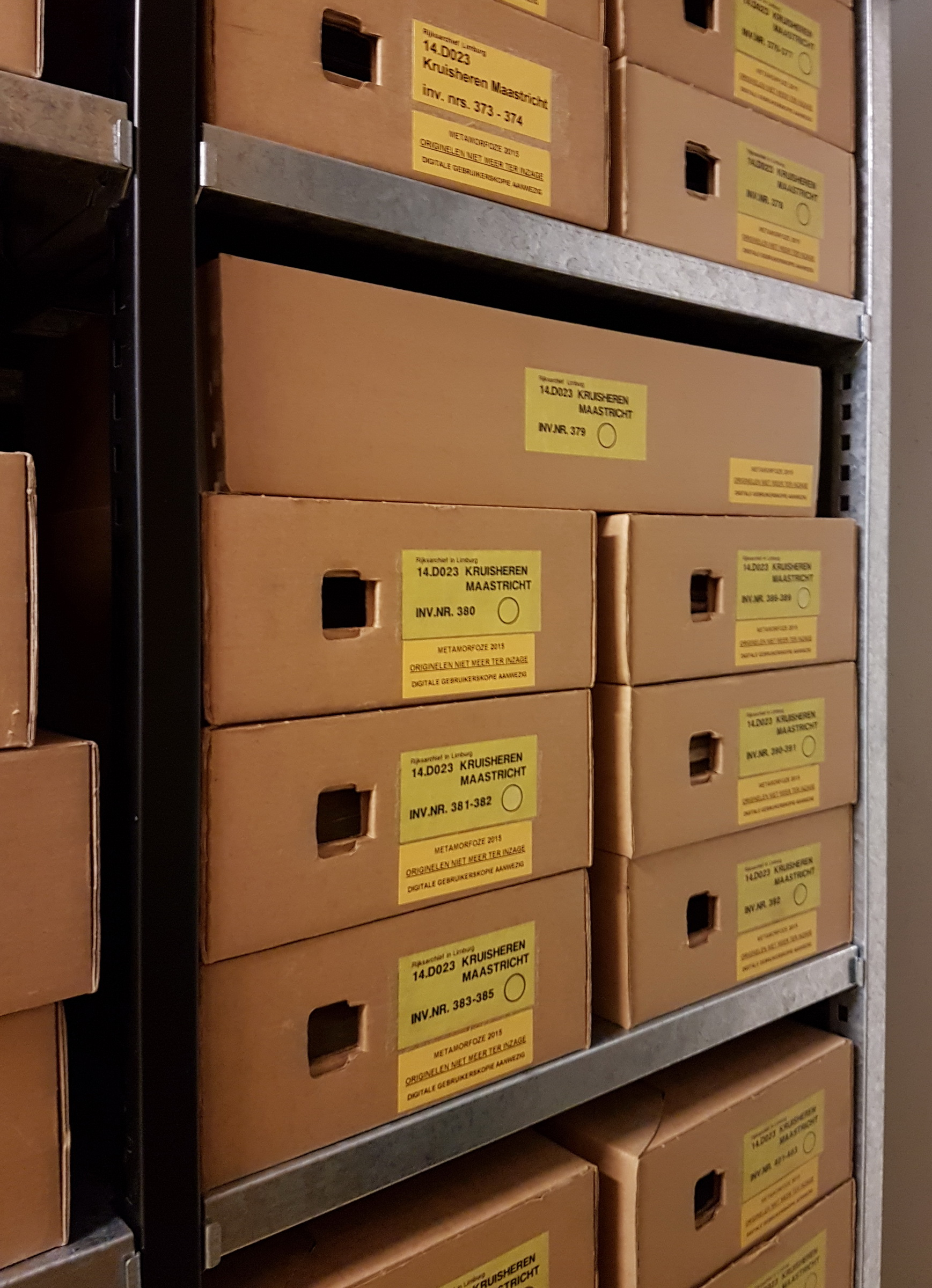
Archiefdozen in het RHCL (met notities Metamorfoze)
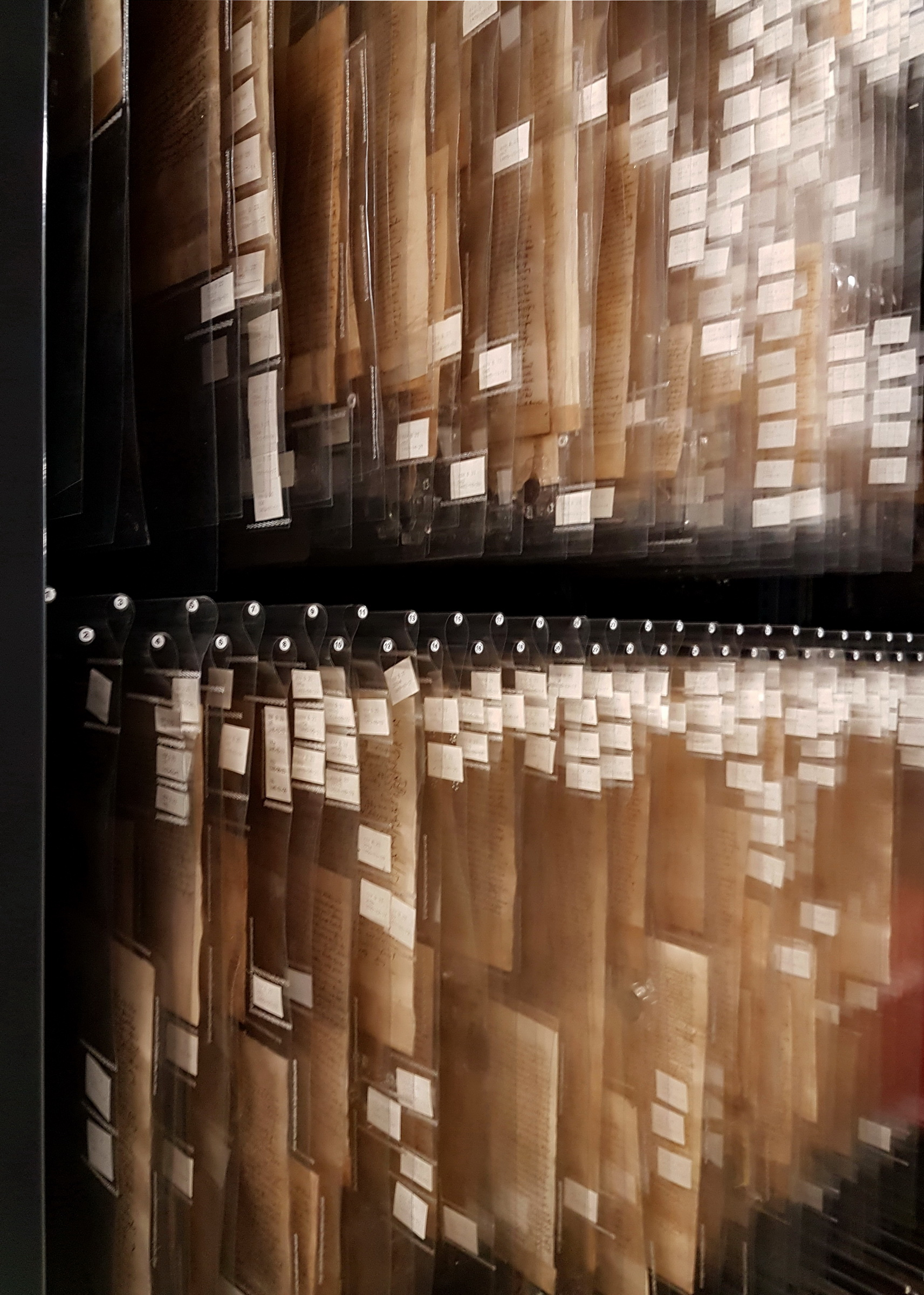
Oudste documenten, verpakt in Lexan, in de kluis
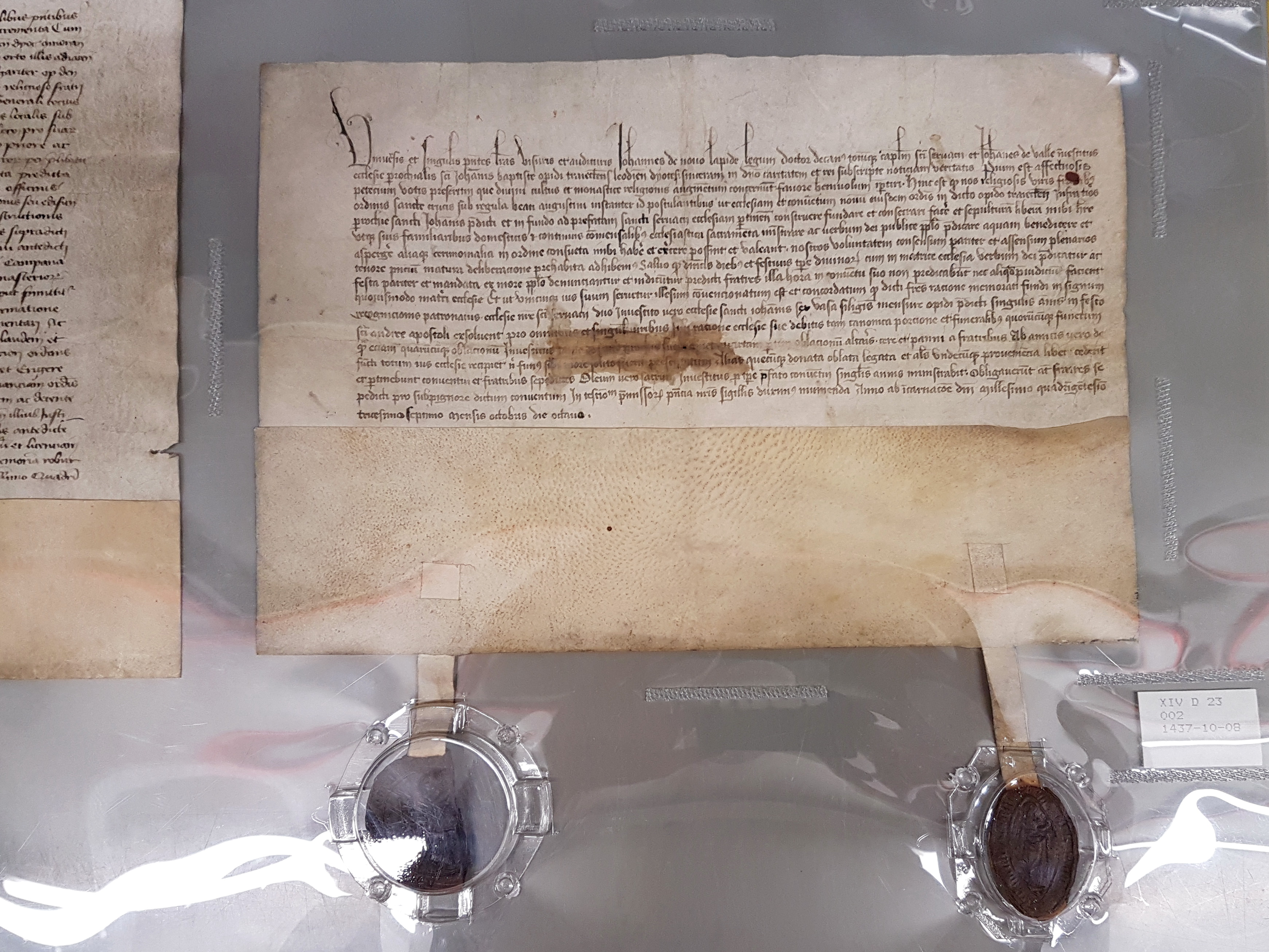
Toestemmingsakte van de kloosterstichting, 1437
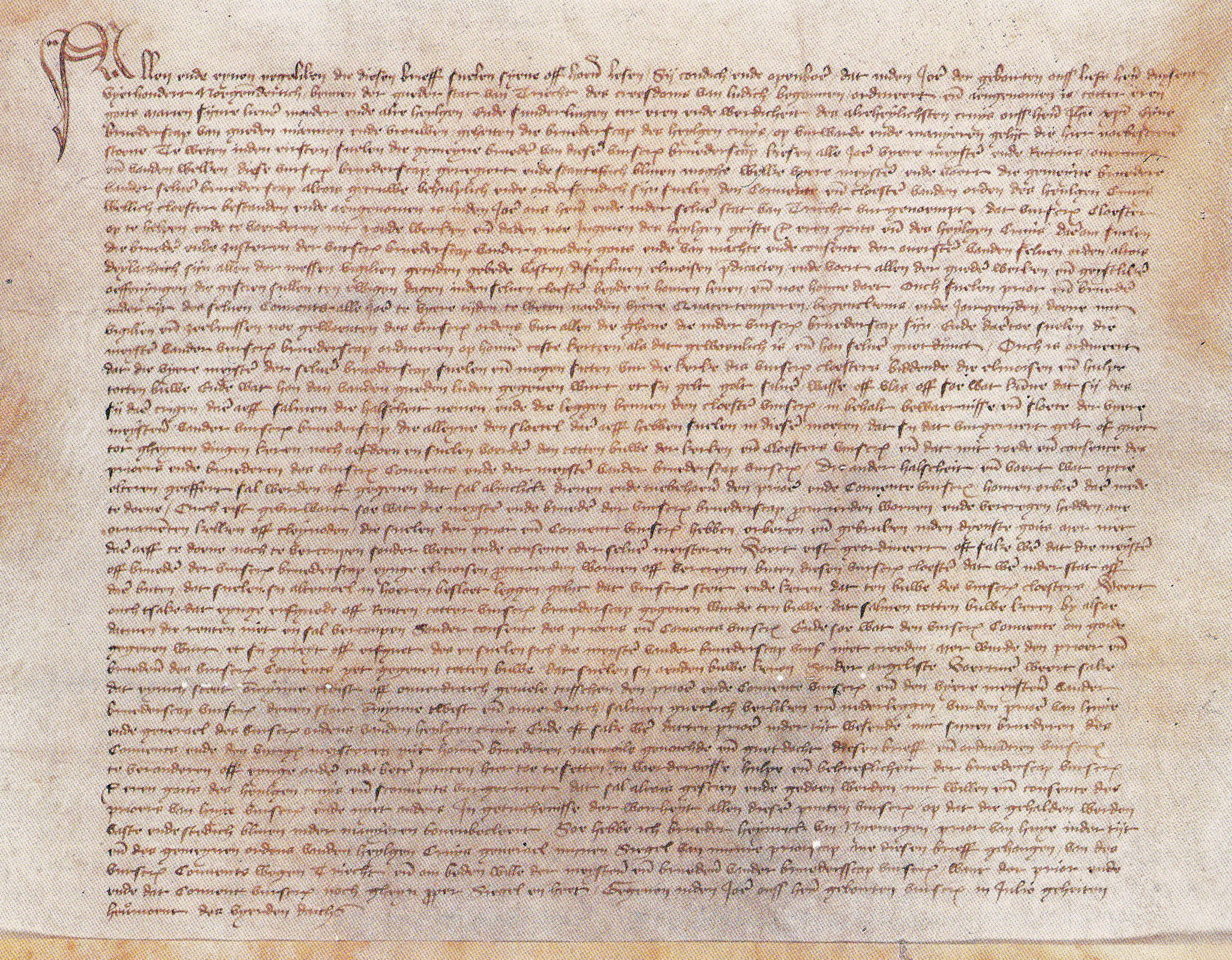
Oprichtingsakte Broederschap van het Heilig Kruis, 1439